# 2017
2017 (MMXVII) a fost un an obișnuit al calendarului gregorian care a început într-o zi de duminică. A fost al 2017-lea an d.Hr., al 17-lea an din mileniul al III-lea și din secolul al XXI-lea, precum și al 8-lea an din deceniul 2010-2019. A fost desemnat:
- Anul Internațional al Turismului Durabil pentru Dezvoltare, de către Adunarea Generală a Națiunilor Unite.[1]
- Anul orașelor Aarhus (Danemarca) și Paphos (Cipru), numite Capitale Europene ale Culturii.

## Evenimente

### Ianuarie
- 1 ianuarie: Malta a preluat președinția semestrială a Consiliului Uniunii Europene de la Slovacia.[2]
- 1 ianuarie: Atac armat într-un club din Istanbul în noaptea de Revelion. Cel puțin 39 de oameni au fost uciși și 69 răniți.[3]
- 1 ianuarie: Emmanuel Niyonkuru, ministrul mediului din Burundi a fost împușcat mortal în capitala Bujumbura.
- 1 ianuarie: România sărbătorește 10 ani de la intrarea în Uniunea Europeană.
- 1 ianuarie: Antonio Guterres preia funcția de secretar general al ONU.[4]
- 4 ianuarie: Cabinetul PSD-ALDE condus de premierul Sorin Grindeanu, din care fac parte 26 de miniștri, a fost investit de Parlament cu 295 voturi „pentru" și 133 „împotrivă".

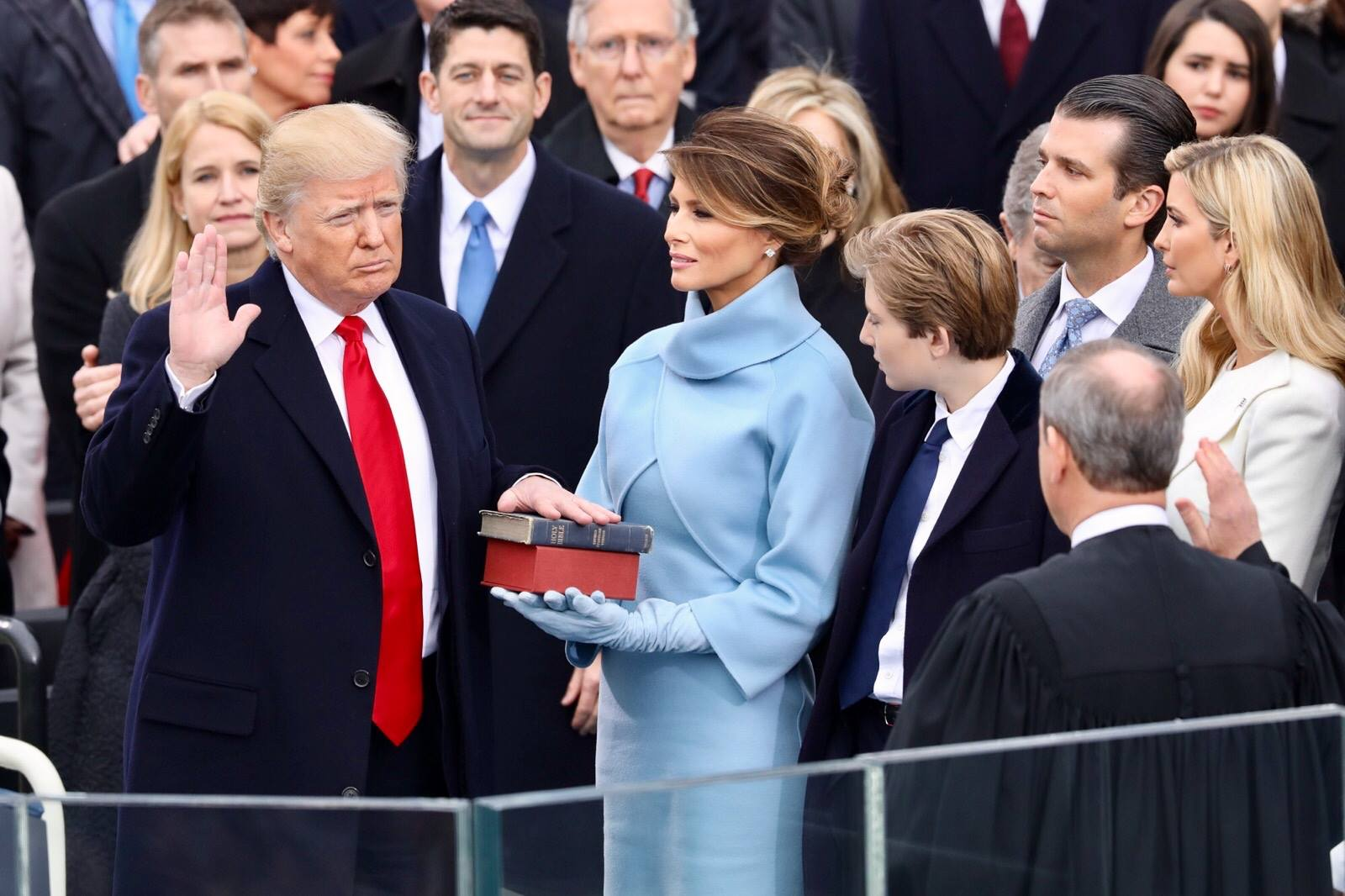
20 ianuarie: Republicanul Donald Trump devine cel de-al 45-lea președinte al Statelor Unite.

- 8 ianuarie: Premiile Globul de Aur 2017: lungmetrajul Moonlight, regizat de Barry Jenkins, a fost desemnat cel mai bun film-dramă, în timp ce music hall-ul La La Land, în regia lui Damien Chazelle, a fost numit cel mai bun film-comedie, la cea de-a 74-a gală a premiilor Globurile de Aur, care a avut loc la Los Angeles. La ediția din 2017, premiul Globul de Aur pentru întreaga carieră a fost decernat actriței Meryl Streep.
- 16-18 ianuarie: Igor Dodon efectuează o vizită în Federația Rusă, prima de acest fel în calitate de președinte al Republicii Moldova. Acesta s-a întâlnit cu președintele rus, Vladimir Putin, și a depus flori la mormântul soldatului necunoscut.
- 18 ianuarie: Antonio Tajani, candidatul Partidului Popular European (PPE), a fost ales în funcția de președinte al Parlamentului European. Europarlamentarul social-democrat român Ioan Mircea Pașcu a fost ales drept unul dintre cei 14 vicepreședinți ai Parlamentului European.
- 20 ianuarie: Are loc procedura de investire a celui de-al 45-lea președinte al Statelor Unite, republicanul Donald Trump.
- 21 ianuarie: Milioane de oameni din întreaga lume s-au alăturat Marșului femeilor ca răspuns la inaugurarea lui Donald Trump ca președinte al Statelor Unite.[5]
- 21 ianuarie: Incendiu puternic care a distrus Clubul Bamboo din București. 44 de persoane au fost spitalizate.[6]
- 22 ianuarie: Protestele din ianuarie 2017 din România, față de proiectul PSD-ALDE de modificare a Codului penal și grațierea unor pedepse.
- 24 ianuarie: Președintele Klaus Iohannis a declanșat procedura privind organizarea unui referendum național privind continuarea luptei împotriva corupției în România.[7][8]
- 31 ianuarie: Guvernul Grindeanu a adoptat grațierea unor pedepse ca proiect de lege, dar și Ordonanța de Urgență pentru modificarea Codurilor Penale, ceea ce a provocat manifestații de amploare în marile orașe ale țării.

### Februarie

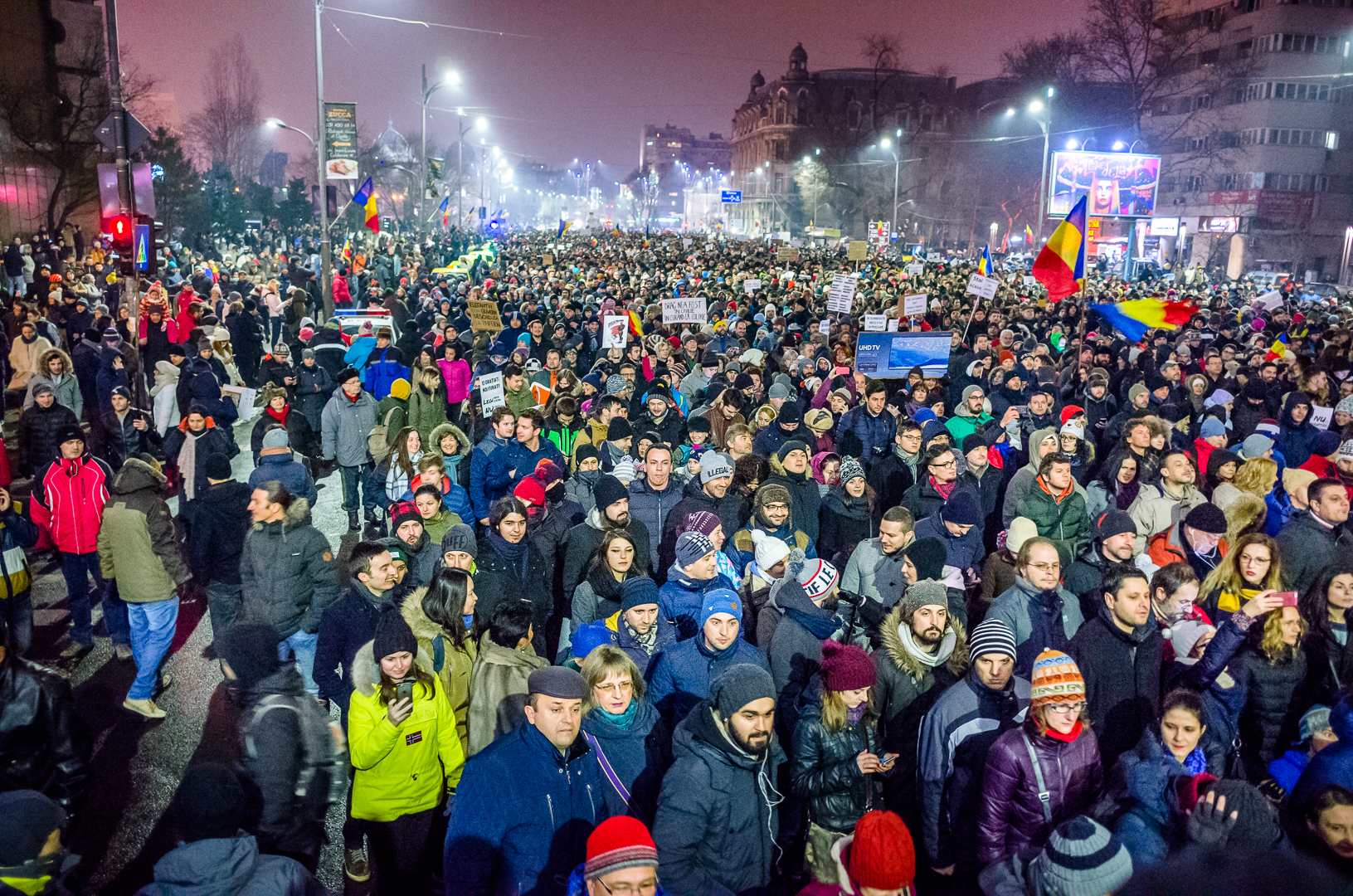
5 februarie: Un număr record de protestatari au cerut în Piața Victoriei din București demisia guvernului în urma scandalului OUG13.

- 3 februarie: România a ocupat locul 4 în întrecerea pe echipe la Campionatele Mondiale de sanie pe pârtie naturală de la Vatra Dornei. Federația Română de Bob și Sanie a clasificat rezultatul ca fiind unul „istoric".[9]
- 5 februarie: Ordonanța 14/2017, prin care a fost abrogată ordonanța 13/2017 de modificare a codurilor penale, a fost înregistrată la Senat pentru dezbatere, după ce anterior fusese publicată și în Monitorul Oficial. Înregistrarea la Parlament și publicarea în Monitor sunt condițiile obligatorii pentru ca o ordonanță de urgență să intre în vigoare.
- 5 februarie: Un număr record de protestatari au cerut în Piața Victoriei din București demisia guvernului. Potrivit unor surse peste 200.000 de oameni,[10] potrivit altor surse peste 150.000.[11] Zeci de mii de oameni au ieșit în stradă și în alte orașe din țară: Arad, Brașov, Constanța, Craiova, Iași, Sibiu, Timișoara. În același timp, aproximativ 2.000 de persoane au participat la o manifestație de susținere a guvernului, în fața Palatului Cotroceni.[12]
- 6 februarie: Regina Elisabeta a II-a a marcat a 65-a aniversare ca suveran, devenind singurul monarh britanic care celebrează Jubileul de Safir.
- 8 februarie: Guvernul condus de Sorin Grindeanu a supraviețuit primei moțiuni de cenzură inițiată de PNL și USR și susținută de PMP  în contextul adoptării de către guvern a OUG 13/2017, referitoare la modificările Codurilor penale. Moțiunea a fost respinsă cu 161 de voturi „pentru" și 8 „împotrivă". PSD și ALDE au asigurat cvorumul de ședință la moțiunea de cenzură, dar nu au votat.
- 8 februarie: Fostul premier Mohamed Abdullahi Mohamed a fost ales președinte al Somaliei în urma unui vot al parlamentarilor, promițând să lupte cu cele două flageluri majore din țară: corupția și combatanții islamiști shebab.
- 9 februarie: Ana Birchall a preluat interimatul pentru funcția de ministru al justiției, după de Florin Iordache, ministru în cabinetul Sorin-Mihai Grindeanu, și-a prezentat demisia după numai 25 zile de mandat.

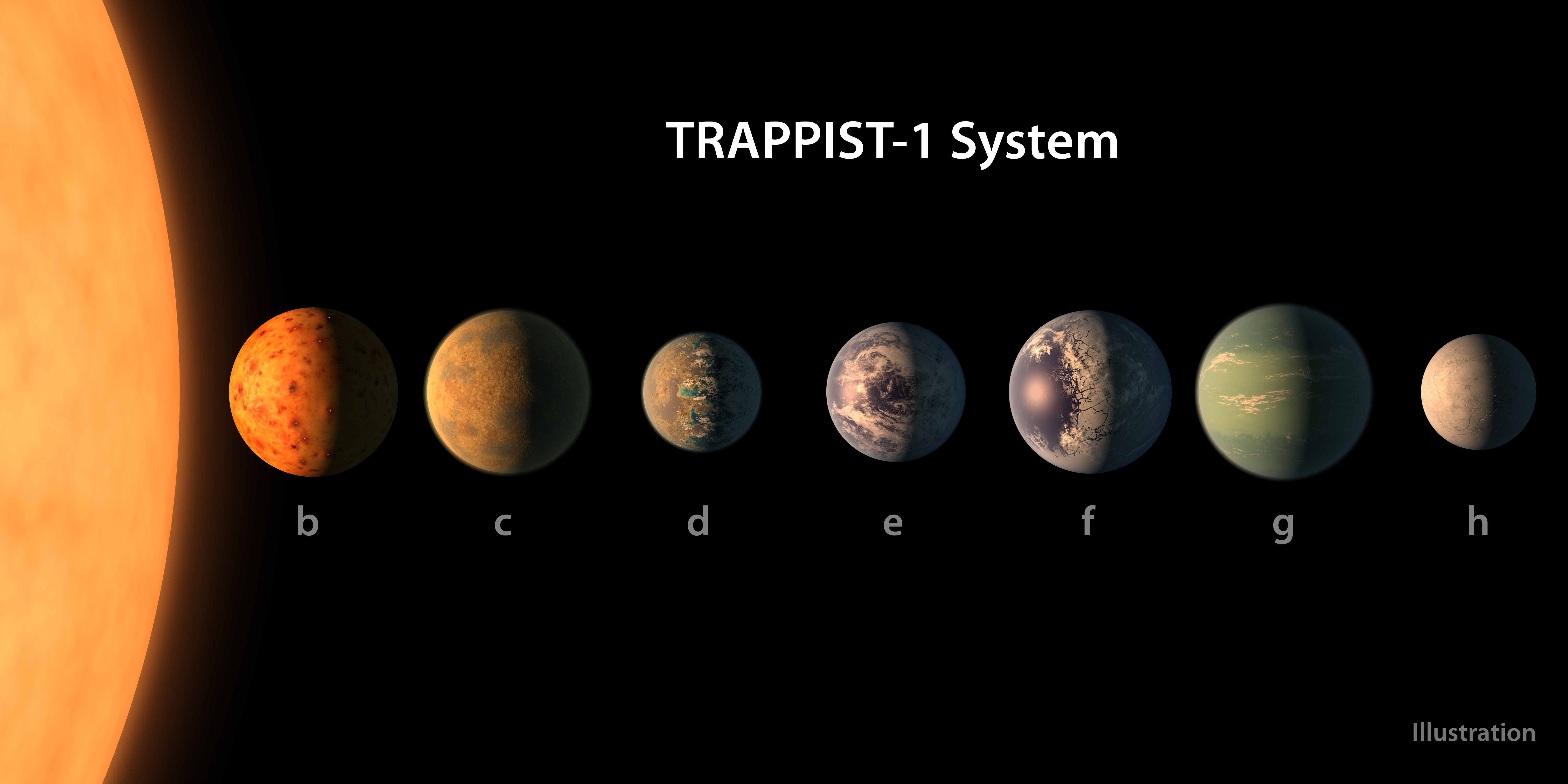
NASA și European Southern Observatory anunță descoperirea a patru noi planete asemănătoare Pământului în zona Goldilocks a stelei Trappist-1, în plus față de cele trei descoperite acolo anul trecut.

- 10 februarie: Din cauza acuzațiilor de corupție în legătură cu scandalul care implică compania de construcții braziliană Odebrecht, s-a emis un mandat de arestare internațional pe numele fostului președinte peruan Alejandro Toledo. Toledo care se află în prezent în Franța, este acuzat că ar fi primit 20 de milioane de dolari mită.[13]
- 12 februarie: Social-democratul german Frank-Walter Steinmeier a fost ales de către Adunarea Federală, al 12-lea președinte al Germaniei, funcție în care l-a succedat pe Joachim Gauck.

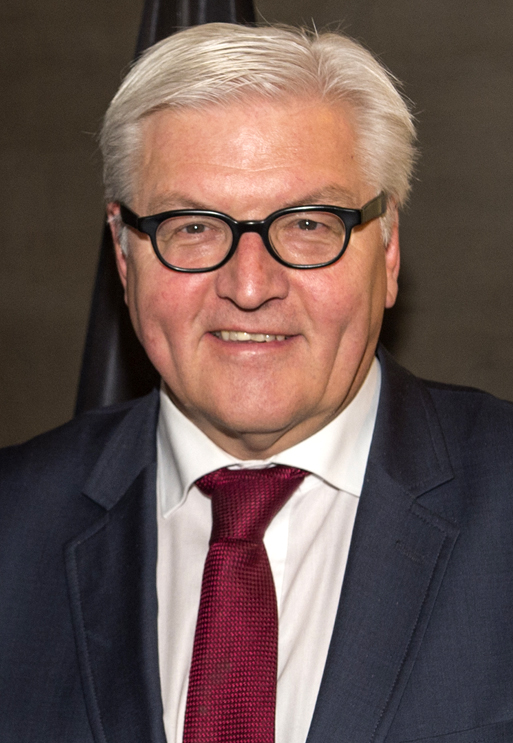
12 februarie: Social-democratul german Frank-Walter Steinmeier a fost ales de către Adunarea Federală, cel de-al 12-lea președinte al Germaniei

- 12 februarie: În alegerile prezidențiale, actualul președinte al Turkmenistanului, Gurbangulî Berdîmuhamedov a fost reales cu 97,7% din voturile exprimate, obținând astfel cel de-al treilea mandat.  Este pentru prima dată când alegerile prezidențiale sunt organizate după modificarea Constituției. Potrivit noii Constituții, mandatul de președinte a fost prelungit de la cinci la șapte ani, învingător fiind candidatul care cumulează 50% din voturi.
- 12 februarie: La cea de-a 70-a ediție a Premiilor BAFTA, filmul La La Land câștigă la cinci categorii, inclusiv la „Cel mai bun film".
- 12 februarie: A avut loc cea de-a 59-a ediție a Premiilor Grammy. Adele câștigă la patru categorii inclusiv „Albumul anului" cu albumul 25.
- 15 februarie: Parlamentul European a votat cu 408 voturi pentru, 254 împotrivă și 33 de abțineri, controversatul „acord economic și comercial între UE și Canada" (CETA). CETA a fost creat pentru a stimula schimburile comerciale prin reducerea tarifelor pentru bunurile și serviciile cele mai tranzacționate și de creștere a fluxurilor de investiții. Este de așteptat ca importurile și exporturile să crească cu 20%, atunci când acordul va fi pe deplin în vigoare. De asemenea, odată cu semnarea CETA, românii vor putea călători fără vize în Canada începând cu decembrie 2017.
- 18 februarie: Filmul Ana, mon amour al regizorului Călin Peter Netzer a câștigat Ursul de Argint pentru cea mai bună contribuție artistică, în cadrul galei de premiere a Festivalului Internațional de Film de la Berlin. Premiul a fost acordat Danei Bunescu pentru montajul filmului.
- 21 februarie: Sudanul de Sud a declarat stare de foamete în unele părți ale statului, Guvernul și Națiunile Unite (ONU) raportând că peste 100.000 de persoane se confruntă cu foametea, iar alte 1.000.000 de persoane se află în pragul înfometării.
- 22 februarie: NASA și European Southern Observatory anunță descoperirea a patru noi planete asemănătoare Pământului în zona Goldilocks a stelei Trappist-1, în plus față de cele trei descoperite acolo anul trecut.[14] Pe toate cele șapte planete telurice poate exista apă în stare lichidă dacă sunt îndeplinite anumite condiții atmosferice, însă șansele cele mai mari sunt pe trei dintre ele. Noul sistem solar alcătuit din cele șapte planete care gravitează în jurul unei stele mici, puțin luminoasă și foarte rece, este situat în galaxia noastră, la 39 de ani lumină de Terra.
- 24 februarie: A avut loc un atentat cu mașină capcană în apropiere de orașul Al-Bab, în nordul Siriei, care a provocat moartea a peste 51 de persoane, între care 34 de civili. Atacul a fost revendicat de Gruparea Statul Islamic (IS).
- 26 februarie: La cea de-a 89-a ediție a Premiilor Oscar, filmul La La Land câștigă la șase categorii, categoria de Cel mai bun film revenindu-i filmului Moonlight.

### Martie

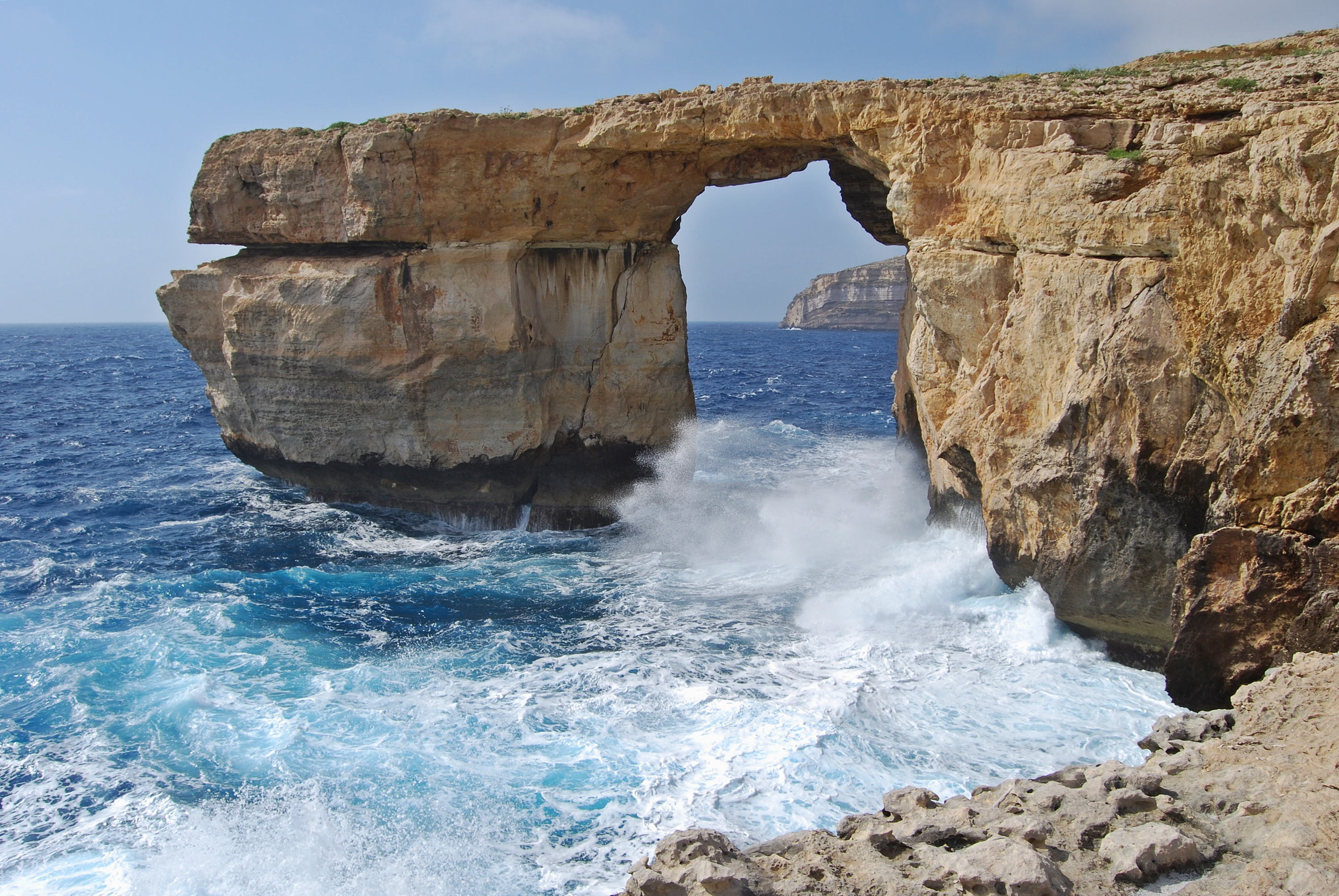
8 martie: "Fereastra de Azur", o formațiune geologică în forma unei arcade devenită un simbol al Maltei, s-a prăbușit în mare, din cauza eroziunii.

- 1 martie: Cercetători britanici au anunțat descoperirea de microorganisme fosile, care ar putea avea o vechime între 3,77 și 4,29 miliarde de ani, pe rocile de pe țărmul Golfului Hudson din nordul Quebecului, Canada, ceea ce ar însemna că sunt cea mai veche dovadă de viață.[15]
- 2 martie: Ministrul apărării al Suediei, Peter Hultqvist, a anunțat la radio că 13.000 de cetățeni trebuie să înceapă serviciul militar la 1 iulie. Încorporarea în țara scandinavă a fost suspendată din 2010.
- 8 martie: "Fereastra de Azur", o formațiune geologică în forma unei arcade devenită un simbol al Maltei și care apare în numeroase broșuri turistice și cărți poștale malteze, s-a prăbușit în mare, din cauza eroziunii.
- 9 martie: Liderii statelor membre ale Uniunii Europene l-au reales pe Donald Tusk președinte al Consiliului European, în pofida obiecțiilor Poloniei, țara de unde acesta provine. Va avea un al doilea mandat de 2 ani și jumătate în fruntea Consiliului European.  Este pentru prima dată când președintele Consiliului European este ales fără a se întruni unanimitatea votului.
- 10 martie: Curtea Constituțională din Coreea de Sud a aprobat destituirea președintei Park Geun-hye, obligată să părăsească scena politică în urma unui răsunător scandal de corupție.
- 11 martie: Statuia egipteană antică colosală descoperită pe 9 martie, a fost preliminar indentificată ca aparținând faraonului Psamtik I.
- 12 martie: Criză diplomatică turco-olandeză după ce autoritățile olandeze au expulzat ieri pe ministrul turc pentru probleme sociale și familie, înapoi în Germania. Ministrul turc intenționa să participe la un miting al turcilor din Olanda, pentru a promova modificările constituționale supuse unui referendum în data de 16 aprilie. Cetățenii turci, inclusiv cei de peste hotare, sunt chemați să voteze puteri sporite pentru președintele Turciei. De asemenea, Olanda a interzis cu două zile în urmă aterizarea ministrului turc de externe pentru participarea la un eveniment electoral din Rotterdam.
- 15 martie: Alegeri legislative în Olanda. Sondajele exit poll arată că partidul prim-ministrului în exercițiu Mark Rutte, Partidul Popular pentru Libertate și Democrație, va câștiga cele mai multe locuri în alegeri.[16] Prezența la vot a fost de 77,7%.

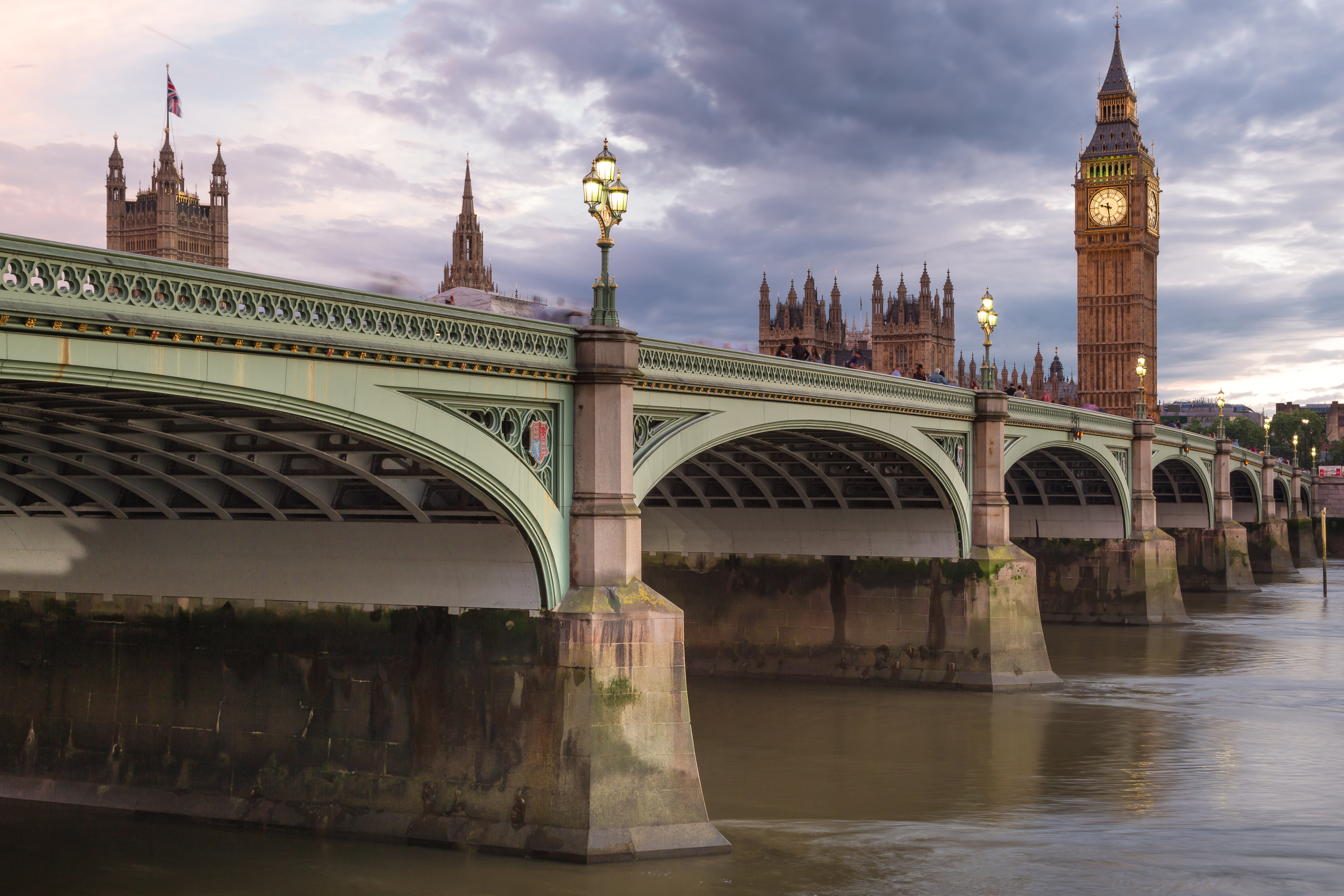
22 martie: Podul Westminster din Londra - locul unde a avut loc un nou atac terorist

- 16 martie: Un judecător federal din Hawaii a blocat pentru întreg teritoriul Statelor Unite, a doua versiune a decretului anti-imigrație semnat de Donald Trump. Potrivit judecătorului Derrick Watson, ordinul lui Trump are la bază criterii religioase, ceea ce încalcă Constituția Statelor Unite.[17]
- 17 martie: Statul sud-american Peru, puternic afectat de alunecări de teren și inundații. Zeci de persoane au murit și peste 12.000 de locuințe au fost distruse în urma inundațiilor și alunecărilor de teren ce afectează statul peruan de la începutul anului 2017.
- 18 martie: Aeroportul Orly din Paris a fost evacuat după ce un barbat a încercat să îi ia arma unul militar, iar acesta a deschis focul. Tot pe 18 martie un polițist a fost rănit prin împușcare de un individ, la Stains, în nordul regiunii pariziene.
- 19 martie: Fostul președinte al Parlamentului European, Martin Schulz, contracandidatul Angelei Merkel la postul de cancelar la alegerile din septembrie, a fost ales președinte al Partidului Social-Democrat German (SPD) cu 100% din voturi.
- 21 martie: Lungmetrajul „Sieranevada”, de Cristi Puiu, a fost marele câștigător al celei de-a XI-a ediții a Galei Premiilor Gopo, cu 6 trofee obținute.
- 22 martie: Un nou atac terorist a avut loc la Londra, unde o mașină de teren a intrat într-un grup de pietoni aflați pe podul Westminster, după care a înjunghiat mortal un polițist în curtea Parlamentului. 4 morți și 29 răniți internați în spitale, printre răniți s-au numărat și două persoane din România. Poliția britanică l-a împușcat mortal pe agresor, fiind identificat ca fiind un cetățean britanic de 52 ani, Khalid Masood, profesor de engleză.
- 25 martie: Șefii de stat și de guvern ai Uniunii Europene (UE), cu excepția Regatului Unit, și-au reînnoit la Roma angajamentul european, marcând a 60-a aniversare a tratatului fondator al Uniunii în Orașul Etern. Potrivit declarației, semnatarii doresc să facă UE „mai puternică și mai rezistentă“.[18]
- 26 martie: Alegeri parlamentare anticipate în Bulgaria, după demisia premierului Boikov Borisov. Potrivit sondajelor la ieșirea de la urne, partidul de centru-dreapta GERB al lui Borisov a obținut 32,2% din voturi.
- 29 martie: Premierul britanic Theresa May a semnat scrisoarea oficială pentru activarea Articolului 50 al Tratatului de la Lisabona, declanșând astfel procedura formală de separare a Marii Britanii de Uniunea Europeană.
- 29 martie:  Fostul comandant al Coloniei de muncă de la Periprava, Ion Ficior, a primit verdictul definitiv în dosarul în care a fost acuzat de infracțiuni contra umanității: 20 de ani închisoare și plata a 310.000 euro către opt părți civile din dosar.
- 29 martie–2 aprilie: Campionatul mondial de patinaj artistic din Finlanda, Helsinki.

### Aprilie

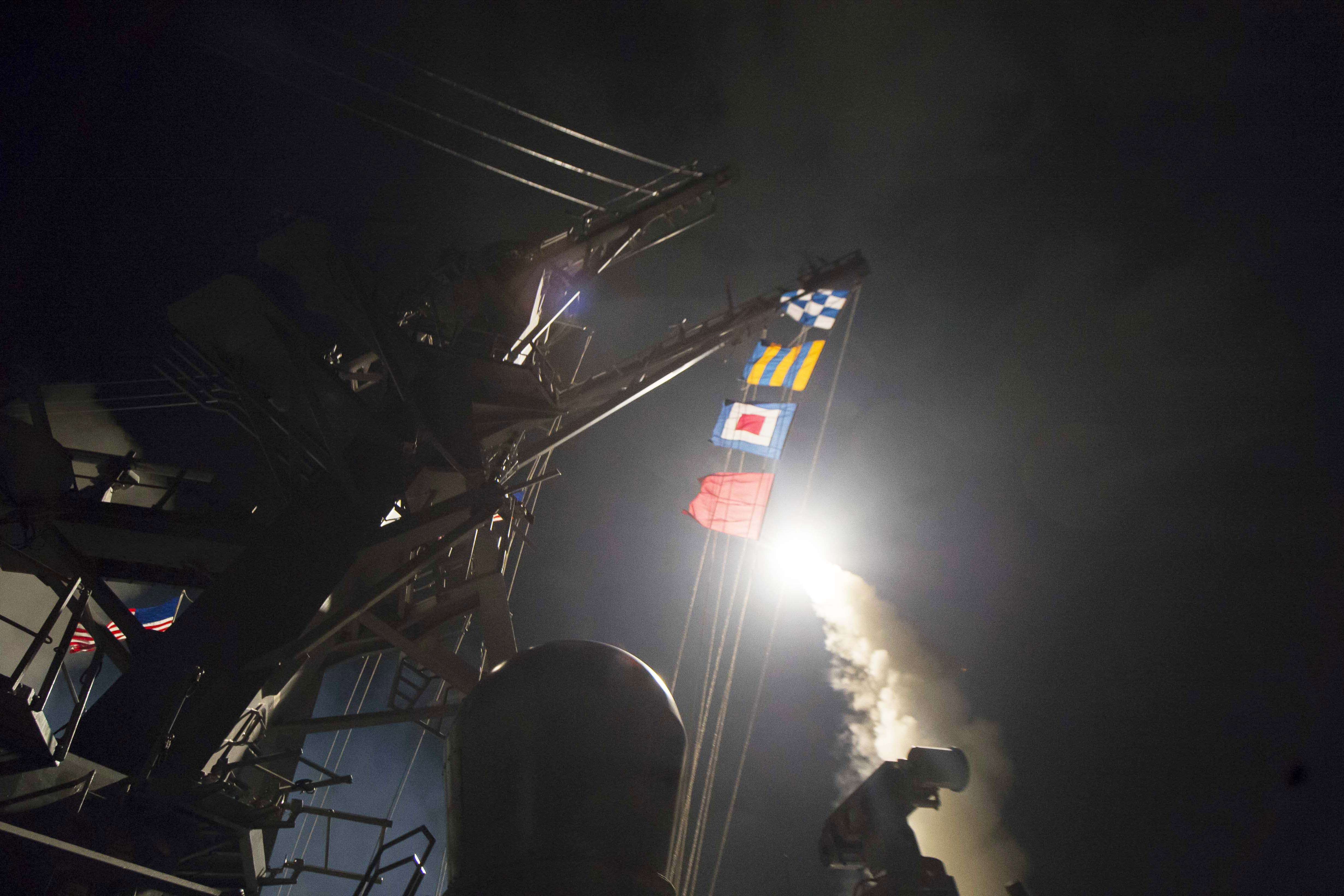
7 aprilie: După atacul chimic de la Khan Shaykhun, Statele Unite au lansat 60 de rachete de croazieră Tomahawk asupra unei baze aeriene din Siria

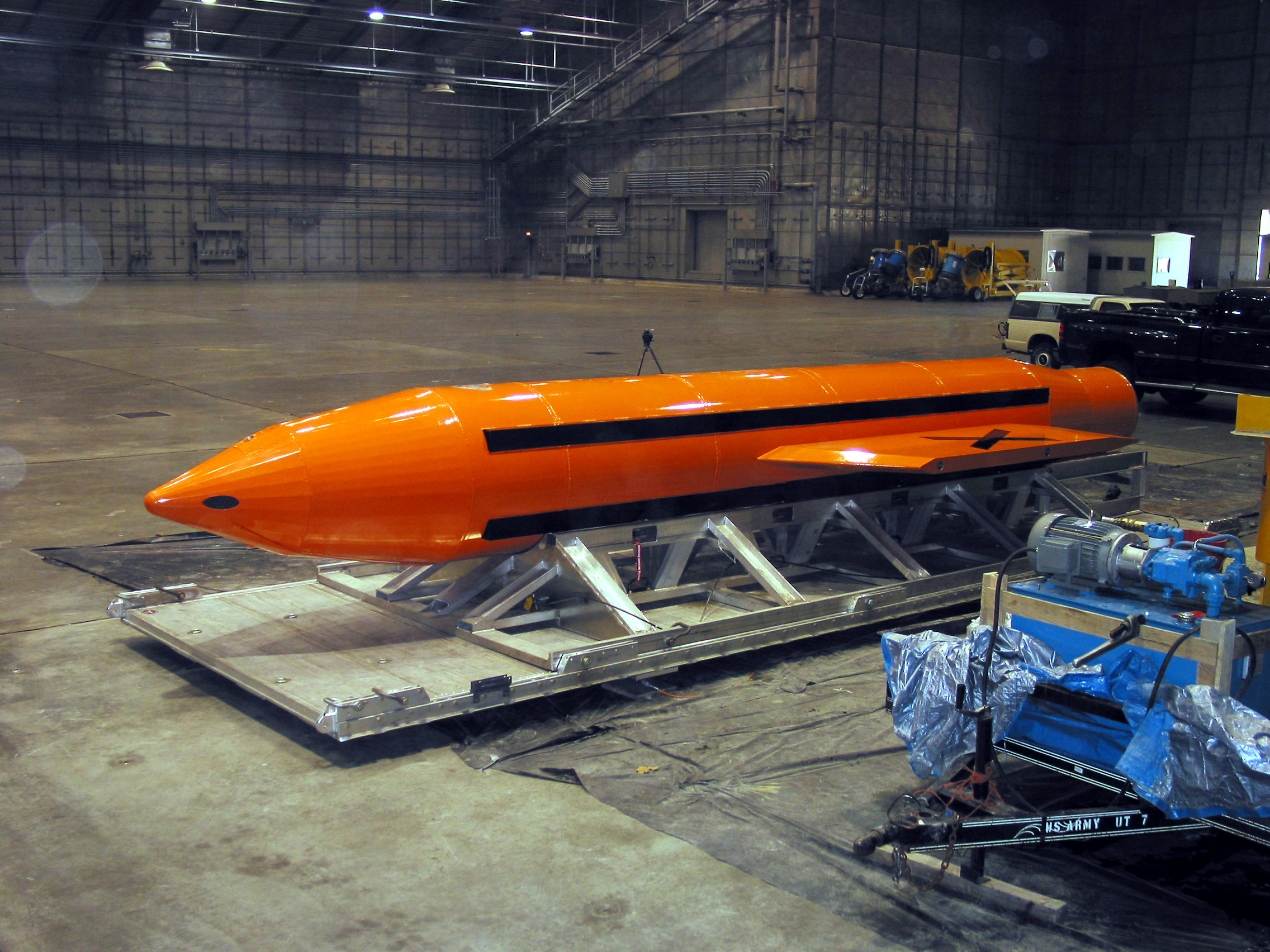
13 aprilie: Statele Unite lansează cea mai mare bombă non-nucleară asupra tunelurilor teroriștilor ISIS din provincia Nangarhar, estul Afghanistanului.

- 2 aprilie: Alegeri prezidențiale în Serbia câștigate din primul tur cu 58,1% de actualul premier Aleksandar Vučić al Partidul Progresist Sârb. Potrivit sondajelor Vučić a obținut în turul al doilea peste 55% din voturile exprimate.
- 3 aprilie: Un atac cu bombă s-a produs într-o stație de metrou din orașul Sankt Petersburg, Rusia soldat cu 14 morți și peste 45 de răniți. Conform autorităților s-a produs un atac terorist. Un cetățean rus, de origine kârgâză, Akbarjon Djalilov, 21 ani, este suspectat că a provocat deflagrația violentă produsă luni la ora locală 14:40 (11:40 GMT), într-un tren care circula între două stații ale unei linii de metrou din Sankt Petersburg. Bilanț 12 aprilie: 15 morți.
- 3 aprilie: Rămășițele unei piramide vechi de 3.700 de ani au fost descoperite "în stare bună" în Egipt, la situl arheologic Dahshur, în apropiere de Cairo.
- 7 aprilie: După atacul chimic de la Khan Shaykhun, Statele Unite au lansat 60 de rachete de croazieră Tomahawk asupra unei baze aeriene din Siria. Armata siriană a anunțat că loviturile americane s-au soldat cu șase morți și cu importante pagube materiale.
- 7 aprilie: În centrul orașului Stockholm, un camion a intrat în mulțimea de pe o arteră comercială și apoi s-a izbit în vitrina unui magazin în centrul capitalei Suediei. Bilanț: 5 decese (28 aprilie) și peste 15 răniți.
- 13 aprilie: Statele Unite lansează cea mai mare bombă non-nucleară asupra tunelurilor teroriștilor ISIS din provincia Nangarhar, estul Afghanistanului.
- 13 aprilie: NASA a anunțat că au fost descoperite condiții favorabile pentru susținerea vieții pe un satelit al planetei Saturn, Enceladus.[19]
- 16 aprilie: Circa 55 de milioane de turci cu drept de vot sunt chemați la un referendum pentru a spune "da" sau "nu" în privința modificării a 18 articole din Constituție care ar institui un sistem prezidențial, cu puteri ample în locul actualului model parlamentar. Prezența la vot a fost de 85,43% din care 51,41% au votat DA și 48,59% au votat NU.
- 19-23 aprilie: Campionatul european de gimnastică individuală Cluj 2017, ediția a VII-a[20]. Este cea de-a doua ediție găzduită de România după cea din 1957. La Campionatul european de gimnastică individuală participă 274 sportivi din 37 țări, pentru 12 titluri individuale. România a obținut un total de 4 medalii: 2 de aur, una de argint și una de bronz.
- 20-21 aprilie: Au avut loc Ninsorile abundente din Republica Moldova care au provocat prăbușirea a zeci de mii de arbori și arbuști, cât și deconectarea de la energie electrică a sute de localități.[21].
- 23 aprilie: Alegeri prezidențiale în Franța turul I - primii doi clasați sunt: Emmanuel Macron, candidatul mișcării de centru En Marche!, care a obținut 23,75% și Marine Le Pen, candidata Frontului Național, care a obținut 21,53%.
- 24 aprilie: Muhammad al V-lea este instalat oficial ca cel de-al 15-lea rege al Malaeziei.[22]
- 29 aprilie: Ministerul turc al tehnologiilor informației și comunicațiilor a blocat în totalitate accesul la enciclopedia Wikipedia în Turcia fără să ofere explicații.[23]
- 30 aprilie: Alpinistul elvețian Ueli Steck moare în încercarea sa de a escalada în premieră mondială Vârful Everest pe ruta West Ridge/ Hornbein Couloir fără să folosească oxigen suplimentar. El a alunecat și a căzut pe o pantă abruptă, acoperită cu gheață.[24]

### Mai

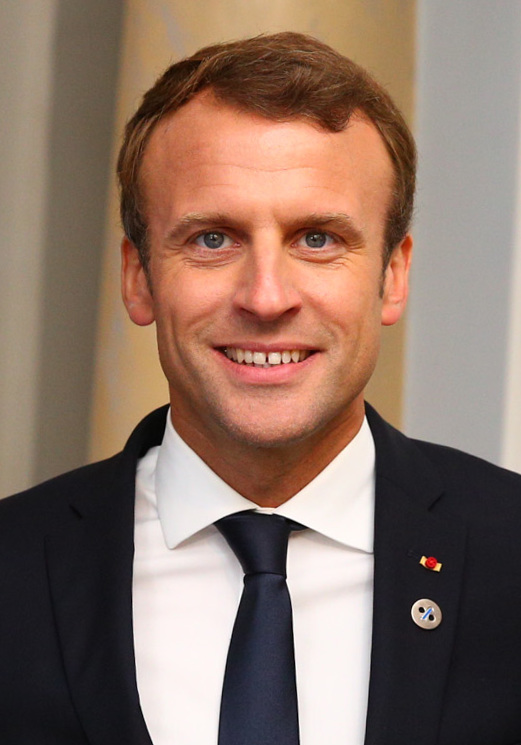
7 mai: Emmanuel Macron câștigă alegerile prezidențiale din Franța obținând 66,1% din voturi.

- 3 mai: Președintele Autorității turce pentru tehnologiile comunicațiilor și informării a anunțat că accesul la Wikipedia rămâne blocat în Turcia până când deciziile judecătorești care cer retragerea articolelor considerate false de către Ankara nu vor fi aplicate.
- 4 mai: Prințul Principatului Monaco, Albert al II-lea, întreprinde o vizită oficială de două zile în Republica Moldova.
- 4 mai: Prințul Philip, care peste o lună va împlini 96 de ani, a anunțat că se retrage din viața publică din august 2017.
- 7 mai: Emmanuel Macron s-a instalat la palatul Elysee, devenind al 25-lea președinte al Franței, obținând 66,1% din voturi, în defavoarea lui Marine Le Pen, cu numai 33,9% din sufragii. Macron îl succede pe François Hollande.
- 9 mai: Alegeri prezidențiale în Coreea de Sud. Liberalul Moon Jae-In a câștigat alegerile prezidențiale desfășurate marți în Coreea de Sud. Pe locul doi s-a situat conservatorul Hong Joon-Pyo.
- 12 mai: Cel mai mare atac cibernetic înregistrat până acum - răspândirea ransomware-lui WannaCry care a afectat 230.000 de calculatoare din întreaga lume cu sisteme de operare mai vechi ale Microsoft Windows și care sunt protejate insuficient împotriva atacurilor. Autorii cereau o răscumpărare în cripromoneda bitcoin.
- 13 mai: Finala Concursului Eurovision din Ucraina. Câștigătorul a fost desemnat portughezul Salvador Sobral cu melodia „Amar Pelos Dois”. România, reprezentată de Ilinca Băcilă și Alex Florea, cu melodia „Yodel It!”, s-a clasat pe locul 7.
- 14 mai: Un raport al "Centrului Național de Supraveghere și Control al Bolilor Transmisibile" arată că numărul total de cazuri confirmate cu rujeolă în România până la data de 12 mai este de 5.728 persoane și au fost înregistrate 25 de decese.[25]
- 15 mai: Sculptura în bronz Muza adormită a lui Constantin Brâncuși s-a vândut la New York, la Casa de licitații Christie's, cu suma de 57,3 milioane dolari, un nou record pentru operele lui Brâncuși. Precedentul record, de 37,2 milioane dolari, datează din februarie 2009, pentru o statuetă din lemn de stejar intitulată Madame L.R. (Portrait de madame L.R.).
- 17-28 mai: Cea de-a 70-a ediție a Festivalului anual de film de la Cannes, Franța.
- 19 mai: Hassan Rouhani, președintele în exercițiu al Iranului, a fost reales în funcție cu 57% din voturile exprimate. Principalul său contracandidat, Ebrahim Raisi, a obținut 38,3% din voturi.
- 22 mai: În Anglia, la sfârșitul unui concert pop al cântăreței americane Ariana Grande la Manchester Arena, a avut loc un atentat sinucigaș care a ucis 22 de oameni și a rănit alți 59 de oameni.[26][27] După o evaluare mai atentă ar fi 119 răniți. Atacatorul sinucigaș este un britanic de origine libiană, Salman Abedi, în vârstă de 22 ani, având legături cu IS.
- 25 mai: Ofițeri și procurorii anticorupție din Republica Moldova au descins la sediul primăriei municipiului Chișinău, informează Radio Chișinău și Deschide.md. În cadrul unei anchete legate de parcările cu plată din capitala Republicii Moldova au fost reținute 10 persoane, printre care primarul Dorin Chirtoacă. Primarul Chirtoacă a fost plasat în cursul zilei de 26 mai în arest la domiciliu pentru 30 de zile.

### Iunie

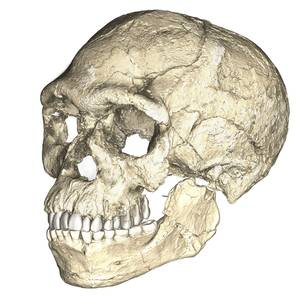
7 iunie: La Jebel Irhoud, Maroc, s-au descoperit cele mai vechi fosile de Homo sapiens testele de datare demonstrând că au între 300.000 și 350.000 ani vechime. Cele mai vechi fosile de Homo sapiens găsite anterior au aproximativ 200.000 de ani

- 1 iunie: Președintele american Donald Trump anunță retragerea Statelor Unite din Acordul de la Paris privind schimbările climatice. Acordul a intrat în vigoare în noiembrie 2016, iar Donald Trump spune că tratatul este dăunător pentru economia americană, deoarece distruge locuri de muncă și pune țara în dezavantaj. Decizia a fost criticată nu doar de liderii politici ai lumii, ci și de conducerile celor mai mari companii americane.[28][29]
- 2-11 iunie: A 16-a ediție a Festivalului Internațional de Film Transilvania.
- 3 iunie: În fotbal formația spaniolă Real Madrid CF reușește să câștige pentru a 12-a oară Liga Campionilor, învingând în finală formația italiană Juventus Torino.
- 3 iunie: Într-un atac terorist din Londra sunt ucise 7 persoane și cel puțin 48 sunt rănite după ce o camionetă a intrat în trecători pe London Bridge, iar trei bărbați au înjunghiat oameni pe străzi și în baruri. Cei trei atacatori au fost împușcați mortal de forțele de ordine după câteva minute. Acesta este al treilea atac terorist în Marea Britanie în ultimele 73 de zile.[30]
- 5 iunie: Muntenegru devine oficial cel de-al 29-lea stat membru al NATO, limita sudică a alianței desfășurându-se astfel din Portugalia  până la granița turco-siriană.[31]
- 5 iunie: Arabia Saudită, Egipt, Emiratele Arabe Unite și Bahrain au rupt relațiile cu Qatar, declanșând cea mai gravă criză diplomatică din regiune din ultimii ani. Qatar-ul a fost acuzat că destabilizează întreaga regiune prin susținerea unor grupuri teroriste islamice, printre care și Statul Islamic și al-Qaeda.[32]
- 7 iunie: Cele mai vechi fosile de Homo sapiens au fost descoperite într-o veche mină dintr-un munte izolat din Maroc, testele de datare demonstrând că au între 300.000 și 350.000 ani vechime. Cele mai vechi fosile de Homo sapiens găsite anterior au aproximativ 200.000 de ani.[33]
- 8 iunie: Alegeri generale anticipate în Regatul Unit. Partidul Conservator, aflat la putere și condus de Theresa May, a pierdut majoritatea absolută în Parlamentul de la Londra însă rămâne cel mai mare partid.
- 9 iunie: Aflat într-o vizită oficială de șase zile în Statele Unite, președintele Klaus Johannis s-a întâlnit cu președintele Donald Trump la Casa Albă. La finalul discuțiilor care au durat 45 de minute, cei doi oficiali au susținut o declarație de presă comună.[34][35]

- 10 iunie-7 iulie: A 54-a ediție a Turului Ciclist al României.
- 11 iunie: În Ucraina a intrat în vigoare decizia privind ridicarea vizelor pentru ucrainenii care călătoresc în UE. Președintele Ucrainei, Petro Poroșenko, și cel slovac, Andrej Kiska, au participat la inaugurarea unei "uși simbolice" la granița dintre cele două țări, eveniment prilejuit de ridicarea vizelor între Ucraina și țările din UE și spațiul Schengen.
- 12 iunie: În urma unui referendum consultativ în Puerto Rico 97% dintre votanți își doresc ca insula să devină cel de-al 51-lea stat al Statelor Unite ale Americii. Prezența la vot a fost însă slabă, de numai 22,7%.[36]
- 14 iunie: Într-un incendiu major la Grenfell Towers, un bloc de locuințe de 24 etaje din nord-vestul Londrei, au murit 17 persoane și cel puțin 79 au fost rănite. După ultimul bilanț sunt 79 de morți.
- 14 iunie: Comitetul Executiv al PSD a votat în unanimitate retragerea sprijinului politic pentru guvernul Grindeanu reproșându-i premierului că doar 13% din măsurile promise au fost adoptate. Premierul a anunțat că refuză să își dea demisia replicând că din cele 97 de măsuri pe care guvernul trebuia să le adopte în cele șase luni de guvernare, doar nouă au rămas neîndeplinite.[37][38][39]
- 15 iunie: Toți miniștrii cabinetului Grindeanu, cu excepția premierului și a ministrului Comunicatiilor[40], și-au depus demisiile la Secretariatul General al Guvernului.[41] Conducerea PSD a votat în unanimitate excluderea lui Sorin Mihai Grindeanu din partid și depunerea unei moțiuni de cenzură.[42] Sorin Grindeanu a anunțat că-și va da demisia după ce Liviu Dragnea va demisiona din fruntea PSD, ca asumare a faptului că acesta a numit miniștrii.[43]
- 16 iunie: În Congresul care a avut loc la Romexpo, Ludovic Orban a fost ales președinte al PNL. El a primit 3.518 voturi, în timp ce contracandiatul său, Cristian Bușoi, a fost votat de 952 delegați.[44]
- 18 iunie: Alegeri legislative în Franța, al doilea scrutin. Partidul lui Emmanuel Macron, En Marche, a câștigat cu un scor zdrobitor alegerile din Franta. Partidul a obținut minim 395 din totalul de 577 de mandate puse în joc la al doilea tur al alegerilor legislative. Partidul de dreapta Les Republicains si formațiunea UDI vor obtine 125 de mandate, iar Partidul Socialist 49. Formatiunea lui Jean-Luc Melenchon, La France Insoumise (stânga), și PCF vor avea 30 de reprezentanți în Adunarea Națională, iar Frontul Național, al lui Marine Le Pen, 8 mandate. 44,4% din alegători au votat în turul al doilea, față de 48,71% în primul scrutin (11 iunie).
- 21 iunie: Moțiunea de cenzură intitulată "România nu poate fi confiscată. Apărăm democrația și votul românilor", inițiată de parlamentarii PSD și ALDE împotriva Guvernului Sorin Grindeanu a fost aprobată cu 241 voturi „pentru” și 10 voturi „împotrivă”. Au votat doar parlamentarii PSD, ALDE și cei ai minorităților naționale; PNL și USR au fost prezenți în plen, dar nu au votat, în timp ce UDMR și PMP nu au fost prezenți. Deși de obicei votul era secret cu bile, de data asta s-a votat cu bilele la vedere. Pentru ca moțiunea să treacă, numărul minim necesar de voturi a fost de 233.[45]
- 29 iunie: Guvernul Mihai Tudose a primit votul de investitură în Parlament. 275 de aleși au votat pentru susținerea Cabinetului Tudose, în timp ce 102 parlamentari au fost împotriva noului guvern.
- 30 iunie: La Ahvaz, Iran s-a înregistrat o temperatură de  53,7 °C (128,7 °F) depășind anteriorul record de temperatură al Iranului și devenind una dintre cele mai mari temperaturi înregistrate pe Pământ.

### Iulie
- 1 iulie: Estonia a preluat președinția semestrială a Consiliului Uniunii Europene de la Malta.[46]
- 1-23 iulie: Startul celei de-a 104-a ediții a Turului Franței.  Pentru a patra oară în istoria Turului, startul începe în Germania.
- 6 iulie: Proteste violente la Hamburg, Germania, înaintea summitului G20. Forțele de ordine au intervenit cu tunuri de apă și mai mulți protestatari au fost reținuți.
- 12 iulie: Un aisberg gigant care acoperă aproximativ 6.000 km2 se îndepărtează de platforma de gheață Larsen C din Antarctica.
- 14 iulie: La invitația președintelui francez Emmanuel Macron, președintele american Donald Trump a participat la Paris la parada care a marcat 228 de ani de la „Căderea Bastiliei“. Ultima dată când un președinte al SUA a participat la o paradă în Franța s-a întâmplat în 1989, cu ocazia bicentenarului Revoluției Franceze.
- 16 iulie: Capitala chiliană Santiago este acoperită de un strat de 30 cm grosime de zăpadă, prima ninsoare din ultimii zece ani. Temperatura aerului a coborât aproape de limita de îngheț și sute de mii de gospodării au rămas fără energie electrică.
- 17 iulie: Membrii Colegiului Electoral din India au votat pentru alegerea noului președinte al republicii. Ei au avut de ales între Ram Nath Kovind, candidat al Alianței Naționale Democrate, și Meira Kumar din Alianța Progresistă. Cu un scor de 65,5% a fost ales al 14-lea președinte al Indiei pentru o perioadă de 5 ani, avocatul Ram Nath Kovind (71 ani). El îl va succede pe Pranab Mukherjee.
- 20 iulie: Camera inferioară a Poloniei a votat, cu 235 de voturi pentru, 192 contra și 23 de abțineri, reforma judiciară care va permite un control mai mare asupra justiției membrilor Parlamentului polonez și partidelor guvernamentale. Comisia Europeană  vede separarea puterilor pusă în pericol.[47]
- 21-30 iulie: A 8-a ediție a Jocurilor Francofoniei se vor disputa la Abidjan, Coasta de Fildeș. România este reprezentată de 57 sportivi, la 6 discipline sportive.
- 24 iulie: Președintele polonez Andrzej Duda a anunțat că-și va exercita dreptul de veto asupra proiectelor de lege privind reforma Curții Supreme și a Consiliului Național al Magistraturii.[48]
- 25 iulie: Potrivit unui studiu publicat de revista "Nature Geoscience", subsolul Lunii ar fi bogat în apă.[49]
- 29 iulie: Comisia Europeană a lansat o procedură de infringement împotriva Varșoviei după publicarea unei noi legi care, în opinia Bruxellesului, subminează independența tribunalelor de drept comun din Polonia.
- 31 iulie: Autoritățile orașului Los Angeles au ajuns la un acord cu reprezentanții Comitetului Internațional Olimic pentru găzduirea Jocurilor Olimpice de Vară din 2028, lăsând în cursa pentru organizarea Olimpiadei din 2024 doar capitala Franței, Paris.

### August

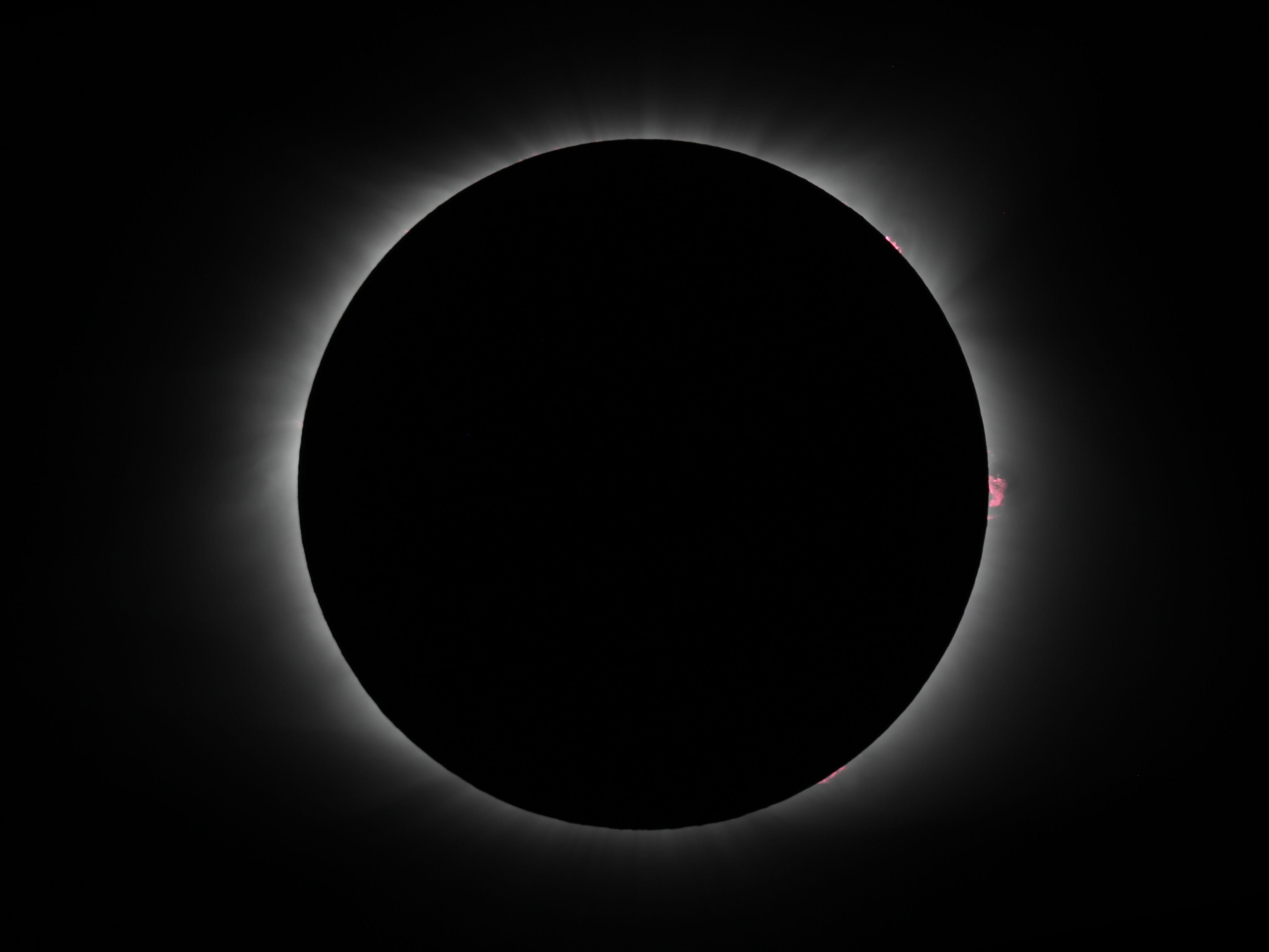
21 august: Eclipsă totală de soare vizibilă în America de Nord după 99 de ani.

- 2 august: Prințul Philip, Duce de Edinburgh s-a retras din aparițiile publice la vârsta de 96 de ani. Pe toată durata serviciului său (1952-2017), Ducele de Edinburgh a efectuat 22.219 angajamente individuale, 637 de vizite oficiale în afara regatului, a ținut 5.496 de discursuri și este autorul a 14 cărți publicate.
- 8 august: Organizația neguvernamentală Foro Penal Venezolano a afirmat în conferință de presă că 101 oameni au fost uciși în Venezuela în timpul manifestațiilor ce au început în țară la 1 aprilie, majoritatea dintre proteste vizând guvernul președintelui Nicolás Maduro. De asemenea, s-au efectuat 5.092 arestări dintre care 1.325 de persoane continuă să se afle după gratii.
- 13 august: Se încheie cea de-a 16-a ediție a Campionatelor Mondiale IAAF de la Londra. Statele Unite au dominat competiția obținând 30 de medalii. România a participat cu 15 sportivi și nu a câștigat nici o medalie. Ultima medalie a României la o ediție a Campionatului Mondial datează din 2009 (bronz).[50]
- 17 august: O furgonetă condusă de un marocan a intrat în mulțimea de oameni de pe La Rambla din Barcelona, ucigând 13 persoane și lăsând în urmă peste 100 de răniți. Doi suspecți sunt luați în custodie, iar Statul Islamic își asumă responsabilitatea.[51] După ultimul bilanț (27 august) sunt 16 morți.
- 18 august: Un grup american de cercetare a descoperit la o adâncime de  aproximativ 5.500 metri, epava crucișătorul USS Indianapolis, după 72 de ani de la scufundarea ei de către submarinul japonez  I-58. Doar 317 marinari din 1.196 au supraviețuit, fiind salvați după 4–5 zile din apele pline de rechini.[52]
- 21 august: Milioane de americani și vizitatori din Statele Unite au asistat la o eclipsă totală de soare vizibilă în America de Nord. Aceasta a fost prima eclipsă totală de soare vizibilă de-a lungul Statelor Unite, din 8 iunie 1918.[53]
- 24 august: Vizită oficială a președintelui francez Emmanuel Macron în România. Au avut loc întâlniri cu președintele Klaus Iohannis, cu premierul Mihai Tudose și o vizită la Muzeul Național al Satului "Dimitrie Gusti" din București.
- 25 august: În așteptarea uraganului Harvey, locuitorii de la Corpus Christi până la Galveston, Texas și muncitorii de pe platformele petroliere din Golful Mexic sunt evacuți. Se așteapta ca uraganul clasificat în categoria 4 să fie cea mai puternică furtună care a lovit continentul american din 2004.
- 26 august: Uraganul Harvey, reclasificat la gradul de furtună tropicală cu vânturi susținute de 110 km/h, a ajuns pe coasta de est a Texasului. Este cea mai puternică furtună care a lovit statul din 1961. Se așteaptă ca Harvey să-și mențină puterea de furtună tropicală, cu ploi abundente și inundații, timp de cel puțin patru zile.[54]
- 28 august: Uraganul Harvey: Cel puțin opt persoane au murit în statul american Texas și 30.000 de locuitori din orașul Houston stau în adăposturi temporare.[55]
- 29 august: Coreea de Nord a lansat o rachetă care a trecut deasupra Japoniei. UE cere Phenianului "să se abțină de la orice nouă acțiune provocatoare care ar putea amplifica tensiunile regionale și globale".
- 30 august-9 septembrie: Cea de-a 74-a ediție a Festivalului de Film de la Veneția.

### Septembrie

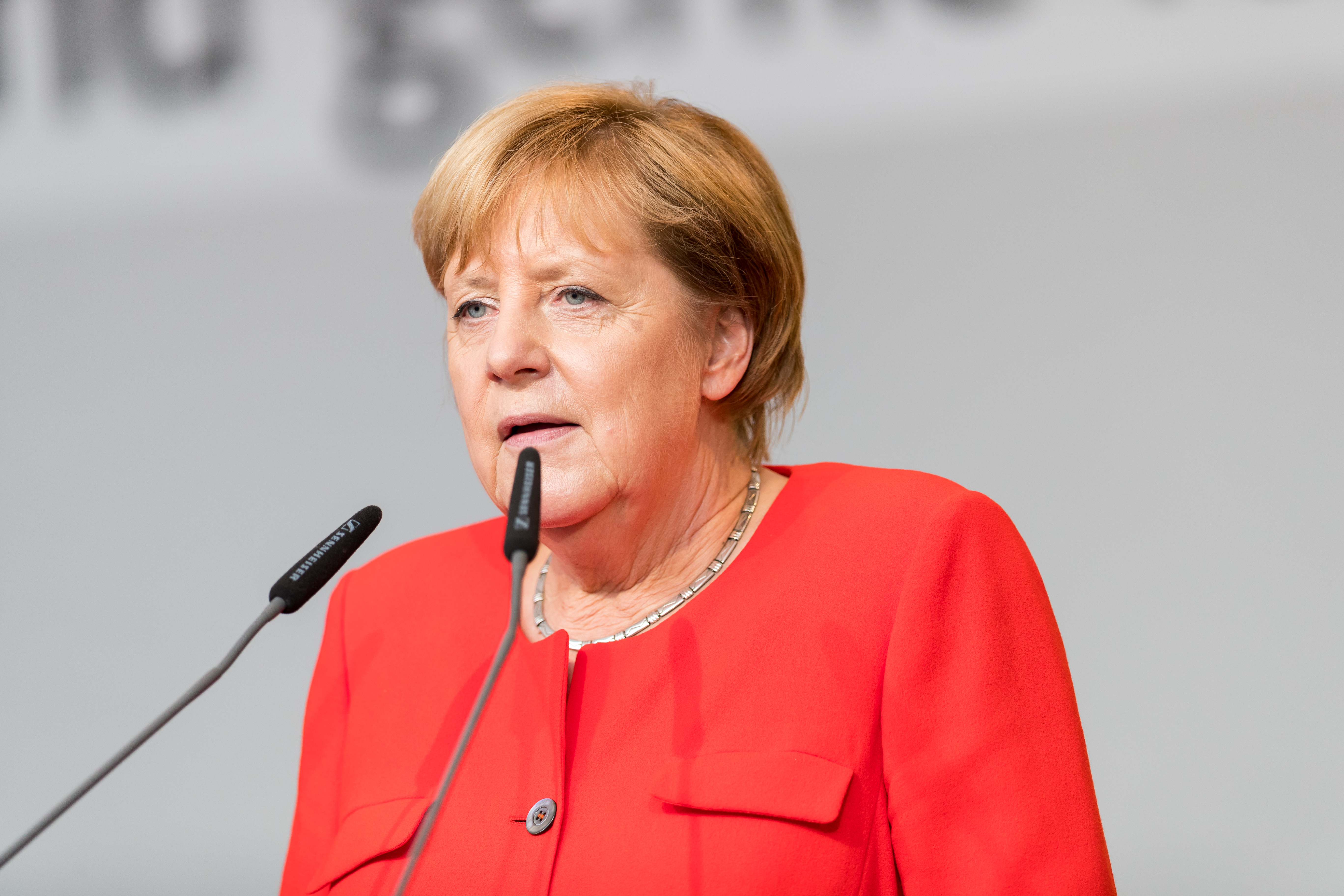
24 septembrie: Aflată de 12 ani la putere, Angela Merkel câștigă un nou mandat de Cancelar al Germaniei.

- 2-24 septembrie: La București se desfășoară cea de-a XXIII-a ediție a Festivalului „George Enescu”.

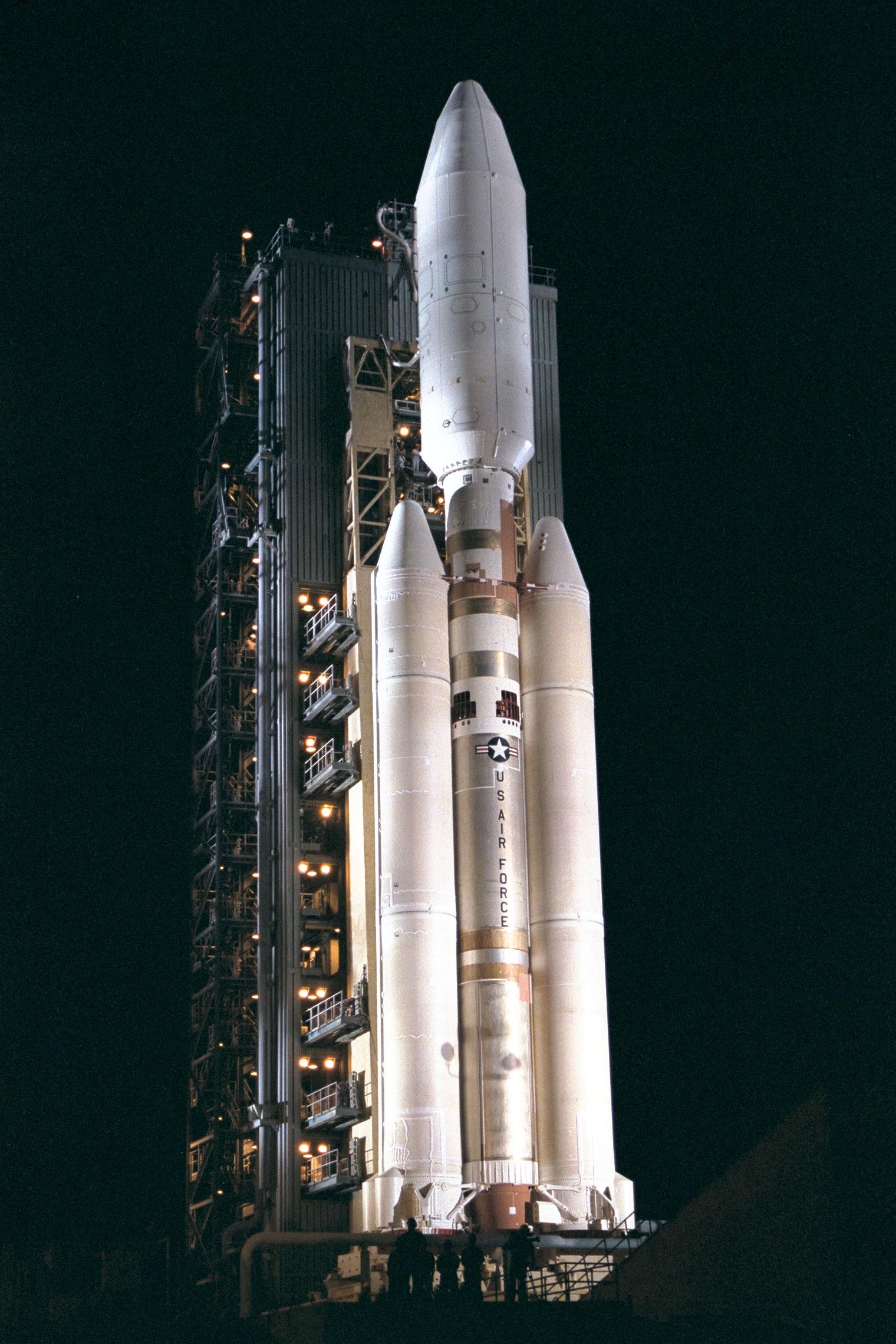
15 septembrie: După 20 de ani de "plutire" în sistemul solar, sonda spațială Cassini își va încheia misiunea cu o cădere controlată în atmosfera planetei Saturn.

- 3 septembrie: Coreea de Nord a anunțat că a testat cu succes o bombă cu hidrogen. Agenția de Meteorologie din Coreea de Sud a afirmat că puterea exploziei a fost de cinci până la șase ori mai mare decât cea de la testul precedent, realizat în septembrie 2016 și care fusese cel mai puternic dintre toate experimentele nucleare nord-coreene începând din 2006.
- 6 septembrie: Cu ocazia împlinii a 40 de ani de la lansarea sondei americane Voyager 1, NASA a anunțat mesajul câștigător în urma unui concurs: "Noi căutăm prietenia printre stele. Nu sunteți singuri". Mesajul a fost transmis prin unde radio către cele două sonde Voyager, alături de obișnuitele seturi de instrucțiuni și comenzi transmise de inginerii de la NASA. Voyager 1 se află la o distanță de aproape 21 de miliarde de kilometri față de Terra, iar  Voyager 2 la 17 miliarde de kilometri.
- 8 septembrie: Un seism puternic cu magnitudinea de 8,1 pe scara Richter a avut loc în largul coastelor Mexicului (potrivit USGS). Bilanț (1 octombrie): 360 morți.
- 9 septembrie: Alegeri legislative în Ungaria. Potrivit sondajelor Fidesz ar obține între 45 și 50 la sută din voturi.
- 14 septembrie: Potrivit unui script sanscrit descoperit în Bakhshali în apropiere de Peshawar, Pakistan și deținut de Marea Britanie din 1902, originea cifrei zero poate proveni din Asia de Sud.[56]
- 15 septembrie: După 20 de ani de "plutire" în sistemul solar, sonda spațială Cassini își va încheia misiunea cu o cădere controlată în atmosfera planetei Saturn.[57]
- 17 septembrie: Cel puțin opt persoane au murit și alte 137 au fost rănite după o furtună puternică din vestul României.[58][59]
- 19 septembrie: Un nou seism cu magnitudinea de 7,1 pe scara Richter în Mexic. Epicentrul celui mai recent seism a fost în apropiere la Atencigo, în statul Puebla, la aproximativ 120 kilometri de Ciudad de Mexico și la o adâncime de 51 de kilometri (potrivit Institutului american de geofizică USGS). Bilanț (21 septembrie): 250 morți. În urmă cu exact 32 de ani (1985), un cutremur identic a provocat circa 10.000 de morți.
- 23 septembrie: Un nou seism, ce a avut magnitudinea de 6,1 Richter, s-a produs în sudul Mexicului și a fost resimțit în capitala Ciudad de Mexico, la doar patru zile după cutremurul de pământ cu magnitudinea de 7,1 care a făcut 360 de morți în această țară, a anunțat Institutul seismologic mexican.
- 24 septembrie: Alegerile legislative din Germania pentru alegerea membrilor celui de-al XIX-lea Bundestag s-au terminat cu  mari pierderi pentru partidele Marii Coaliții. Partidul cancelarului Angela Merkel, CDU, rămâne cea mai puternică forță.  Partidele sindicale unesc 32,9% din voturi, urmate de SPD cu 20,5%. Alternativa pentru Germania va intra în Bundestag pentru prima dată obținând 12,6% din voturi.

### Octombrie

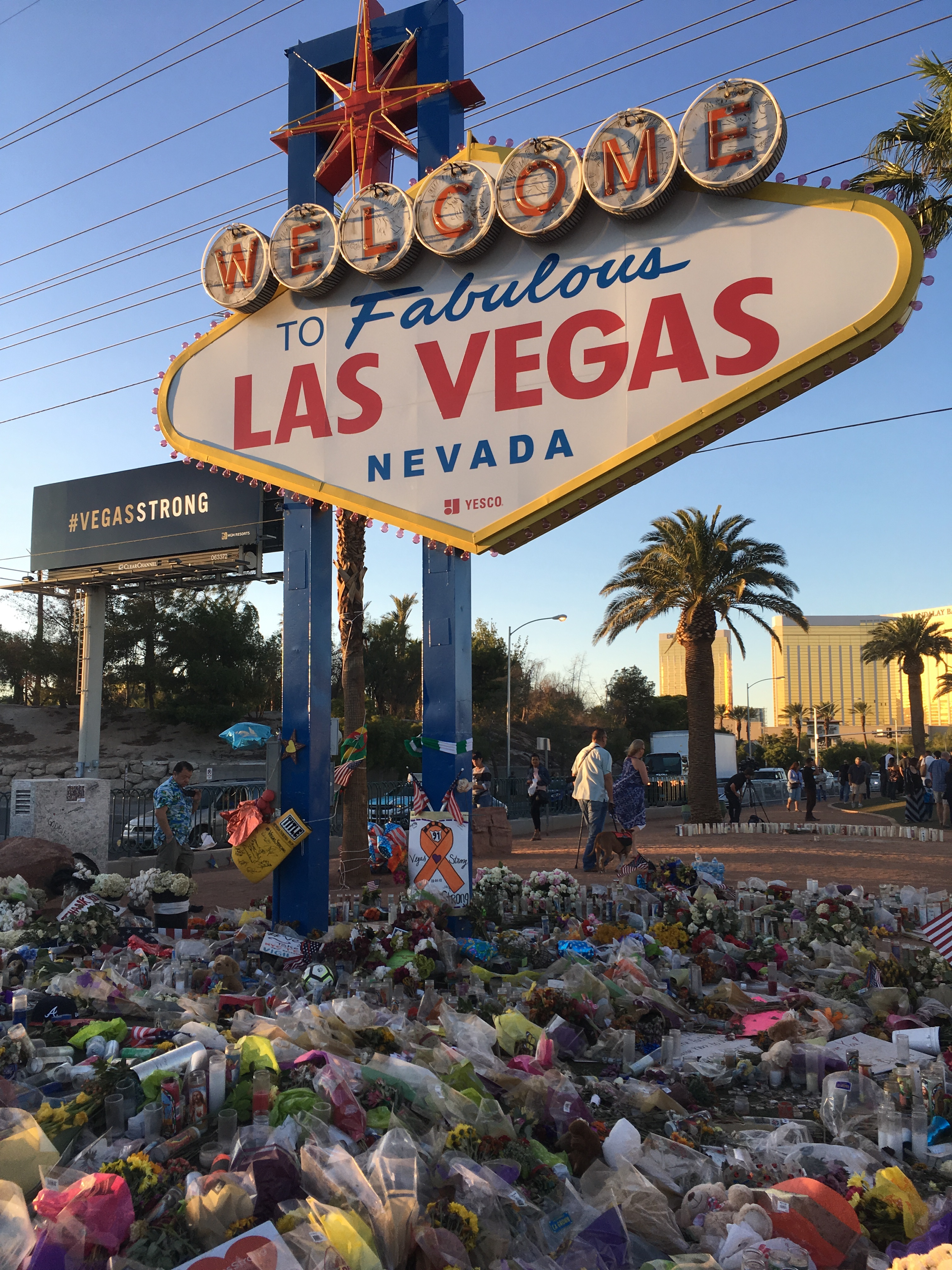
1 octombrie: Un atac armat comis de Stephen Paddock care a deschis focul de la etajul 32 al hotelului Mandalay Bay asupra a 22.000 de spectatori care asistau la un concert de muzică country din orașul american Las Vegas, s-a soldat cu 58 morți și peste 500 răniți.

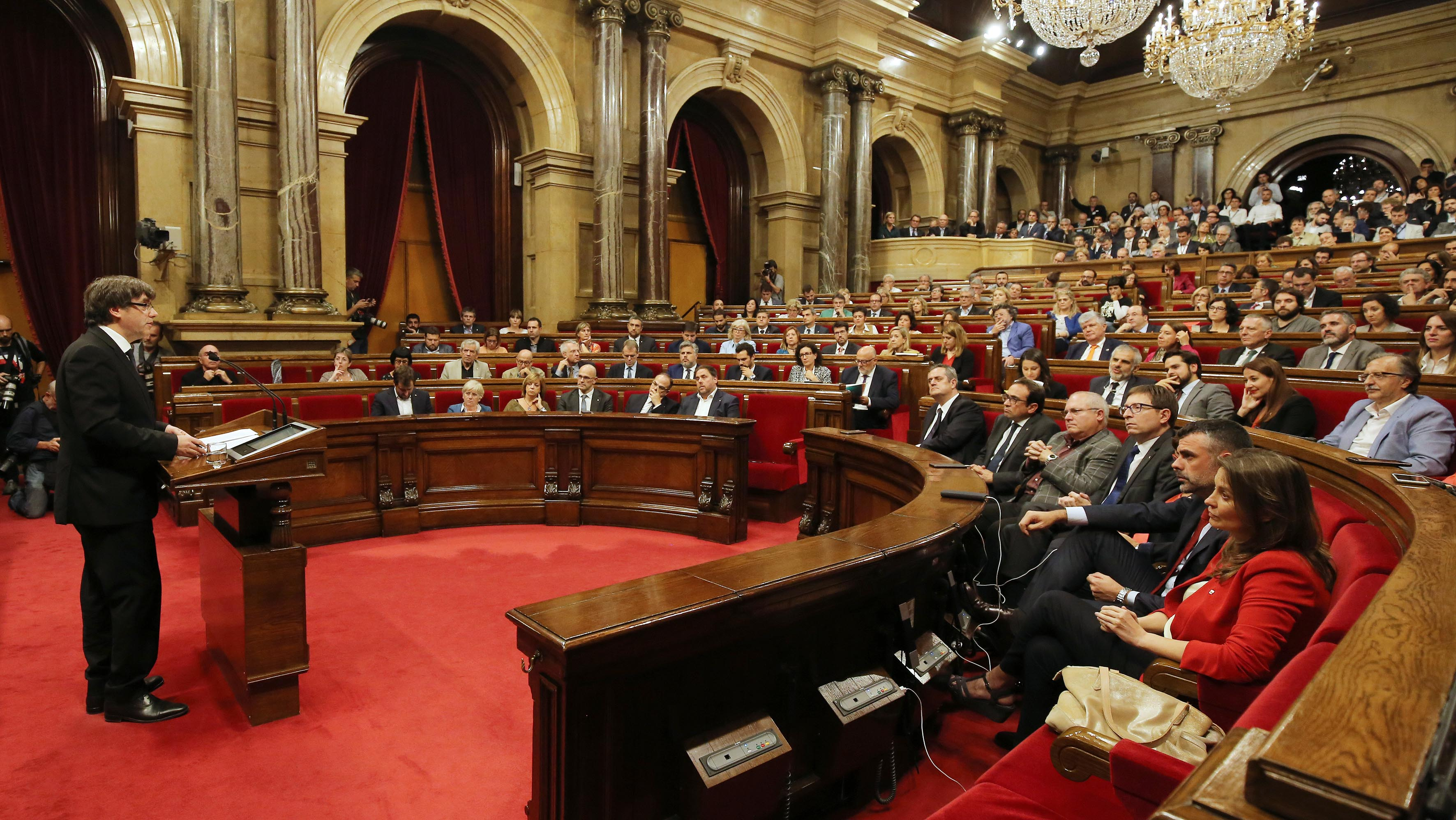
27 octombrie: Puigdemont declară independența Cataloniei față de Spania

- 1 octombrie: Un atac armat comis de un individ de 64 ani, Stephen Paddock, care a deschis focul de la etajul 32 al hotelului Mandalay Bay, unde era cazat, asupra a 22.000 de spectatori care asistau la un concert de muzică country din orașul american Las Vegas, s-a soldat cu 58 morți și 515 răniți.
- 1 octombrie: Guvernul Cataloniei efectuează un referendum privind independența Cataloniei față de Spania. Referendumul este în contradicție cu Constituția spaniolă, care stabilește indivizibilitatea statului și pentru care populația catalană a votat la 6 decembrie 1978 prin vot popular. Pentru a se asigura că alegătorii nu pot vota, poliția recurge la violențe masive.[60][61]
- 8 octombrie: La Barcelona, câteva sute de mii de oameni, printre care și laureatul Nobel, scriitorul Mario Vargas Llosa, demonstrează împotriva secesiunii Cataloniei de Spania.
- 10 octombrie: Adunarea Parlamentară a Consiliului Europei a ales-o pe conservatoarea cipriotă Stella Kyriakides în funcția de președinte al Consiliului Europei.
- 12 octombrie: Statele Unite și Israel au anunțat decizia de a se retrage din UNESCO până la sfârșitul anului 2018.
- 12 octombrie: Asteroidul de mici dimensuni "2012 TC4" (10-12 metri) care se mișcă cu o viteză de 7,6 km/s a trecut la doar 44.000 km distanță de suprafața Pământului.
- 13 octombrie: Parlamentul albanez a votat un proiect de lege privind protecția minorităților etnice, aromânii primind astfel statut oficial de minoritate națională.[62]
- 15 octombrie: Alegeri legislative în Austria, câștigate de Partidul Popular Austriac (OeVP, conservator), condus de ministrul de externe Sebastian Kurz.
- 16 octombrie: Cercetătorii de la observatoarele LIGO (SUA) și VIRGO (Italia) au anunțat că la 17 august 2017 au fost detectate unde gravitaționale produse în urma coliziunii dintre două corpuri cu mase între 1,1 și 1,6 mase solare - cel mai probabil niște stele neutronice, eveniment denumit GW170817. Evenimentul a coincis cu detectarea de către telescopul spațial Fermi Gamma-ray, aparținând NASA, a unei explozii de radiații gama în aproximativ același timp și provenind din aceeași direcție din spațiu.[63]
- 21 octombrie: Prim-ministrul Spaniei, Mariano Rajoy, activează articolul 155 din Constituția Spaniei. Acest lucru va pune Catalonia sub controlul direct al guvernului central, eliminând guvernul regional și întreaga putere a Parlamentului Cataloniei. Poliția regională și mass-media vor fi, de asemenea, sub controlul său.
- 27 octombrie: Președintele Nursultan Nazarbayev al Kazahstan anunță că limba kazahă va trece de la alfabetul chirilic la alfabetul latin până în 2025.[64]
- 27 octombrie: Membrii parlamentului regional catalan votează cu 70-10 voturi pentru independența regiunii lor față de Spania. Madridul anunță preluarea controlului direct al regiunii: destituirea guvernului catalan, dizolvarea parlamentului catalan si alegeri anticipate pe 21 decembrie.
- 30 octombrie: Procuratura Generală spaniolă anunță că îi acuză de "rebeliune", "răzvrătire" și deturnare de fonduri pe membrii demiși ai cabinetului catalan și conducerea Parlamentului regional care au permis declararea independenței Cataloniei.
- 31 octombrie: Opt oameni sunt uciși și cel puțin alți 11 sunt răniți când un bărbat a condus un camion închiriat spre o pistă de biciclete de-a lungul autostrăzii West Side din  Manhattan. Suspectul, în vârstă de 29 de ani, identificat mai târziu ca un imigrant uzbekistan, este împușcat și luat în custodie de poliție.[65]

### Noiembrie

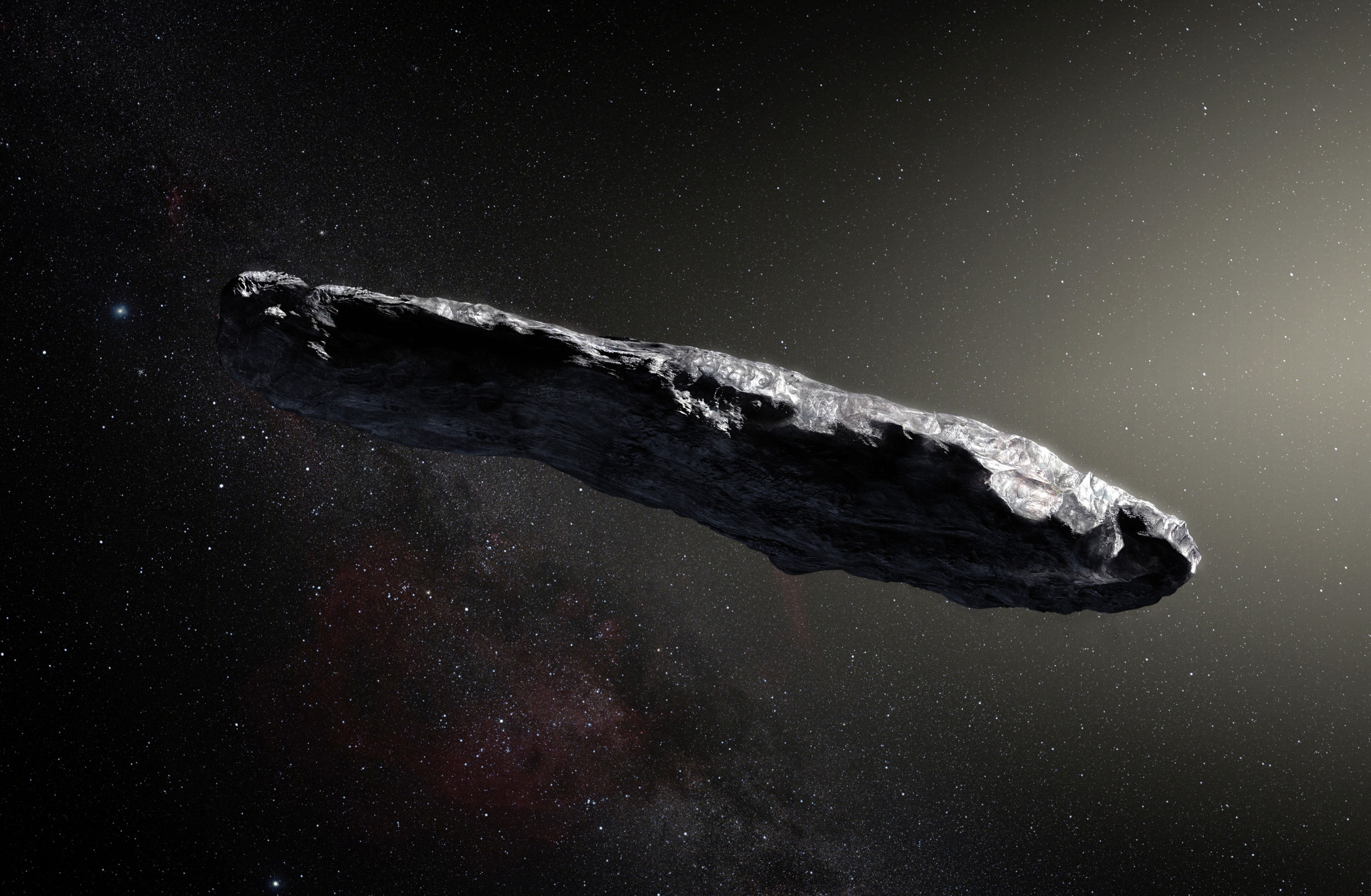
21 noiembrie: Se confirmă că asteroidul neobișnuit detectat la 19 octombrie provine dintr-un alt sistem solar. Asteroidul a fost numit ʻOumuamua (mesager în limba hawaiană) măsoară un diametru de 400 de metri și are forma unei țigări.
Imagine: ʻOumuamua - impresie artistică

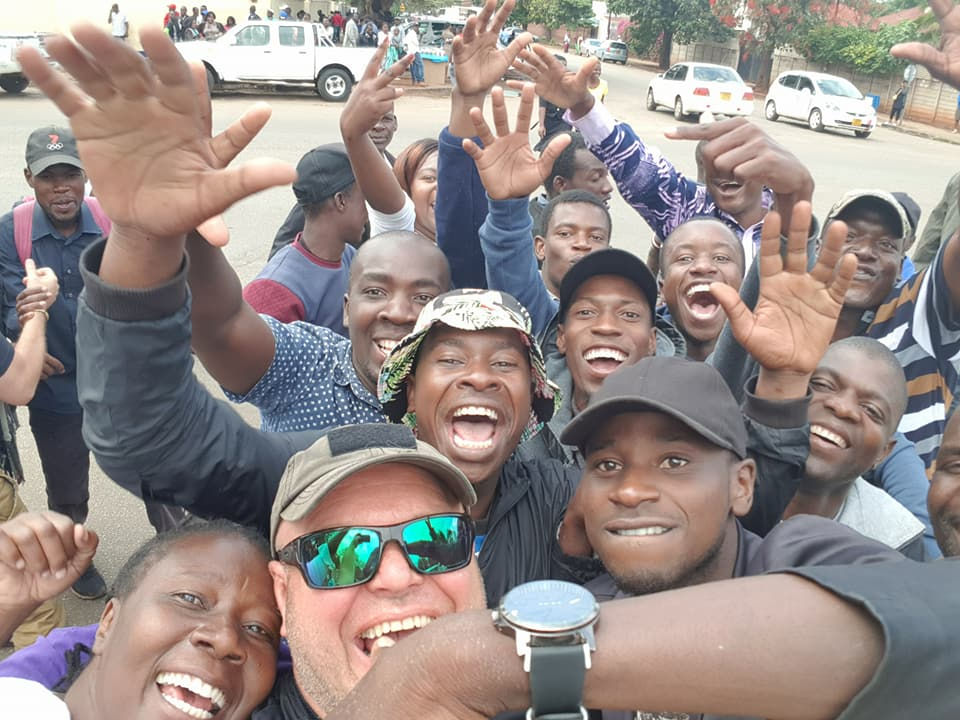
21 noiembrie: Președintele statului Zimbabwe, Robert Mugabe, și-a dat demisia. În vârstă de 93 de ani, și după 37 de ani la putere, anunțul demisiei a fost primit cu o explozie de bucurie pe străzile capitalei Harare.

- 5 noiembrie: Peste 15.000 de persoane la București și alte câteva mii în mai multe orașe din țară au participat la proteste privind modificările la Legile justiției.[66][67][68]
- 14 noiembrie:  În urma unei lovituri de stat, armata națională a Zimbabwe preia controlul asupra țării, controlează guvernul și parlamentul. Președintele Robert Mugabe este plasat sub arest la domiciliu.
- 15 noiembrie: Salvator Mundi, o pictură semnată de Leonardo da Vinci, este vândută la licitație în New York pentru suma de 450,3 milioane de dolari, stabilind un nou record pentru vânzarea unei opere de artă originale.[69] Recordul precedent a fost deținut de Les Femmes d’Alger de Picasso, care s-a vândut cu 179,4 milioane de dolari. Cu exceptia "Salvatorului Lumii", toate tablorile realizate de Leonardo da Vinci care mai există în prezent, se afla in proprietatea unor muzee sau instituții.
- 21 noiembrie: Printr-un articol publicat în revista britanică Nature, astronomii au confirmat că asteroidul neobișnuit detectat la 19 octombrie provine dintr-un alt sistem solar. Asteroidul numit ʻOumuamua (mesager în limba hawaiană) măsoară un diametru de 400 de metri, are forma unei țigări, zboară cu o viteză de 38,3 km/s și în ianuarie 2019 va părăsi sistemul nostru solar îndreptându-se spre constelația Pegas. La 14 octombrie s-a aflat la cea mai mică distanță față de Terra, la circa 15 milioane de kilometri.
- 21 noiembrie: Președintele statului Zimbabwe, Robert Mugabe, și-a dat demisia. În vârstă de 93 de ani, și după 37 de ani la putere, anunțul demisiei a fost primit cu o explozie de bucurie pe străzile capitalei Harare. Armata preluase puterea printr-o lovitură de stat la 14 noiembrie.[70]
- 22 noiembrie: Tribunalul Penal Internațional pentru fosta Iugoslavie îl condamnă pe Ratko Mladić la închisoare pe viață după un proces de cinci ani pentru genocid, crime de război și crime împotriva umanității.[71]
- 24 noiembrie: Cel puțin 305 persoane au fost ucise într-un atac terorist la o moschee în Bir al-Abed, Egipt.
- 26 noiembrie: Proteste în România împotriva legilor justiției și a modificărilor la codul fiscal. În București numărul protestatarilor a fost estimat de la peste 10.000 de oameni[72] la aproximativ  30.000  de oameni[73], cele mai multe surse indicând peste 20.000[74][75][76]; alte câteva mii de oameni au participat în marile orașe ale țării.
- 29 noiembrie: Fostul lider al forțelor militare croato-bosniace în războiul din perioada 1992-1995, generalul Slobodan Praljak, s-a sinucis cu cianură în timpul citirii sentinței în sala Tribunalului Penal Internațional pentru fosta Iugoslavie de la Haga.[77]

### Decembrie

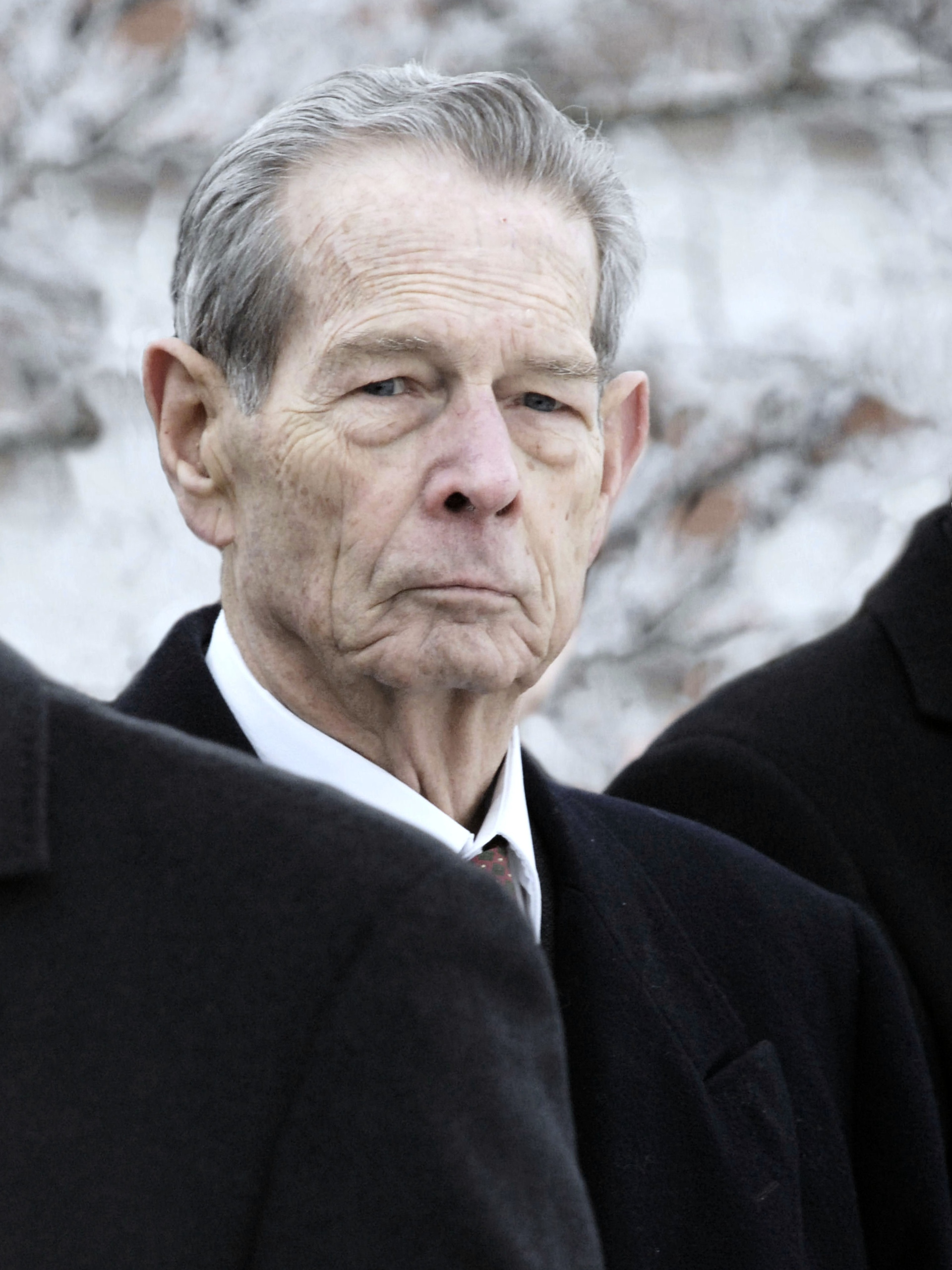
5 decembrie: Moare, la Aubonne, Elveția, Regele Mihai I al României, la vârsta de 96 de ani.

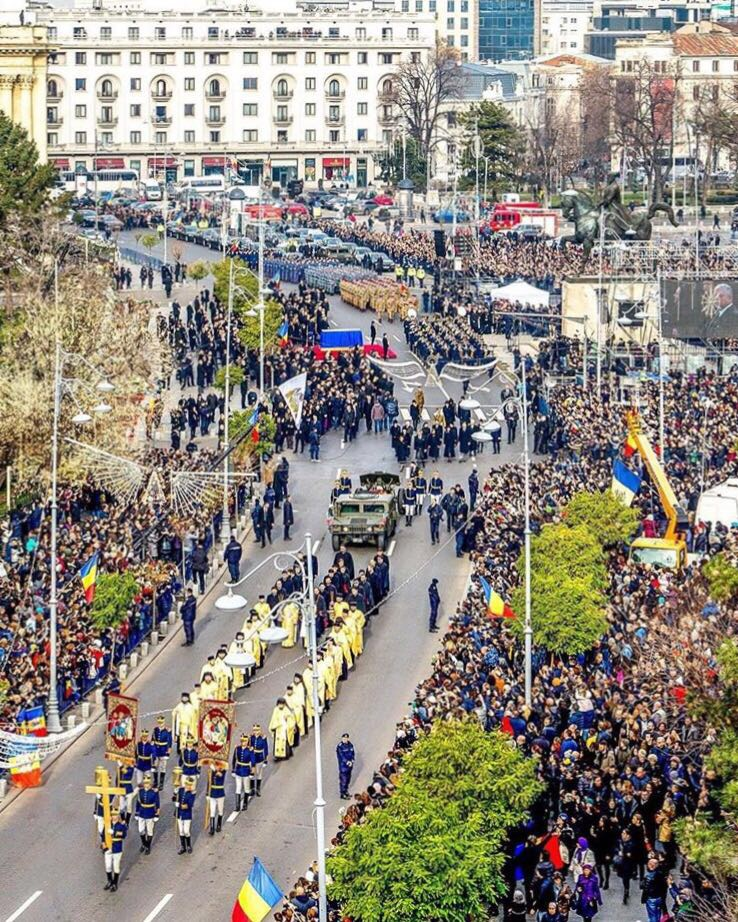
16 decembrie: Funeraliile Regelui Mihai I al României, la București.

- 1 decembrie: Împăratul Akihito anunță intenția sa de a abdica la 30 aprilie 2019.[78]
- 2 decembrie: NASA a reușit să reactiveze un set de patru propulsoare de control ale sondei Voyager 1 pentru prima oară în 37 de ani. Voyager 1 a fost trimisă în spațiu în 1977 și este obiectul construit de om aflat la cea mai mare distanță de Terra: 21 de miliarde kilometri.[79]
- 2 decembrie: Patriarhul Daniel, alături de alți capi ai bisericilor ortodoxe, ajung la Moscova, la invitația Patriarhului Kirill, cu prilejul festivităților organizate la împlinirea a 100 de ani de la restabilirea patriarhatului în Biserica Ortodoxă Rusă.
- 5 decembrie: Moare de leucemie, la Aubonne, Elveția, ultimul suveran al României, Regele Mihai I, la vârsta de 96 de ani. Trupul neînsuflețit a fost adus în România pe 13 decembrie.
- 6 decembrie: Președintele american, Donald Trump, anunță că Statele Unite recunosc Ierusalimul drept capitală a Israelului și a declanșat procedura de mutare a ambasadei americane de la Tel Aviv la Ierusalim.[80] În timp ce premierul israelian Netaniahu a declarat ziua drept una "istorică"[81], în țările arabe au fost reacții negative,[82] iar Uniunea Europeană a exprimat "preocupări grave" legate de această decizie, avertizând că acestă încălcare a unei rezoluții ONU, riscă să afecteze perspectivele de pace între israelieni și palestinieni.[83][84]
- 12 decembrie: Emoție în rândul societății românești provocată de decesul unei tinere de 25 de ani, omorâtă de o garnitură de metrou la stația Dristor 1, după ce a fost împinsă cu intenție de o femeie. Suspecta a fost arestată preventiv pentru 30 de zile. Cu puțin timp înainte, aceasta încercase un gest similar în stația Costin Georgian, când a împins o altă tânără, care a reușit să scape teafără.[85]
- 14 decembrie: România este în doliu național timp de trei zile în memoria Regelui Mihai I. Mii de persoane, de toate vârstele, au stat la coadă, așteptând să se reculeagă la catafalcul Regelui Mihai, sicriul cu trupul neînsuflețit fiind depus în Sala Tronului de la Palatul Regal.
- 16 decembrie: Slujba de înmormântare a Regelui Mihai I al României a avut loc la Catedrala Patriarhală din București și a fost oficiată de Patriarhul Daniel. Apoi cortegiul s-a deplasat cu trenul regal la Noua Catedrală Arhiepiscopală și Regală de la Curtea de Argeș, unde regele a fost înmormântat alături de soția sa, Regina Ana. La funeralii au participat Regele Carl al XVI-lea Gustaf al Suediei cu Regina Silvia a Suediei, Marele Duce de Luxemburg, Prințul Charles de Wales, Regele Juan Carlos I al Spaniei cu Regina Sofia a Spaniei, Regele Regele Simeon al II-lea al Bulgariei, Regina Anne-Marie a Greciei și reprezentanți ai mai multor casele regale și imperiale.[86]
- 18 decembrie: Premieră în justiția românească - magistrați din mai multe orașe din țară au protestat tăcut față de "anumite schimbări din Legile Justiției, de faptul că parlamentarii nu au ținut cont de avizul negativ al Consiliului Superior al Magistraturii".[87][88][89] În București, aproximativ 700 de magistrați au stat circa o oră pe treptele Palatului de Justiție, ținând în mâini jurămîntul de magistrat și foi cu prevederi din Legile Justiției.[90][91]
- 28 decembrie: Fostul fotbalist George Weah, singurul african din istorie care a primit Balonul de Aur, a câștigat, cel de-al doilea tur al alegerilor prezidențiale din Liberia, după ce l-a întrecut categoric pe vicepreședintele Joseph Boakai. După numărarea a 98,1% dintre voturi, Weah a acumulat 61,5%, în timp ce Boakai a primit doar 38,5% dintre sufragii.
- 29 decembrie: Conform sondajului IRES publicat, 75% dintre români consideră că lucrurile merg într-o direcție greșită în România, după ce anul începuse cu o apreciere pozitivă a direcției de peste 35%.[92][93]

## Nașteri
- 31 august: Prințul Gabriel, Duce de Dalarna, al doilea fiu al Prințului Carl Philip, Duce de Värmland și Prințesei Sofia, Ducesă de Värmland

## Decese

### Ianuarie
- 1 ianuarie: Derek Parfit, 74 ani, filosof britanic (n. 1942)
- 3 ianuarie: Dalia Amihud, 76 ani, cântăreață israeliană de muzică ușoară (n. 1941)
- 3 ianuarie: Shigeru Kōyama, 87 ani, actor japonez de film (n. 1929)
- 4 ianuarie: Georges Prêtre, 92 ani, dirijor francez (n. 1924)
- 5 ianuarie: Rolf Linkohr, 75 ani, om politic german (n. 1941)
- 6 ianuarie: Octavio Lepage, 93 ani, politician venezuelan, președinte al Venezuelei (1993), (n. 1923)
- 6 ianuarie: Francine York, 80 ani, actriță americană de film (n. 1936)
- 7 ianuarie: Nicolae Ionescu-Pallas, 84 ani, fizician român (n. 1932)
- 7 ianuarie: Lelio Lagorio, 91 ani,  politician italian (n. 1925)
- 7 ianuarie: Mário Soares (Mário Alberto Nobre Lopes Soares), 92 ani, politician portughez, președinte al Portugaliei (1986-1996), (n. 1924)
- 8 ianuarie: James Mancham, 77 ani, președinte al statului Seychelles (1976-1977), (n. 1939)
- 10 ianuarie: Buddy Greco, 90 ani,  pianist, compozitor și cântăreț american (n. 1926)
- 10 ianuarie: Roman Herzog, 83 ani, politician german, președinte al Germaniei (1994-1999), (n. 1934)
- 12 ianuarie: Giulio Angioni, 77 ani, scriitor și antropolog italian (n. 1939)
- 12 ianuarie: Iulian Rădulescu, 79 ani, autoproclamat Împărat al romilor de pretutindeni (1993), (n. 1938)
- 12 ianuarie: Ion Gheorghe Truică, 81 ani, regizor român de filme de animație (n. 1935)
- 13 ianuarie: Nicu Crețu, 69 ani, dirijor, compozitor, aranjor și violonist român (n. 1947)
- 13 ianuarie: Miki Jevremović, 75 ani, cântăreț sârb de muzică pop (n. 1941)
- 15 ianuarie: Mieczysław Maliński, 93 ani, teolog catolic polonez (n. 1923)
- 15 ianuarie: Jimmy Snuka, 73 ani, wrestler fijian profesionist, născut în SUA (n. 1943)
- 16 ianuarie: Eugene Cernan, 82 ani, astronaut american (Apollo 17), (n. 1934)
- 16 ianuarie: C. V. Vishveshwara, 78 ani, fizician relativist indian, supranumit "omul gaură neagră din India" (n. 1938)
- 17 ianuarie: Gheorghe Dumitrașcu, 77 ani, senator român (1990-1992), (n. 1939)
- 18 ianuarie: Peter Abrahams, 97 ani, prozator sud-african de etnie jamaicană (n. 1919)
- 18 ianuarie: María Nsué Angüe, 72 ani, scriitoare din Guineea Ecuatorială (n. 1945)
- 18 ianuarie: Ion Besoiu, 85 ani, actor român (n. 1931)
- 18 ianuarie: Ymer Pampuri, 72 ani, halterofil albanez (n. 1944)
- 19 ianuarie: Loalwa Braz, 63 ani, cântăreață și textieră braziliană (n. 1953)
- 19 ianuarie: Miguel Ferrer, 61 ani,  actor american (n. 1955)
- 19 ianuarie: Bertrand Hemmerdinger, 95 ani, istoric francez (n. 1921)
- 20 ianuarie: Robert Anker, 70 ani, scriitor neerlandez (n. 1946)
- 21 ianuarie: Maija Apine, 55 ani,  actriță letonă (n. 1961)
- 21 ianuarie: Walter Morrison, 62 ani, muzician și producător american (n. 1954)
- 21 ianuarie: Raisa Lungu-Ploaie, 88 ani, prozatoare din R. Moldova (n. 1928)
- 22 ianuarie: Cristina-Adela Foișor, 49 ani, șahistă română (n. 1967)
- 22 ianuarie: Eugen-Gheorghe Hilote, 74 ani, deputat român (1996-2000), (n. 1942)[94]
- 22 ianuarie: Jaki Liebezeit, 78 ani, baterist german (Can), (n. 1938)
- 24 ianuarie: Dan Grigore Adamescu, 68 ani, om de afaceri român (Unirea Shopping Center), (n. 1948)
- 24 ianuarie: Mladen Bjažić, 93 ani, scriitor croat (n. 1924)
- 24 ianuarie: Chuck Weyant, 93 ani, pilot american de Formula 1  (n. 1923)
- 25 ianuarie: Buchi Emecheta, 72 ani, nuvelistă nigeriană (n. 1944)
- 25 ianuarie: Nicolae Lupan, 95 ani, jurnalist basarabean (n. 1921)
- 26 ianuarie: Tam Dalyell, 84 ani, om politic scoțian, membru al Parlamentului European (1973-1979), (n. 1932)
- 26 ianuarie: Barbara Hale, 94 ani,  actriță americană (n. 1922)
- 26 ianuarie: Raisa Lungu-Ploaie, 88 ani, prozatoare și traducătoare născută în Republica Moldova (n. 1928)
- 27 ianuarie: Magda Ádám, 91 ani, scriitoare maghiară, istoric și filolog (n. 1925)
- 27 ianuarie: John Hurt, 77 ani, actor britanic (n. 1940)
- 27 ianuarie: Emmanuelle Riva, 89 ani, actriță franceză (n. 1927)
- 28 ianuarie: Geoff Nicholls, 68 ani, claviaturist britanic (Black Sabbath, Quartz), (n. 1948)
- 28 ianuarie: Salvatore Tatarella, 69 ani, om politic italian, membru al Parlamentul European (2004-2009), (n. 1947)
- 28 ianuarie: Ion Ungureanu, 81 ani, actor și politician din R. Moldova (n. 1935)
- 29 ianuarie: Ruslan Barburoș, 39 ani, fotbalist din R. Moldova (atacant), (n. 1978)
- 29 ianuarie: Dumitru Emeric Borbély, 69 ani, deputat român (1992-1996), (n. 1948)
- 29 ianuarie: Stelian Olariu, 88 ani, dirijor român (n. 1928)
- 31 ianuarie: John Wetton, 67 ani, cântăreț, basist și chitarist britanic (Asia, King Crimson), (n. 1949)

### Februarie
- 1 februarie: Constantin Dinulescu, 85 ani, fotbalist român (atacant), (n. 1931)
- 1 februarie: Alma Redlinger, 92 ani, artistă plastică din România de etnie evreiască (n. 1924)[95]
- 2 februarie: Shunichiro Okano, 85 ani, fotbalist japonez (atacant), (n. 1931)
- 3 februarie: Dritëro Agolli, 85 ani, scriitor și ziarist albanez (n. 1931)
- 3 februarie: Zoia Bulgakova, 102 ani, actriță rusă (n. 1914)
- 3 februarie: Gheorghe Pârlea, 72 ani, actor de comedie din Republica Moldova, (n. 1944)
- 5 februarie: Irma Adelman, 86 ani, economistă americană de etnie română (n. 1930)
- 6 februarie: Raymond Smullyan, 97 ani, matematician, magician, pianist, logician, taoist și filozof american (n. 1919)
- 7 februarie: Valeriu Bularca, 85 ani, luptător român, campion mondial la Campionatului Mondial de la Yokohama (1961) și laureat cu argint la Jocurile Olimpice de vară din Tokyo (1964), (n. 1931)
- 7 februarie: Dinu Ianculescu, 91 ani, actor și poet român (n. 1925)
- 7 februarie: Țvetan Todorov, 77 ani, semiolog, lingvist și critic literar francez de etnie bulgară (n. 1939)
- 8 februarie: Rina Matsuno, 18 ani, fotomodel, actriță și cântăreață japoneză (Shiritsu Ebisu Chuugaku), (n. 1998)
- 8 februarie: Nelu Stratan, 51 ani, interpret și producător din R. Moldova de muzică folk și rock (Zai, zai), fratele lui Pavel Stratan (n. 1965)
- 8 februarie: Yoshio Tsuchiya, 89 ani, actor japonez (n. 1927)
- 9 februarie: Radu Bartholomeu Gabrea, 79 ani, regizor și scenarist român (Călătoria lui Gruber), (n. 1937)
- 10 februarie: Edward Bryant, 71 ani, scriitor american de literatură SF și horror (n. 1945)
- 11 februarie: Nag Arnoldi, 88 ani, sculptor, pictor și profesor elvețiano-italian (n. 1928)
- 12 februarie: Artemii Prîseajniuk, 69 ani, artist ucrainean (n. 1947)
- 13 februarie: Constantin Dilly Șerbănoiu, 69 ani, senator român (2000-2004), (n. 1948)
- 16 februarie: Dick Bruna, 89 ani, autor, artist, ilustrator și designer grafic olandez (n. 1927)
- 16 februarie: Jannis Kounellis, 80 ani, artist italian de origine greacă, exponent al mișcării Arte Povera (n. 1936)
- 17 februarie: Warren Frost, 91 ani,  actor american de teatru, film și televiziune (n. 1925)
- 17 februarie: Lidia Stăniloae, 83 ani, scriitoare română (n. 1933)
- 18 februarie: Vasile Ilucă, 80 ani, scriitor și pictor român (n. 1936)
- 19 februarie: Danuta Szaflarska, 102 ani, actriță de film și teatru poloneză (n. 1915)
- 19 februarie: Igor Șafarevici, 93 ani, matematician rus, de etnie ucrainneană, fondatorul școlii de teorie algebrică și a celei de geometrie algebrică, scriitor politic (n. 1923)
- 20 februarie: Titi Cioacă, 77 ani, senator român (1990-1992), (n. 1939)
- 20 februarie: Neculai Grigoraș, 72 ani, deputat român (1992-2004), (n. 1944)
- 20 februarie: Sofía Ímber, 92 ani, jurnalistă venezueleană născută în R. Moldova (n. 1924)
- 20 februarie: Carol Vereș, 90 ani, sportiv canotor român (n. 1926)
- 21 februarie: Kenneth Arrow, 95 ani, economist american, laureat al Premiului Nobel (1972), (n. 1921)
- 21 februarie: Ion Croitoru, 51 ani, wrestler canadian de etnie română (n. 1965)
- 25 februarie: Dan Munteanu, 79 ani, biolog român (n. 1937)
- 25 februarie: Bill Paxton (William Paxton), 61 ani, actor și regizor american (Titanic, Îngeri și demoni, Terminatorul), (n. 1955)
- 26 februarie: Șerban Viorel Stănoiu, 76 ani, jurist român (n. 1940)

### Martie
- 1 martie: Paula Fox, 93 ani, scriitoare americană (n. 1923)
- 1 martie: Yasuyuki Kuwahara, 74 ani, fotbalist japonez (atacant), (n. 1942)
- 2 martie: József Haller, 82 ani, artist plastic și scenograf din România (n. 1935)
- 3 martie: Míriam Colón, 80 ani, actriță americană de origine portoricană (n. 1936)
- 3 martie: Raymond Kopa (n. Raymond Kopaszewski), 85 ani, fotbalist francez, deținătorul Balonului de Aur (1958), (n. 1931)
- 3 martie: René Préval, 74 ani, președinte al statului Haiti (1996–2001, 2006–2011), (n. 1943)
- 5 martie: Theodor Anton Neagu, 84 ani, paleontolog român (n. 1932)
- 6 martie: Robert Osborne, 84 ani, actor american, istoric de film și prezentator TV (n. 1932)
- 7 martie: Kamran Aziz, 95 ani,  compozitoare și farmacistă cipriotă (n. 1922)
- 7 martie: Hans Georg Dehmelt, 94 ani, fizician american de etnie germană, laureat al Premiului Nobel (1989), (n. 1922)[96]
- 8 martie: George Andrew Olah (n. György Oláh), 89 ani, chimist american de etnie maghiară, laureat al Premiului Nobel (1994), (n. 1927)
- 9 martie: Vasile Turcu, 62 ani, om de afaceri român (n. 1954)
- 10 martie: John Surtees, 83 ani, pilot britanic de Formula 1, campion mondial (1964), (n. 1934)
- 10 martie: Robert James Waller, 77 ani, autor, fotograf și muzician american (n. 1939)
- 11 martie: András Kovács, 91 ani, regizor maghiar originar din România (n. 1925)
- 12 martie: Pál Bodor, 86 ani, scriitor maghiar și român (n. 1930)
- 13 martie: Hiroto Muraoka, 85 ani, fotbalist japonez (portar), (n. 1931)
- 13 martie: Patrick Nève, 67 ani, pilot belgian de Formula 1 (n. 1949)
- 14 martie: Ileana Ciuculete, 64 ani, interpretă română de muzică populară (n. 1952)
- 17 martie: Marin Petre Constantin, 91 ani, pictor român (n. 1925)
- 17 martie: Derek Walcott, 87 ani, scriitor din Sfânta Lucia, laureat al Premiului Nobel (1992), (n. 1930)
- 18 martie: Chuck Berry (n. Charles Edward Anderson Berry), 90 ani, compozitor, cântăreț și chitarist american de etnie afro-americană, unul dintre cei mai însemnați reprezentanți ai muzicii rock & roll (n. 1926)
- 19 martie: Ian Stewart, 87 ani, pilot scoțian de Formula 1 (n. 1929)
- 20 martie: David Rockefeller, 101 ani, om de afaceri american (Chase Manhattan), (n. 1915)
- 22 martie: Tomás Milián, 84 ani,  actor și cântăreț de origine cubaneză⁠ (n. 1933)
- 23 martie: Lola Albright, 92 ani,  cântăreață și actriță americană (n. 1924)
- 23 martie: Nikos Vakalis, 77 ani, om politic grec (n. 1939)
- 26 martie: Pavel Vlad, 80 ani, academician din R. Moldova, membru al ASM (n. 1936)
- 27 martie: Marin Gherasim, 79 ani, pictor român  (n. 1937)
- 28 martie: Infanta Alicia, Ducesă de Calabria, 99 ani (n. 1917)
- 28 martie: Christine Kaufmann, 72 ani, autoare și actriță germană (n. 1945)
- 29 martie: Alexei Abrikosov, 88 ani, fizician rus, laureat al Premiului Nobel (2003), (n. 1928)
- 29 martie: Magdalene Hoff, 76 ani, om politic german (n. 1940)
- 31 martie: James Rosenquist, 83 ani, pictor american (n. 1933)

### Aprilie
- 1 aprilie: Gösta Ekman, 77 ani, actor suedez (n. 1939)
- 1 aprilie: Evgheni Evtușenko, 84 ani, poet rus (n. 1932)
- 2 aprilie: Valeriu Canțer, 62 ani, fizician din R. Moldova, membru titular al ASM (n. 1955)
- 2 aprilie: Edda Dora Essigmann-Fantanar, 94 ani, scriitoare germană originară din România (n. 1922)
- 4 aprilie: Giovanni Sartori, 92 de ani, politolog italian (n. 1924)
- 4 aprilie: Mike Taylor, 82 ani, pilot englez de Formula 1 (n. 1934)
- 5 aprilie: Vasile Gheorghe Coțofan, 83 ani, medic veterinar român (n. 1934)
- 5 aprilie: Tim Parnell, 84 ani,  pilot britanic de Formula 1 (n. 1932)
- 5 aprilie: Atanasie Sciotnic, 75 ani, sportiv român (caiac), (n. 1942)
- 6 aprilie: Don Rickles (n. Donald Jay Rickles), 90 ani, actor american de comedie (n. 1926)
- 7 aprilie: Nicolae-Șerban Tanașoca, 75 ani, filolog și istoric român, specialist în filologia clasică (n. 1941)
- 8 aprilie: Traian Novolan, 80 ani, senator român (n. 1937)
- 12 aprilie: Charlie Murphy, 57 ani, actor, comedian și scenarist american (n. 1959)
- 12 aprilie: Toby Grafftey Smith, 46 ani, muzician britanic (claviaturist), (Jamiroquai), (n. 1970)
- 13 aprilie: Zareh Baronian, 75 ani, teolog armean (n. 1941)
- 14 aprilie: George Cornea (regizor), 86 ani, operator de film, scenarist și regizor român (n. 1931)
- 15 aprilie: Allan Holdsworth, 70 ani, chitarist și compozitor englez (n. 1946)
- 15 aprilie: Emma Morano, 117 ani, supercentenară italiană (n. 1899)
- 16 aprilie: George Bălăiță, 82 ani, romancier român (n. 1935)
- 17 aprilie: Jeremiasz Anchimiuk, 73 ani, arhiepiscop al Bisericii Ortodoxe Poloneze (n. 1943)
- 19 aprilie: Oliver Lustig, 90 ani, scriitor român de etnie evreiască (n. 1926)
- 20 aprilie: Magdalena Abakanowicz, 86 ani, sculptoriță poloneză de etnie ruso-tătară (n. 1930)
- 20 aprilie: Mihai Ielenicz, 76 ani, geograf și geomorfolog român (n. 1941)
- 22 aprilie: Hubert Dreyfus, 87 ani, profesor american (n. 1929)
- 22 aprilie: Eran Moran, 56 ani, actriță americană  (n. 1960)
- 22 aprilie: Geta Popescu (Dor Medina Geta Popescu), 13 ani, alpinistă română (n. 2004)
- 24 aprilie: Anna Földes, 86 ani, scriitoare și critic de artă maghiară (n. 1930)
- 26 aprilie: Alexandru Ciubotaru, 85 ani, academician din R. Moldova (n. 1932)
- 26 aprilie: Jonathan Demme, 73 ani, regizor american (Tăcerea mieilor, Philadelphia, Rachel Getting Married), (n. 1944)
- 30 aprilie: József Árpád Habsburg (n. Joseph Arpád Benedikt Ferdinand Franz Maria Gabriel), 84 ani, membru al Casei de Habsburg-Lorena (n. 1933)

### Mai
- 1 mai: Yisrael Friedman, 93 ani, rabin român și profesor la Universitatea din Tel Aviv, respectiv la Universitatea Ben-Gurion (n. 1923)
- 1 mai: Karel Schoeman, 77 ani, scriitor sud-african (n. 1939)
- 2 mai: Abelardo Castillo, 82 ani, scriitor argentinian (n. 1935)
- 2 mai: Mihai Coman, 62 ani, muzician român (Holograf), (n. 1955)
- 2 mai: A. R. Penck (n. Ralf Winkler), 77 ani, artist plastic și baterist german (n. 1939)
- 3 mai: Daliah Lavi, 74 ani,  actriță, manechin și cântăreață israeliană (n. 1942)
- 4 mai: Rosie Scott, 69 ani, scriitoare neozeelandeză (n. 1948)
- 5 mai: Adolph Kiefer, 98 ani, înotător american (n. 1918)
- 7 mai: Dan Mănucă, 78 ani, critic și istoric literar român (n. 1938)
- 8 mai: Cécile DeWitt-Morette, 94 ani, matematiciană și fiziciană franceză (n. 1922)
- 9 mai: Florica Duma, 70 ani, interpretă română de muzică populară (n. 1946)
- 9 mai: Robert Miles, 47 ani, compozitor, producător, muzician și DJ italian de muzică electronică și rock alternativ (n. 1969)
- 11 mai: Corneliu Barborică, 86 ani, filolog slavist și traducător român, specializat în limba și literatura slovacă (n. 1931)
- 11 mai: Georgeta Țălnar, 56 ani, pictoriță română (n. 1960)
- 12 mai: Antonio Candido, 98 ani,  scriitor, profesor, sociolog și critic literar brazilian (n. 1918)
- 12 mai:  Rodica Dima, 74 ani, interpretă română de muzică populară (n. 1942)
- 12 mai: Mauno Koivisto (n. Mauno Henrik Koivisto), 93 ani, politician finlandez, președinte al Finlandei (1982–1994), (n. 1923)
- 14 mai: Powers Boothe, 68 ani,  actor american (n. 1948)
- 14 mai: Tatiana Iekel, 84 ani, actriță română (n. 1932)
- 17 mai: Viktor Gorbatko, 82 ani, cosmonaut rus (Soiuz 7, 24 și 37), (n. 1934)
- 18 mai: Roger Ailes, 77 ani, director de televiziune american (n. 1940)
- 19 mai: Stanislav Petrov, 77 ani, locotenent-colonel rus (n. 1939)
- 20 mai: Harry Coradini, 73 ani, muzician german originar din România (n. 1944)
- 20 mai: Dan Găureanu, 49 ani, sportiv român (scrimă, sabie), (n. 1967)
- 21 mai: Adrian Bîrzu, 48 ani, chimist român (n. 1968)
- 22 mai: Arkadi Gendler, 95 ani, evreu basarabean, compozitor, folclorist și profesor de limba idiș (n. 1921)
- 23 mai: Constantin Enache (schior), 88 ani, schior de fond român (n. 1928)
- 23 mai: Roger Moore (n. Roger George Moore), 89 ani, actor britanic (Sfântul, James Bond), (n. 1927)
- 23 mai: Viorel Morariu, 85 ani, sportiv român (rugby), antrenor și președinte al FR Rugby (n. 1931)
- 24 mai: Denis Johnson, 67 ani, scriitor american (n. 1949)
- 25 mai: Ion Străchinaru, 95 ani, psihopedagog român (n. 1922)
- 26 mai: Zbigniew Brzeziński, 89 ani, om de științe politice, american (n. 1928)
- 30 mai: Manuel Noriega, 83 ani, politician și militar panamez, dictator (n. 1934)
- 30 mai: Ioan Străchinaru, 95 ani, deputat român (1992-1996), (n. 1922)
- 30 mai: John Mark Taylor, 75 ani, om politic britanic, membru al Parlamentului European (1979-1984), (n. 1941)
- 31 mai: Tom Isaacs, 49 ani, strângere de fonduri de caritate britanică și președintele The Cure Parkinson's Trust, pe care l-a co-fondat (n. 1968)
- 31 mai: Nicolae Săftoiu, 82 ani, grafician român (n. 1935)

### Iunie
- 1 iunie: Paul Fister, 72 ani, actor, cascador și consilier de lupte român (n. 1944)
- 1 iunie: José Greci (n. Giuseppina Greci), 76 ani, actriță italiană (Ben-Hur), (n. 1941)
- 2 iunie: Sonja Sutter, 86 ani, actriță germană de teatru și de film (n. 1931)
- 4 iunie: Juan Goytisolo Gay, 86 ani, jurnalist și scriitor spaniol (n. 1931)
- 4 iunie: Claudiu Stănescu, 53 ani, actor român de film și de teatru (n. 1963)
- 5 iunie: Anna Jókai, 84 ani, scriitoare, romancieră și poetă maghiară (n. 1932)
- 5 iunie: Ilie Luceac, 76 ani, critic și istoric literar român (n. 1925)
- 7 iunie: Helene Stanton, actriță americană de film (n. 1925)
- 9 iunie: Adam West, 88 ani, actor american (n. 1928)
- 10 iunie: Abu Khattab al -Tunisi, 75 ani, jihadist și comandant militar tunisian al Statului Islamic (n. 1942)
- 11 iunie: Douglas Geoffrey Rowell, 74 ani, cleric britanic (n. 1943)
- 11 iunie: Corneliu Stroe, 67 ani, muzician român (n. 1949)
- 12 iunie: Gheorghe Gușet, 49 ani, sportiv român (aruncarea greutății), (n. 1968)
- 12 iunie: Charles Patrick Thacker, 74 ani, inginer american, pionier al informaticii (n. 1943)
- 13 iunie: Anita Pallenberg, 73 ani, actriță italiană, fotomodel și creatoare de modă (n. 1944)
- 13 iunie: Şirin Tekeli, 73 ani,  feministă, academiciană, traducătoare, scriitoare turcă (n. 1944)
- 15 iunie: Alfia Avzalova, 84 ani, cântăreață tătară și sovietică (n. 1933)
- 15 iunie: Aleksei Batalov, 88 ani, actor rus (n. 1928)
- 16 iunie: John Guilbert Avildsen, 81 ani, regizor american de film (Rocky V, Infernul, Karate Kid), (n. 1935)
- 16 iunie: Helmut Kohl (Helmut Josef Michael Kohl), 87 ani, cancelar al Republicii Federale Germania (1982-1998), (n. 1930)
- 20 iunie: Herbert H. Ágústsson, 90 ani, compozitor islandez (n. 1926)
- 21 iunie: Éva Bednay, 90 ani,  pictoriță maghiară (n. 1927)
- 22 iunie: Mao Kobayashi, 34 ani, prezentatoare TV și actriță japoneză (n. 1982)
- 23 iunie: Stefano Rodotà, 84 ani, politician și jurist italian (n. 1933)
- 27 iunie: Pierre Combescot, 77 ani, jurnalist și scriitor francez (n. 1940)
- 27 iunie: Michael Nyqvist (Rolf Åke Mikael Nyqvist), 56 ani, actor suedez (Misiune imposibilă-Protocolul fantomă), (n. 1960)
- 29 iunie: William Sanders, 75 ani, scriitor american (n. 1942)
- 30 iunie: Tadeusz Kijonka, 80 ani, poet, reporter, critic, activist cultural polonez (n. 1936)
- 30 iunie: Simone Veil (n. Simone Jacob), 89 ani, politiciană franceză (n. 1927)

### Iulie
- 2 iulie: Mihai Albu (baschetbalist), 79 ani, jucător și antrenor de baschet româno-german (n. 1938)
- 2 iulie: Ryke Geerd Hamer, 82 ani, medic german (n. 1935)
- 3 iulie: Paolo Villaggio, 84 ani, scriitor și actor italian (n. 1932)
- 4 iulie: Masatoshi Yoshino, 89 ani, geograf și climatolog japonez (n. 1928)
- 6 iulie: Frederick Tuckman, 95 ani, om politic britanic, membru al Parlamentului European (n. 1922)
- 8 iulie: Traian Dorgoșan, 81 ani, poet român (n. 1935)
- 8 iulie: Elsa Martinelli, 82 ani,  actriță și fotomodel italian (n. 1935)
- 9 iulie: Paquita Rico, 87 ani,  cântăreață de Copla-andaluza și actriță spaniolă (n. 1929)
- 9 iulie: Jack Shaheen, 81 ani, scriitor și conferențiar american (n. 1935)
- 10 iulie: Augustin Buzura, 78 ani, scriitor român (n. 1938)
- 11 iulie: Liviu Giurgian, 54 ani, atlet român (n. 1962)
- 11 iulie: Éva Schubert, 86 ani, regizoare, profesoară de actorie și actriță maghiară (n. 1931)
- 13 iulie: Charles Bachman, 92 ani, informatician american, cunoscut pentru contribuțiile aduse în domeniul bazelor de date (n. 1924)
- 13 iulie: Gheorghe Farkas, 82 ani, inginer informatician român (n. 1935)
- 13 iulie: Norman Johnson, 86 ani,  matematician la Wheaton College, Norton, Massachusetts (n. 1930)
- 13 iulie: Liu Xiaobo, 61 ani, activist chinez pentru democrație și drepturile omului, laureat al Premiului Nobel (2010), (n. 1955)
- 14 iulie: Julia Hartwig, 95 ani, poetă, eseistă și traducătoare poloneză (n. 1921)
- 14 iulie: Victor Sahini, 89 ani, chimist român (n. 1927)
- 15 iulie: Martin Landau, 89 ani, actor american de etnie evreiască (n. 1928)
- 15 iulie: Maryam Mirzakhani, 40 ani, matematiciană iraniană (n. 1977)
- 16 iulie: André Padoux, 97 ani, orientalist de origine franceză (n. 1920)
- 16 iulie: George Andrew Romero, 77 ani, regizor de film, american (n. 1940)
- 18 iulie: Maria Briede-Macovei, 69 ani, poetă, traducătoare, publicistă, eseistă, jurnalistă moldoveană (n. 1947)
- 20 iulie: Chester Bennington (n. Chester Charles Bennington), 41 ani, muzician (Linkin Park), cantautor și actor american (n. 1976)
- 20 iulie: Claude Rich, actor francez de film (n. 1929)
- 21 iulie: John Heard, 71 ani, actor american de film și televiziune (n. 1946)
- 21 iulie: Jon J. van Rood, 91 ani, imunolog neerlandez (n. 1926)
- 22 iulie: Lajos Kántor, 79 ani, filolog, istoric și critic literar maghiar (n. 1937)
- 22 iulie: Dumitru Lupu, 65 ani, compozitor român (n. 1952)
- 23 iulie: Waldir Peres (n. Waldir Peres de Arruda), 66 ani, fotbalist brazilian (portar), (n. 1951)
- 24 iulie: Horia Colan, 91 ani, inginer român (n. 1926)
- 24 iulie: Niculae Nedeff (Nicolae Nedef), 88 ani, handbalist și antrenor român (n. 1928)
- 25 iulie: Petre Got, 79 ani, poet și jurnalist român (n. 1937)
- 26 iulie: Paul Angerer, 90 ani, compozitor și dirijor austriac (n. 1927)
- 26 iulie: Leo Kinnunen, 73 ani, pilot finlandez de Formula 1  (n. 1943)
- 26 iulie: Alexander Rodewald, 74 ani, biolog, conferențiar, genetician, conducător de doctoranzi și paleo-genetician german, originar din România (n. 1943)
- 27 iulie: Sam Shepard, 73 ani,  actor, autor, dramaturg, scenarist și regizor de film american (n. 1943)
- 28 iulie: Emilia Bubulac, 68 ani,  interpretă română de muzică populară oltenească (n. 1948)
- 28 iulie: Liudmila Cernîh, 82 ani, astronomă rusă (n. 1935)
- 28 iulie: Lídia Fülöp, 92 ani, poetă și scriitoare care a activat preponderent în orașul Lugoj (n. 1925)
- 28 iulie: Stein Mehren, 82 ani, poet și pictor norvegian (n. 1935)
- 30 iulie: Marina Scupra, 49 ani, cântăreață română (n. 1967)
- 31 iulie: Jeanne Moreau, 89 ani, actriță franceză de film (n. 1928)

### August
- 1 august: Ana-Maria Avram, 55 ani, compozitoare, pianistă și dirijoare română (n. 1961)
- 2 august: Gheorghe Danielov, 69 ani, canoist român (n. 1948)
- 2 august: Mihai Maxim, 73 ani, istoric român (n. 1943)
- 3 august: Ioan Popa, 64 ani, scrimer român (spadă) olimpic și antrenor (n. 1953)
- 6 august: Betty Cuthbert, 79 ani,  atletă australiană (n. 1938)
- 6 august: Dumitru Țiganiuc, poet român, membru al Uniunii Scriitorilor din România (n. 1941)
- 6 august: Ernst Zündel, 78 ani, editor și pamfletist neonazist de origine germană (n. 1939)
- 7 august: Haruo Nakajima, 88 ani, actor japonez (Godzilla, Destroy All Monsters, Cei șapte samurai), (n. 1929)
- 8 august: Nani Tedeschi, 77 ani, ilustrator și gravor italian (n. 1939)
- 10 august: Ovidiu Ghidirmic, 74 ani, critic literar și publicist român (n. 1942)
- 10 august: Ruth Pfau, 87 ani, călugăriță catolică pakistaneză (n. 1929)
- 11 august: Richard Gordon, 95 ani, medic chirurg maritim, anestezist și scriitor englez (n. 1921)
- 12 august: Tudor Postelnicu, 85 ani, comunist român (n. 1931)
- 13 august: Marina-Adelina Coste, 51 ani, deputat român (2016-2017), (n. 1965)
- 14 august: Benard Ighner, 72 ani, cântăreț de jazz, muzician, compozitor și producător american (n. 1945)
- 14 august: Nubar Ozanyan, 61 ani, om politic turc (n. 1956)
- 15 august: Viorel Cosma, 94 ani, muzicolog, lexicograf și critic muzical român (n. 1923)
- 15 august: Mircea Plângău, 62 ani, regizor român (n. 1955)
- 15 august: Septimiu Sever, 91 ani, actor român (n. 1926)
- 17 august: Sonny Landham, 76 ani,  actor și cascador american (n. 1941)
- 17 august: Corvin Radovici, 85 ani, șahist român (n. 1931)
- 19 august: Brian Aldiss, 92 ani, autor și critic englez de literatură SF (n. 1925)
- 19 august: Mircea Țuglea, 43 ani, poet, prozator și publicist român (n. 1974)
- 20 august: Jerry Lewis (n. Joseph Levitch), 91 ani, actor american de etnie evreiască (n. 1926)
- 21 august: Marius Caraman, 64 ani, fizician, regizor și fotograf român (n. 1953)
- 21 august: Réjean Ducharme, 76 ani, romancier și dramaturg canadian (n. 1941)
- 21 august: Éva Kiss-Bitay, 89 ani, biologă română de etnie maghiară (n. 1928)
- 23 august: Nicolae Stoie, 76 ani, poet, publicist și scriitor român (n. 1940)
- 26 august: Tobe Hooper (William Tobe Hooper), 74 ani, regizor american de film, scenarist filme genul groază (n. 1943)
- 27 august: José Maria Pires, 98 ani, scriitor și arhiepiscop romano-catolic brazilian (n. 1919)
- 28 august: Mireille Darc (n. Mireille Aigroz), 79 ani, actriță franceză de film (n. 1938)
- 29 august: Adnan Abu Amjad, 40 ani, ofițer sirian (n. 1977)
- 29 august: Janine Charrat, 93 ani, dansatoare franceză, coregrafă și regizoare de balet (n. 1924)
- 30 august: Marjorie Boulton, 93 ani, scriitoare și  poetă britanică (n. 1924)
- 30 august: Louise Hay, 90 ani,  autoare motivațională americană (n. 1926)
- 30 august: Károly Makk, 91 ani, regizor, scenarist și producător maghiar (n. 1925)
- 31 august: Tamara Chiranova, 98 ani,  balerină australiană, emigrată română, rusă și franceză (n. 1919)

### Septembrie
- 1 septembrie: Mihai Dumitru, 68 ani, politician român (n. 1949)
- 1 septembrie: Zoe Petre (n. Zoe Condurachi), 77 ani, istoric, publicist și om politic român (n. 1940)
- 4 septembrie: David Magnusson, 91 ani, psiholog suedez (n. 1925)
- 4 septembrie: Gastone Moschin, 88 ani,  actor italian de teatru, televiziune și film (n. 1929)
- 4 septembrie: Nicolae Necula, 73 ani, teolog român (n. 1944)
- 5 septembrie: Holger Czukay (n. Holger Schüring), 79 ani, muzician german (Can), (n. 1938)
- 5 septembrie: Virgil Duda, 78 ani, romancier și eseist născut în România (n. 1939)
- 6 septembrie: Nicolaas Bloembergen, 97 ani, fizician american de etnie neerlandeză, laureat al Premiului Nobel (1981), (n. 1920)
- 6 septembrie: Nicolae Lupescu, 76 ani, fotbalist și antrenor român (n. 1940)
- 8 septembrie: Jerry Pournelle, 84 ani, scriitor american de literatură SF, eseist și jurnalist (n. 1933)
- 8 septembrie: Ljubiša Samardžić, 80 ani, actor, regizor și producător de film, sârb (n. 1936)
- 11 septembrie: Abdul Halim de Kedah (n. Abdul Halim Mu'adzam Shah), 89 ani, al 14-lea șef de stat al Malaeziei și al 27-lea sultan de Kedah (n. 1927)
- 11 septembrie: Dan Pătrașcu, jurnalist sportiv român (n. 1937)
- 11 septembrie: Nicolai Țopa, 88 ani, om de știință român (n. 1929)
- 12 septembrie: Tudor Andrei Petruș, 67 ani, scrimer (floretă) și antrenor român (n.1949)
- 13 septembrie: Frank Vincent, 80 ani, actor american (n. 1937)
- 15 septembrie: Violet Brown (n. Violet Mosse), 117 ani, supercentenară jamaicană (n. 1900)
- 15 septembrie: Mircea Ionescu-Quintus, 100 ani, politician român, președinte al PNL (1993-2001), (n. 1917)
- 15 septembrie: Nicanor Lemne, 101 ani, preot, teolog și duhovnic român (n. 1915)
- 15 septembrie: Harry Dean Stanton, 91 ani,  actor, muzician și cântăreț american (n. 1926)
- 16 septembrie: Dumitru Șomlea, 103 ani, supercentenar român, veteran de război din județul Mureș și ultimul supraviețuitor al bătăliei de la Oarba de Mureș (n. 1914)
- 17 septembrie: Lascăr Pană, 83 ani, handbalist și antrenor român (n. 1934)
- 19 septembrie: Jake LaMotta (n. Giacobbe LaMotta), 96 ani, boxer american (n. 1921)
- 19 septembrie: Massimo Natili, 82 ani, pilot italian de Formula 1 (n. 1935)
- 20 septembrie: John Nicholson, 75 ani, pilot neo-zeelandez de Formula Atlantic (n. 1941)
- 21 septembrie: Liliane Bettencourt (n. Liliane Henriette Charlotte Schueller), 94 ani, femeie de afaceri (L'Oréal) și filantropă franceză (n. 1922)
- 22 septembrie: Gheorghe Dolgu, 88 ani, economist român (n. 1929)
- 23 septembrie: Iuri Arhipov, 74 ani, traducător, critic literar și jurnalist rus (n. 1943)
- 23 septembrie: Emmanouil Bakopoulos, 74 ani, om politic grec (n. 1942)
- 23 septembrie: Liviu Groza, 85 ani, istoric român (n. 1932)
- 25 septembrie: Jan Tříska, 80 ani, actor ceh (n. 1936)
- 26 septembrie: Květa Fialová, 88 ani, actriță cehă de teatru, film și de  televiziune (n. 1929)
- 26 septembrie: Berno Rupp, 82 ani,  călugăr salvatorian stabilit la Timișoara (n. 1935)
- 27 septembrie: Zinaida Anestiadi, 79 ani, medic din R. Moldova (n. 1938)
- 27 septembrie: Hans Gerschwiler, 96 ani, patinator artistic elvețian (n. 1921)
- 27 septembrie: Hugh Hefner, 91 ani, publicist american, fondator și director de creație al companiei Playboy Enterprises (n. 1926)
- 28 septembrie: Antonio Isasi-Isasmendi, 90 ani, regizor, scenarist și producător spaniol (n. 1927)
- 28 septembrie: Antonio Spallino, 92 ani, scrimer italian (n. 1925)
- 30 septembrie: Hans Liebhardt, 83 ani, jurnalist și scriitor german (n. 1934)
- 30 septembrie: Iulian Vlad, 86 ani, general român în cadrul DSS (n. 1931)

### Octombrie
- 2 octombrie: Tom Petty (n. Thomas Earl Petty), 66 ani, muzician american (n.1950)
- 3 octombrie: Jalal Talabani, 83 ani, om politic irakian de etnie kurdă, președinte (2005–2014), (n. 1933)
- 4 octombrie: Bronisław Chromy, 92 ani, artist plastic polonez și profesor la Academia de Arte Frumoase din Cracovia (n. 1925)
- 5 octombrie: Dan Sergiu Hanganu, 78 ani, arhitect canadian de etnie română (n. 1939)
- 7 octombrie: Veaceslav Ivanov, 88 ani, filolog rus și indo-europenist (n. 1929)
- 7 octombrie: Ole Krarup, 82 ani, om politic danez, membru al Parlamentului European (1999-2004), (n. 1935)
- 8 octombrie: Loula Anagnostaki, 88 ani, scriitoare greacă (dramaturgă), (n. 1928)
- 9 octombrie: Gheorghe Izbășescu, 82 ani, scriitor și poet român (n. 1935)
- 9 octombrie: Jean Rochefort, 87 ani, actor francez (Lost in La Mancha, Le fantôme de la liberté, Mr. Bean's Holiday), (n. 1930)
- 10 octombrie: Stan Nițu, 96 ani, general român (n. 1921)
- 11 octombrie: Tera Bond, 39 ani, actriță pornografică și model erotic maghiară (n. 1978)
- 11 octombrie: Lika Kavjaradze, 57 ani, actriță de film georgiană (n. 1959)
- 12 octombrie: Horst Posdorf, 69 ani, om politic german, membru al Parlamentului European (2004–2009), (n. 1949)
- 14 octombrie: Emil-Teodor Popescu, 80 ani,  deputat român în legislatura 1992-1996 (n. 1937)
- 14 octombrie: Yambo Ouologuem, 77 ani, scriitor malian (n. 1940)
- 16 octombrie: Daphne Caruana Galizia, 53 ani, jurnalistă, scriitoare și activistă anticorupție malteză (n. 1964)
- 17 octombrie: Nicolae Bria, 90 ani, specialist român în agricultură (n. 1927)
- 17 octombrie: Danielle Darrieux (Danielle Yvonne Marie Antoinette Darrieux), 100 ani, actriță și cântăreață franceză (n. 1917)
- 17 octombrie: Julian May, 86 ani, scriitoare americană (n. 1931)
- 18 octombrie: Olga Tudorache (Maria Olga Tudorache), 88 ani, actriță română (n. 1929)
- 19 octombrie: Umberto Lenzi, 86 ani, regizor de film, scenarist și romancier italian (n. 1931)
- 20 octombrie: Eugen Evu, 73 ani, poet, publicist și prozator român (n. 1944)
- 20 octombrie: Gheorghe Ion Marin, 88 ani, jurnalist, membru al Uniunii scriitorilor din R. Moldova (n. 1929)
- 21 octombrie: Martin Eric Ain, 50 ani, muzician elvețian (n. 1967)
- 21 octombrie: Sorin Condurache, 49 ani, fotbalist român (n. 1968)
- 22 octombrie: Daisy Berkowitz (n. Scott Mitchell Putesky), 49 ani, muzician american (Marilyn Manson) (n. 1968)
- 22 octombrie: Aurel Preda, 77 ani, general român (n. 1940)
- 22 octombrie: Eleonore Trefftz, 97 ani, fiziciană germană (n. 1920)
- 23 octombrie: Walter Lassally, 90 ani, director de imagine britanic, născut în Germania (n. 1926)
- 23 octombrie: Coen Stork, 89 ani, ambasadorul regatului Țărilor de Jos în România, la sfârșitul regimului Nicolae Ceaușescu (n. 1928)
- 24 octombrie: Fats Domino (n. Antoine Dominique Domino), 89 ani, unul dintre primii muzicieni americani, genul rock and roll (n. 1928)
- 24 octombrie: Marina Sturdza, 73 ani, prințesă și activistă umanitară română (n. 1944)
- 26 octombrie: Liviu Dănceanu, 63 ani, compozitor, dirijor, publicist și profesor român (n. 1954)
- 26 octombrie: Nicolae Tomaziu, 101 ani, cel mai vârstnic deținut politic al lagărelor comuniste din România (n. 1916)
- 27 octombrie: Titu Stoicheci, 106 ani, general de brigadă în retragere român, cel mai vârstnic veteran de război din Oltenia și ultimul jandarm supraviețuitor al bătăliei de la Stalingrad (n. 1911)
- 31 octombrie: Mircea Drăgan, 85 ani, regizor și scenarist român (n. 1932)

### Noiembrie
- 1 noiembrie: Boris Dubosarschi, 70 ani, compozitor, profesor de muzică și violonist sovietic și moldovean (n. 1947)
- 1 noiembrie: Ernie Pieterse, 79 ani, pilot sud-african de Formula 1 (n. 1938)
- 3 noiembrie: Ioan N. Radu, 82 ani,  profesor român  (n. 1935)
- 4 noiembrie: Ioan Moisin, 70 ani, inginer și om politic român (n. 1947)
- 5 noiembrie: Isabel din Brazilia, 73 ani,  prințesă a Braziliei (n. 1944)
- 5 noiembrie: Elena Lagadinova, 87 ani, agronomă bulgară (n. 1930)
- 6 noiembrie: Karin Dor, 79 ani, actriță germană (n. 1938)
- 6 noiembrie: Richard F. Gordon, 88 ani, astronaut american, membru al echipajului zborului Apollo 12 (n. 1929)
- 7 noiembrie: Brad Harris, 84 ani, actor american (n. 1933)
- 11 noiembrie: Cornelia Sideri, 78 ani, caiacistă română (n. 1938)
- 15 noiembrie: Lil Peep (n. Gustav Elijah Åhr), 21 ani, rapper și cântăreț american (n. 1996)
- 16 noiembrie: Maria Vodă Căpușan, 76 ani, teoreticiană, critică literară și teatrologă română (n. 1940)
- 17 noiembrie: Nicolae Costake, 85 ani, inginer român (n. 1932)
- 17 noiembrie: Salvatore Riina, 87 ani, membru al mafiei siciliene (n. 1930)
- 17 noiembrie: Pan Solcan, 93 ani, romancier român (n. 1924)
- 18 noiembrie: Azzedine Alaia, 77 ani, designer francez, născut în Tunisia, unul dintre cei mai reprezentativi designeri haute couture (n. 1940)
- 19 noiembrie: Charles Manson (n. Charles Milles Maddox), 83 ani, criminal american (n. 1934)
- 19 noiembrie: Jana Novotná, 49 ani, tenismenă profesionistă cehă (n. 1968)
- 22 noiembrie: Dmitri Hvorostovski, 55 ani, bariton rus de renume mondial, Artist al Poporului (n. 1962)
- 23 noiembrie: Donal Creed, 93 ani, om politic irlandez, membru al Parlamentului European (1973–1977), (n. 1924)
- 23 noiembrie: Stela Popescu, 81 ani, actriță română (n. 1935)
- 23 noiembrie: Veciye Qaşqa, 82 ani, activistă tătară crimeeană, veteran al mișcării tătarilor crimeeni, care a pledat pentru întoarcerea în țara lor a compatrioților deportați (n. 1935)
- 24 noiembrie: Cornel Pelmuș, 84 ani, scrimer olimpic român (sabie), (n. 1933)
- 25 noiembrie: Rance Howard (n. Harold Rance Beckenholdt), 89 ani, actor american, scenaríst, producător și regizor de film (n. 1928)
- 27 noiembrie: Cristina Stamate, 71 ani, actriță română (n. 1946)
- 28 noiembrie: Anna Nemetz-Schauberger, 73 ani,  handbalistă de origine germană din România, campioană mondială și multiplă campioană națională (n. 1944)
- 28 noiembrie: Shadia, 83 ani, actriță și cântăreață egipteană (n. 1934)
- 30 noiembrie: Marina Popovici, 86 ani, femeie-colonel, inginer al Forțelor Aeriene Sovietice și pilot de testare sovietică (n. 1931)

### Decembrie
- 1 decembrie: Enrico Castellani, 87 ani, artist italian (n. 1930)
- 2 decembrie: Alecu Croitoru, 83 ani, regizor, profesor universitar, poet și actor român (n. 1933)
- 2 decembrie: Zeno Ghițulescu, 88 ani, medic, scriitor și dramaturg român (n. 1929)
- 3 decembrie: Horst Fassel, 75 ani, istoric literar, critic literar și traducător, originar din România (n. 1942)
- 4 decembrie: Ali Abdullah Saleh, 75 ani, politician, președinte al statului Yemen (1990–2012), (n. 1942)
- 5 decembrie: Emil-Livius-Nicolae Putin, 72 ani, deputat român (n. 1945)
- 5 decembrie: Jean d’Ormesson (n. Jean Bruno Wladimir François-de-Paule Lefèvre d'Ormesson), 92 ani, scriitor și jurnalist francez (n. 1925)
- 5 decembrie: Mihai I, 96 ani, rege al României (1927-1930 și 1940-1947), (n. 1921)
- 5 decembrie: Cristina Nicolau, 40 ani, atletă română (n. 1977)
- 5 decembrie: August Ames, 23 ani, actrita pornografica canadiana (n. 1994)
- 6 decembrie: Johnny Hallyday (n. Jean-Philippe Léo Smet), 74 ani, cântăreț și actor francez (n. 1943)
- 7 decembrie: Mircea Petru Cucuianu, 89 ani, biochimist român, membru corespondent al Academiei Române din 2014 (n. 1928)
- 7 decembrie: Melania Herdeanu, 77 ani, soprană română (n. 1940)
- 7 decembrie: Alexandru Moșanu, 85 ani, istoric, primul președinte al Parlamentului Republicii Moldova (n. 1932)
- 8 decembrie: Gábor Albert, 88 ani, scriitor, romancier, jurnalist, traducător, bibliotecar maghiar (n. 1929)
- 8 decembrie: Vladimir Curbet, 87 ani, coregraf din R. Moldova, conducător artistic al ansamblului „Joc” (n. 1930)
- 9 decembrie: Radu Cârneci, 89 ani, poet român (n. 1928)
- 11 decembrie: Vasile Manea Drăgulin, procuror general al României (n. ?)
- 13 decembrie : Yurizan Beltran, 31 ani, actrita pornografica americana, (n. 1986)
- 13 decembrie: Warrel Dane, 56 ani, muzician american (n. 1961)
- 14 decembrie: R. C. Sproul, 78 ani, teolog, autor și pastor american (n. 1939)
- 14 decembrie: Andrei Țugulea, 89 ani, inginer român (n. 1928)
- 16 decembrie: Ion Hăbășescu, 79 ani, agronom moldovean (n. 1938)
- 18 decembrie: Kim Jong-hyun, 27 ani, actor și cântăreț din Coreea de Sud (n. 1990)
- 21 decembrie: Bruce McCandless II, 80 ani, astronaut american (STS-31, STS-41-B), (n. 1937)
- 23 decembrie: Dumitru Covalciuc, 70 ani, scriitor român (n. 1947)
- 23 decembrie: Ștefan Sevastre, 91 ani, pictor român (n. 1926)
- 24 decembrie: Ionel Valentin Vlad, 74 ani, inginer și fizician român (n. 1943)
- 25 decembrie: Klaus Heitmann, 87 ani, romanist german (n. 1930)
- 28 decembrie: Sue Grafton, 77 ani, scriitoare americană de thriller (n. 1940)
- 28 decembrie: Rose Marie, 94 ani, actriță americană de film, televiziune și voce (n. 1923)
- 29 decembrie: Peggy Cummins, 92 ani, actriță britanică de film (n. 1925)
- 30 decembrie: Tudor Botnaru, 82 ani, general, ministru al Securității Naționale din R. Moldova (1997–1998), (n. 1935)

### Nedatate
- Mircea Petru Cucuianu, 89 ani,  biochimist român (n. 1928)
- Elemér Horváth, 83 ani, scriitor maghiar (n. 1933)

### Galeria celor decedați în 2017

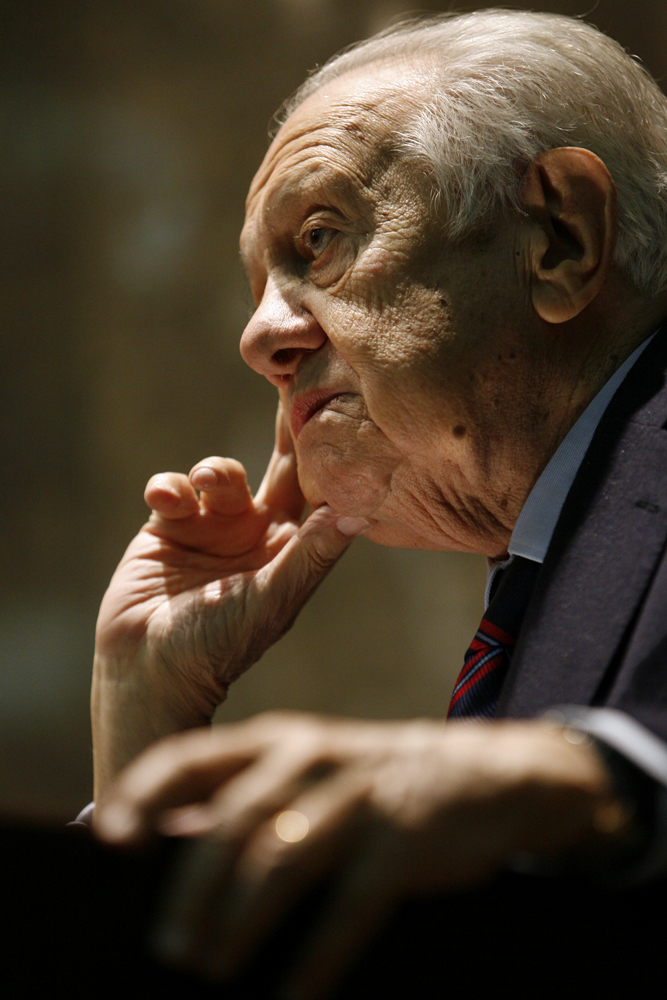
7 ianuarie: Mário Soares, președinte al Portugaliei
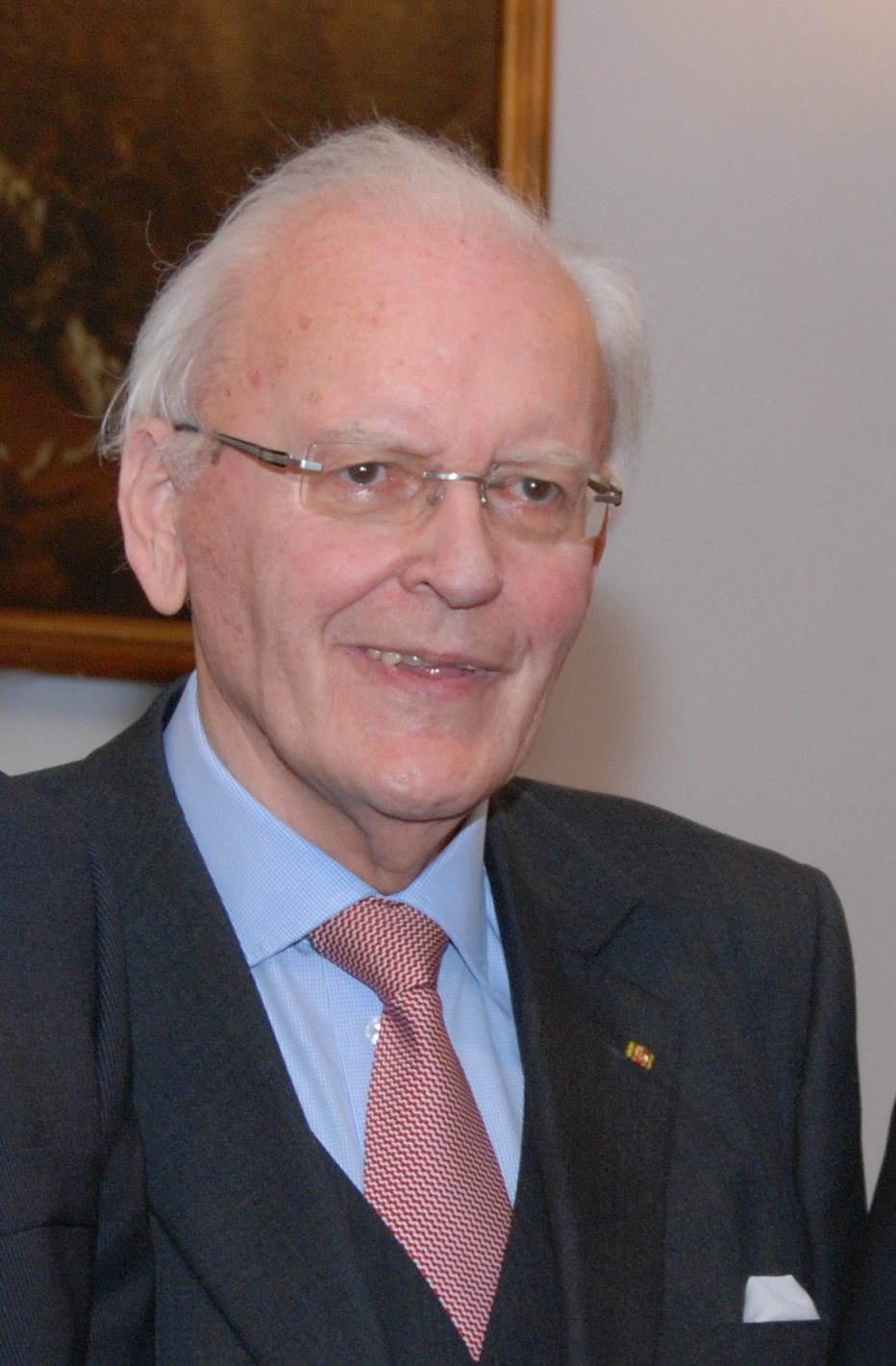
10 ianuarie: Roman Herzog, președinte al Germaniei
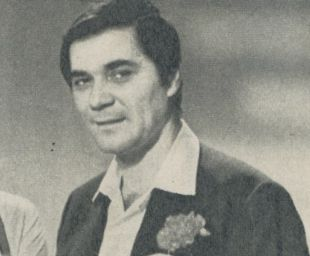
18 ianuarie: Ion Besoiu, actor român
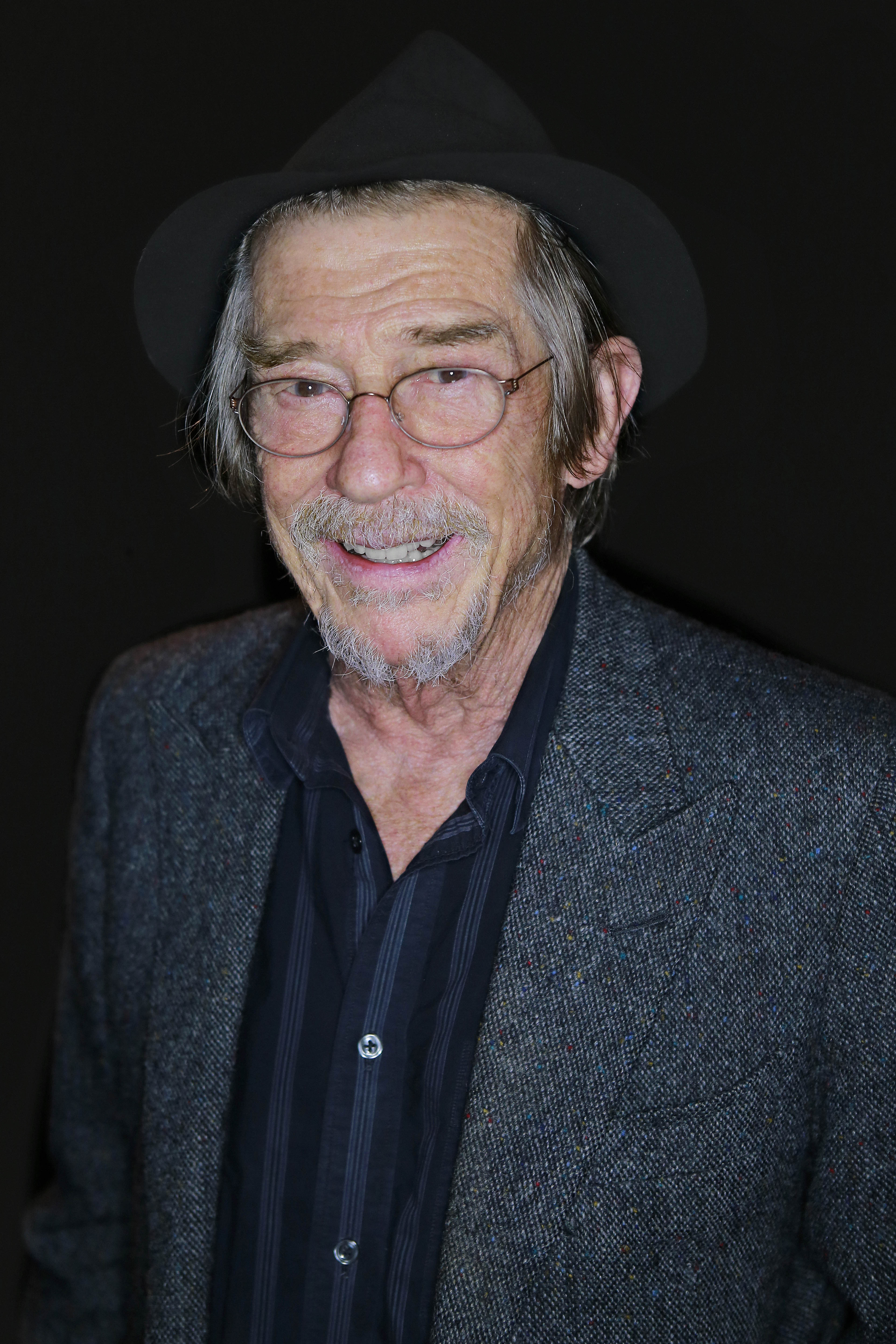
27 ianuarie: John Hurt, actor englez
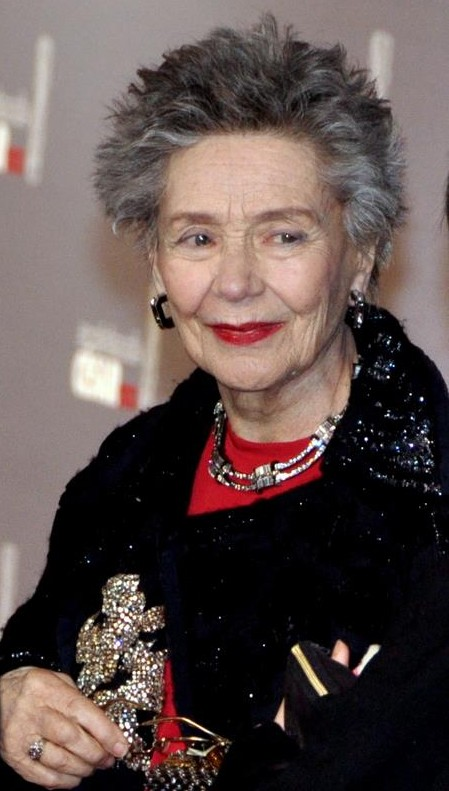
27 ianuarie: Emmanuelle Riva, actriță franceză
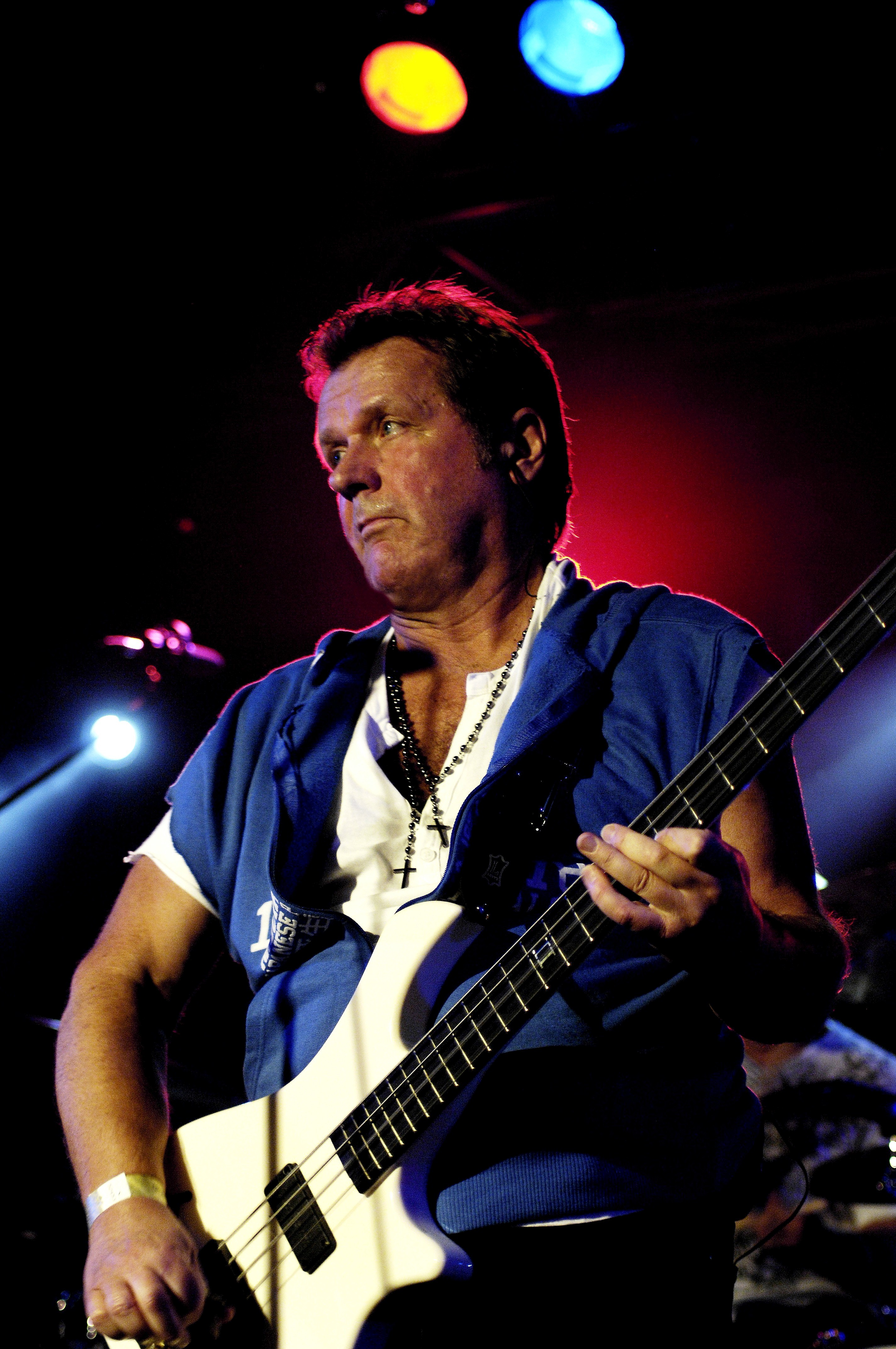
31 ianuarie: John Wetton, muzician englez
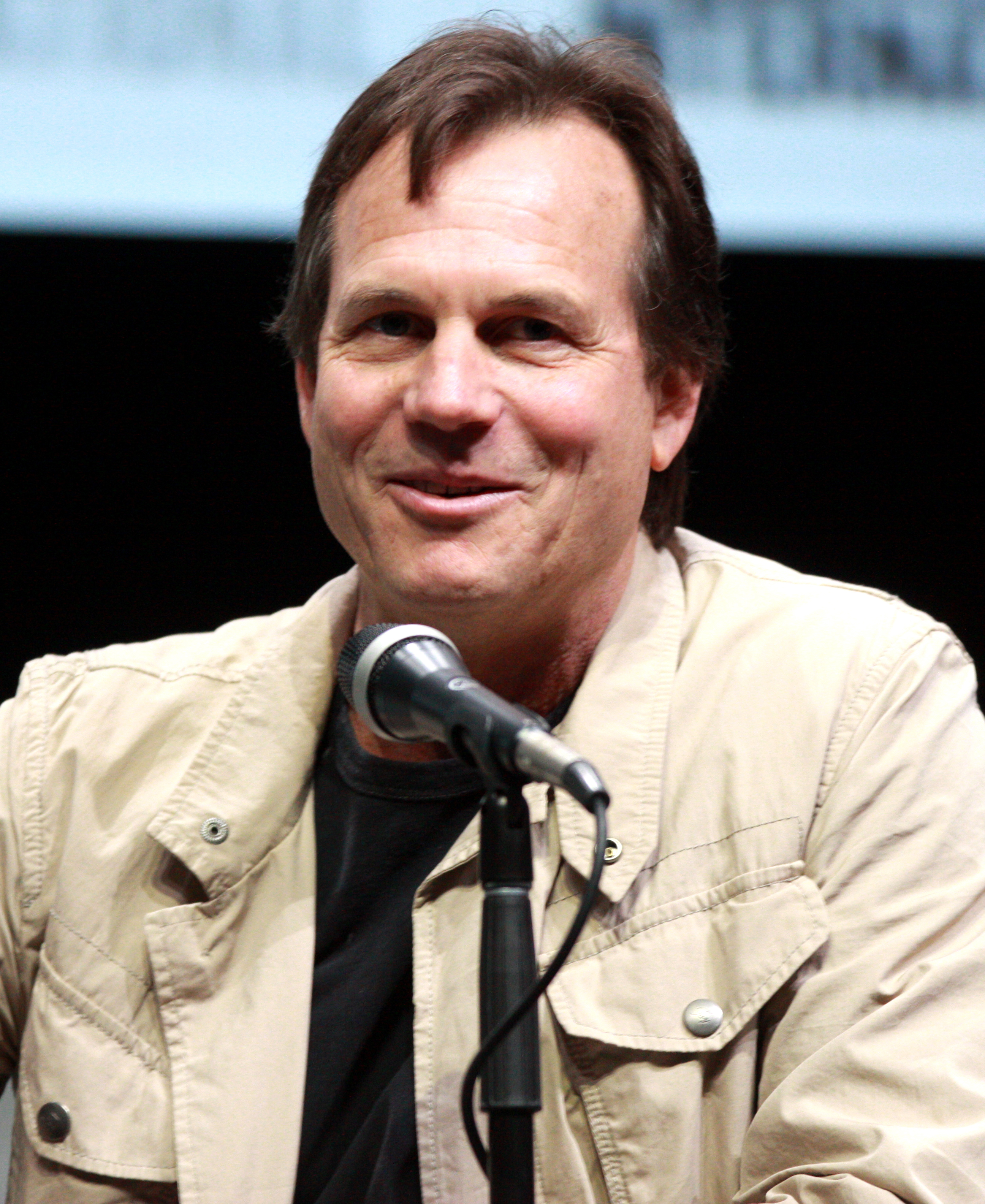
25 februarie: Bill Paxton, actor si regizor american
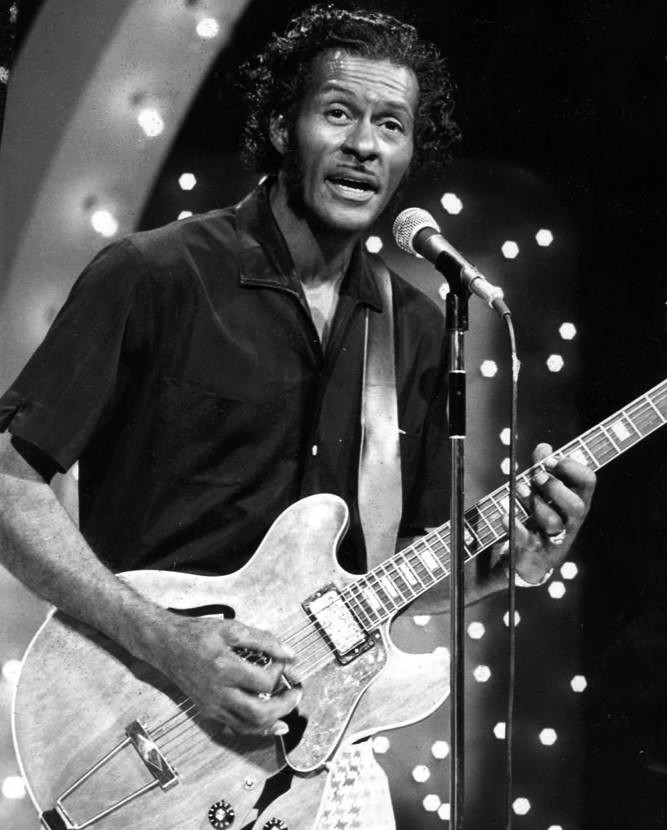
18 martie: Chuck Berry, unul dintre pionierii muzicii Rock 'n' Roll
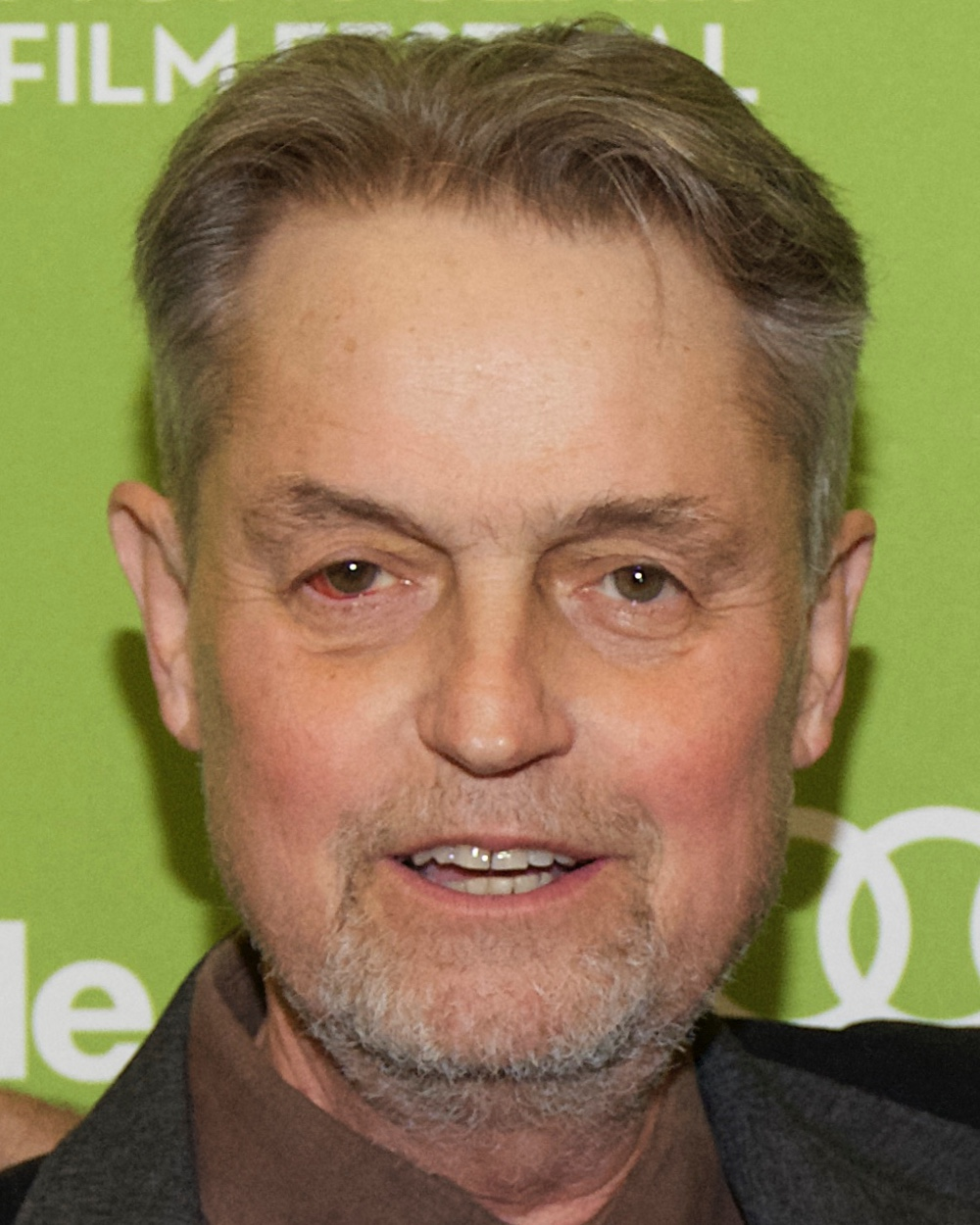
26 aprilie: Jonathan Demme, regizor american
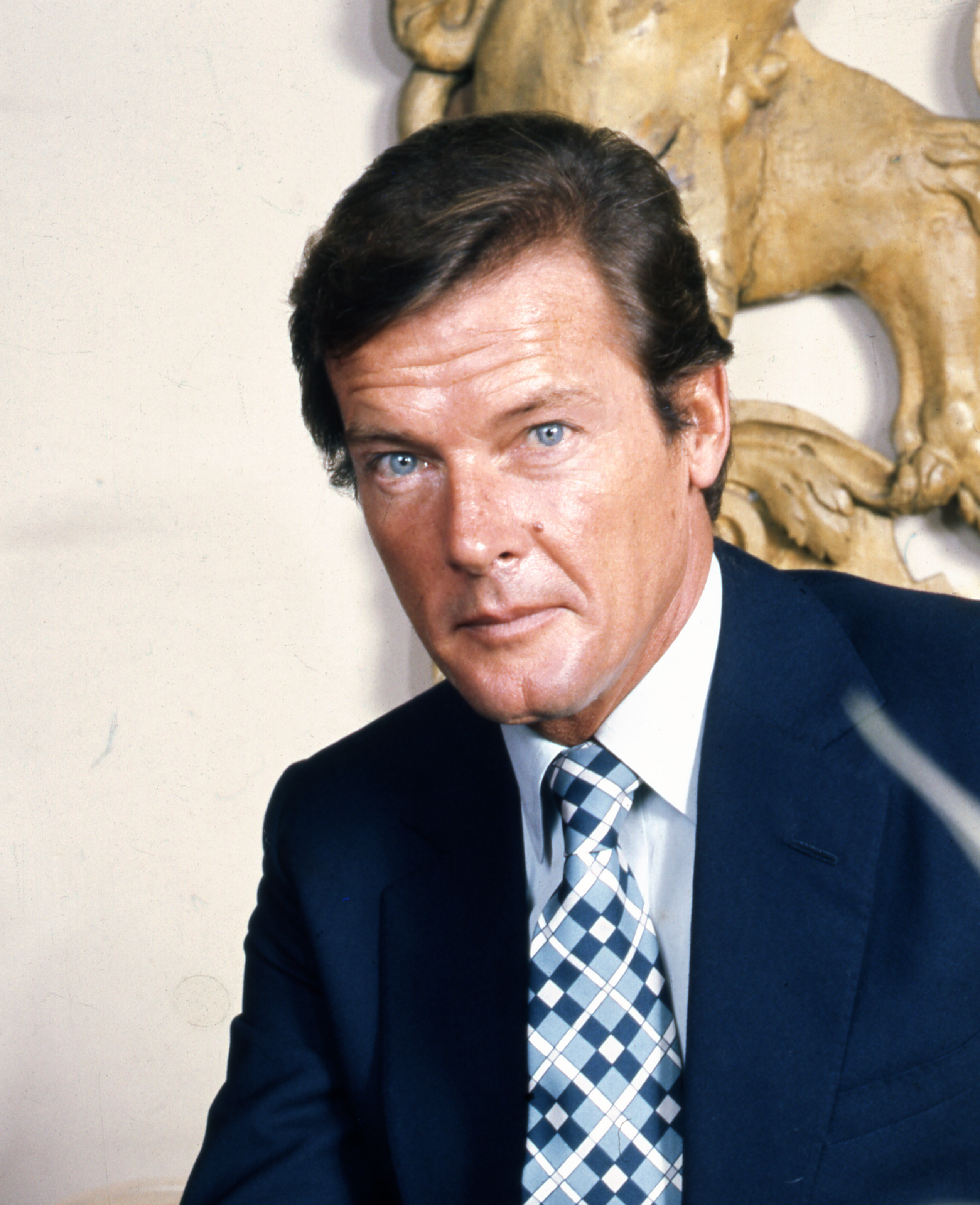
23 mai: Roger Moore, actor britanic
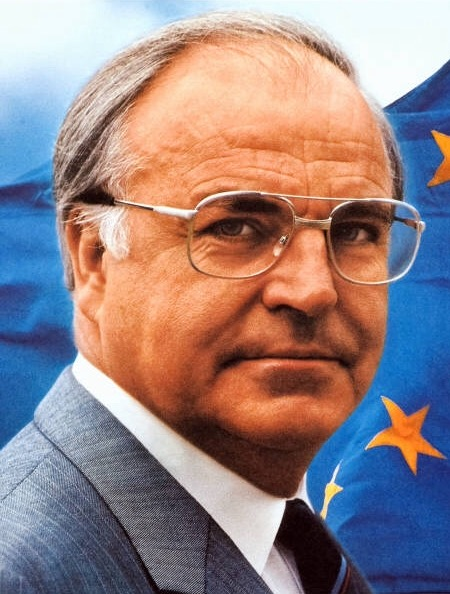
16 iunie: Helmut Kohl, Cancelar al Germaniei
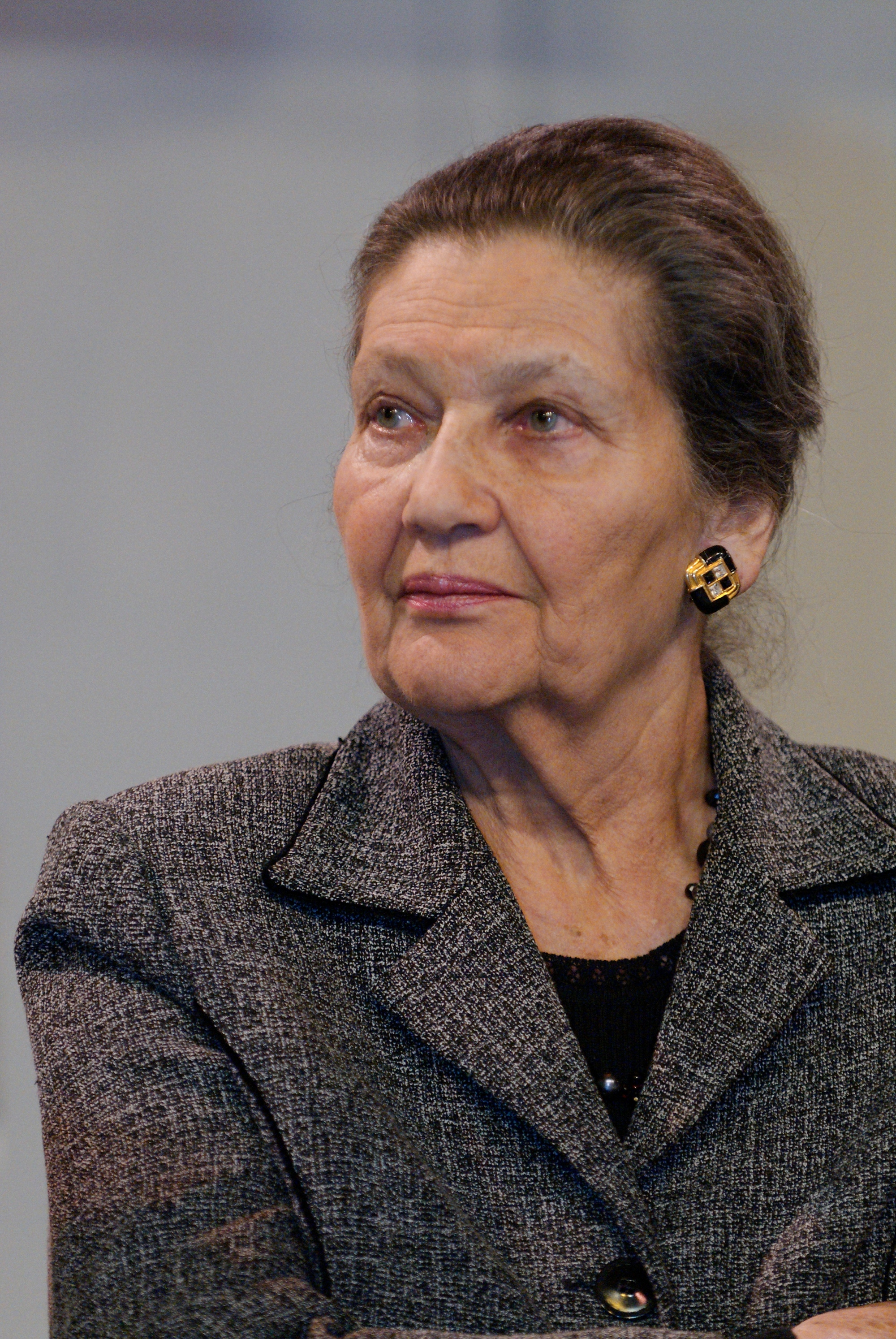
30 iunie: Simone Veil, politiciană franceză
31 iulie: Jeanne Moreau, actriță franceză
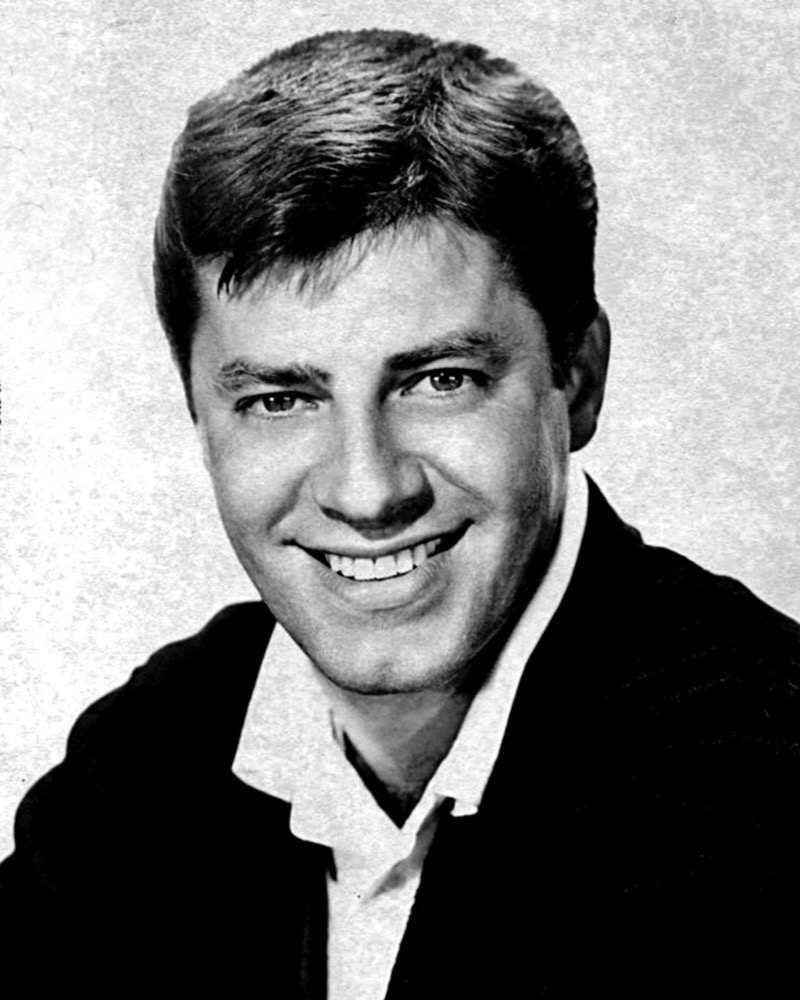
20 august: Jerry Lewis, actor american
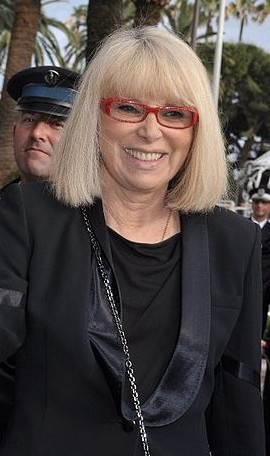
28 august: Mireille Darc, actriță franceză
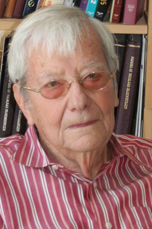
6 septembrie: Nicolaas Bloembergen, fizician american, laureat al Premiului Nobel
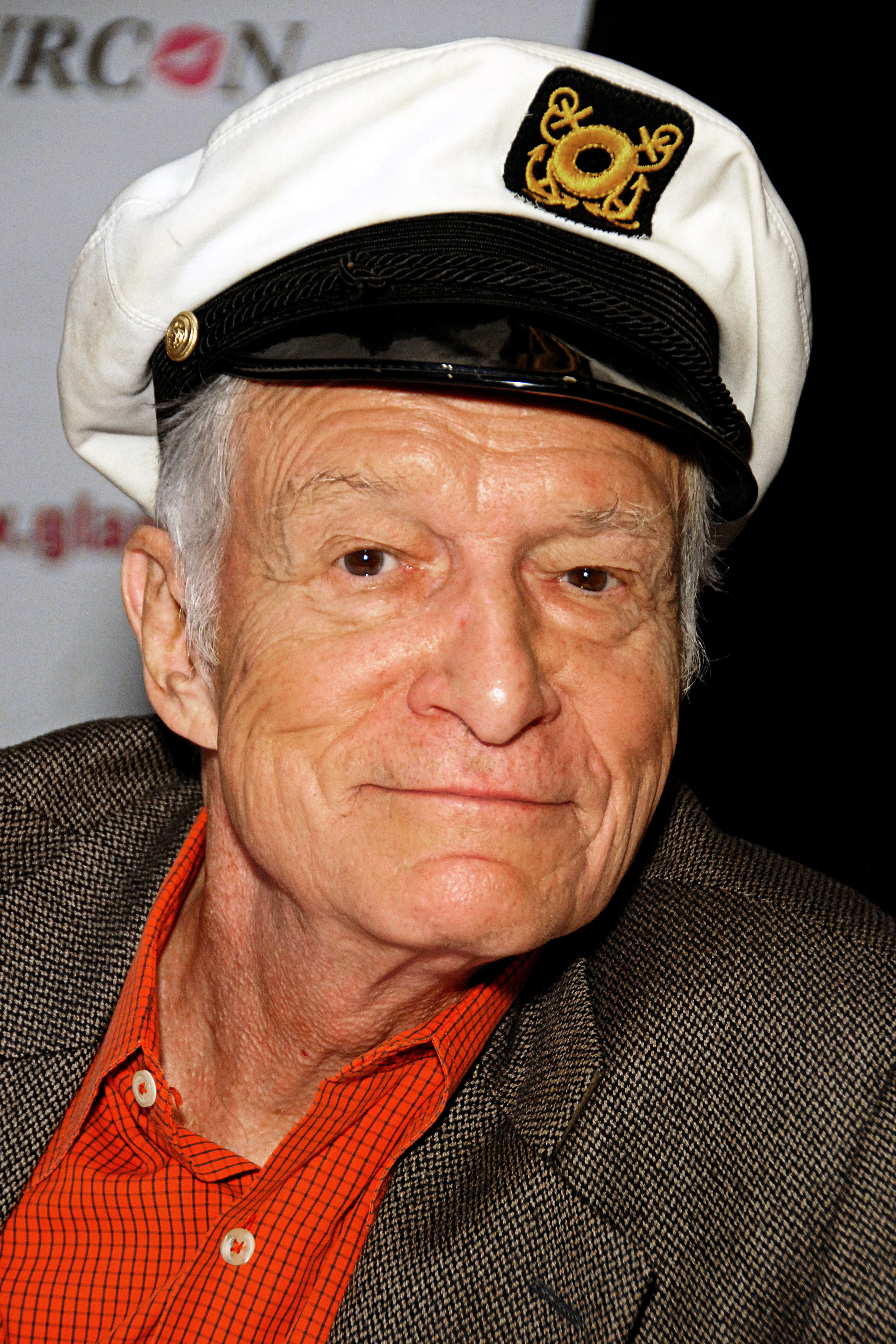
27 septembrie: Hugh Hefner, publicist american, fondator și director de creație al companiei Playboy Enterprises
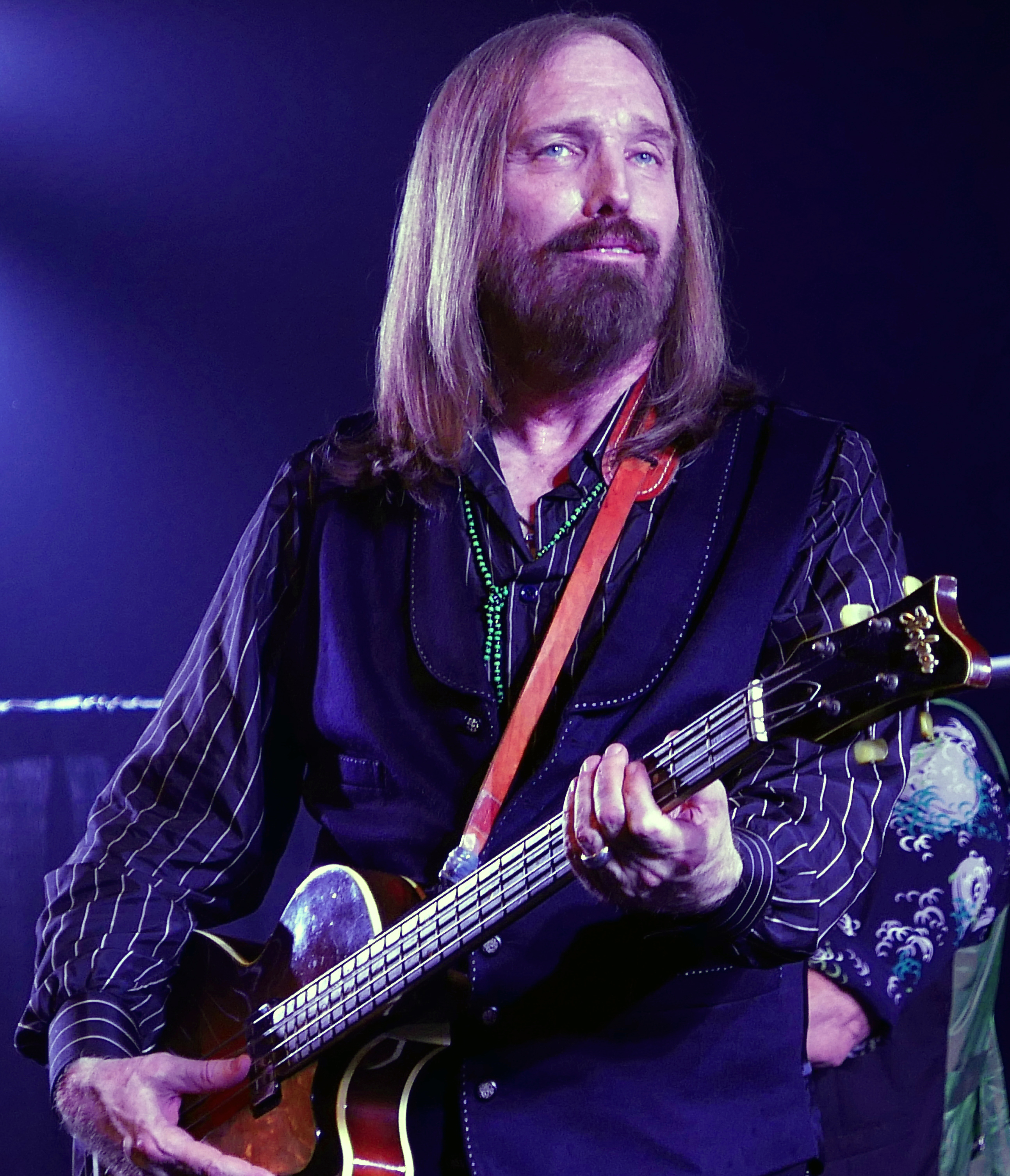
2 octombrie: Tom Petty, muzician american
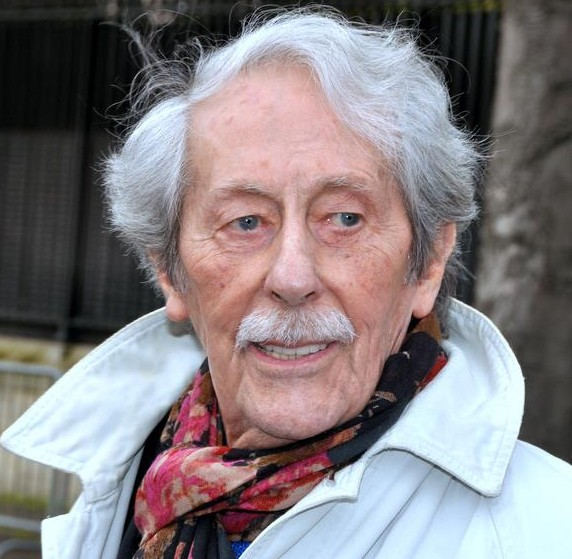
9 octombrie: Jean Rochefort, actor francez
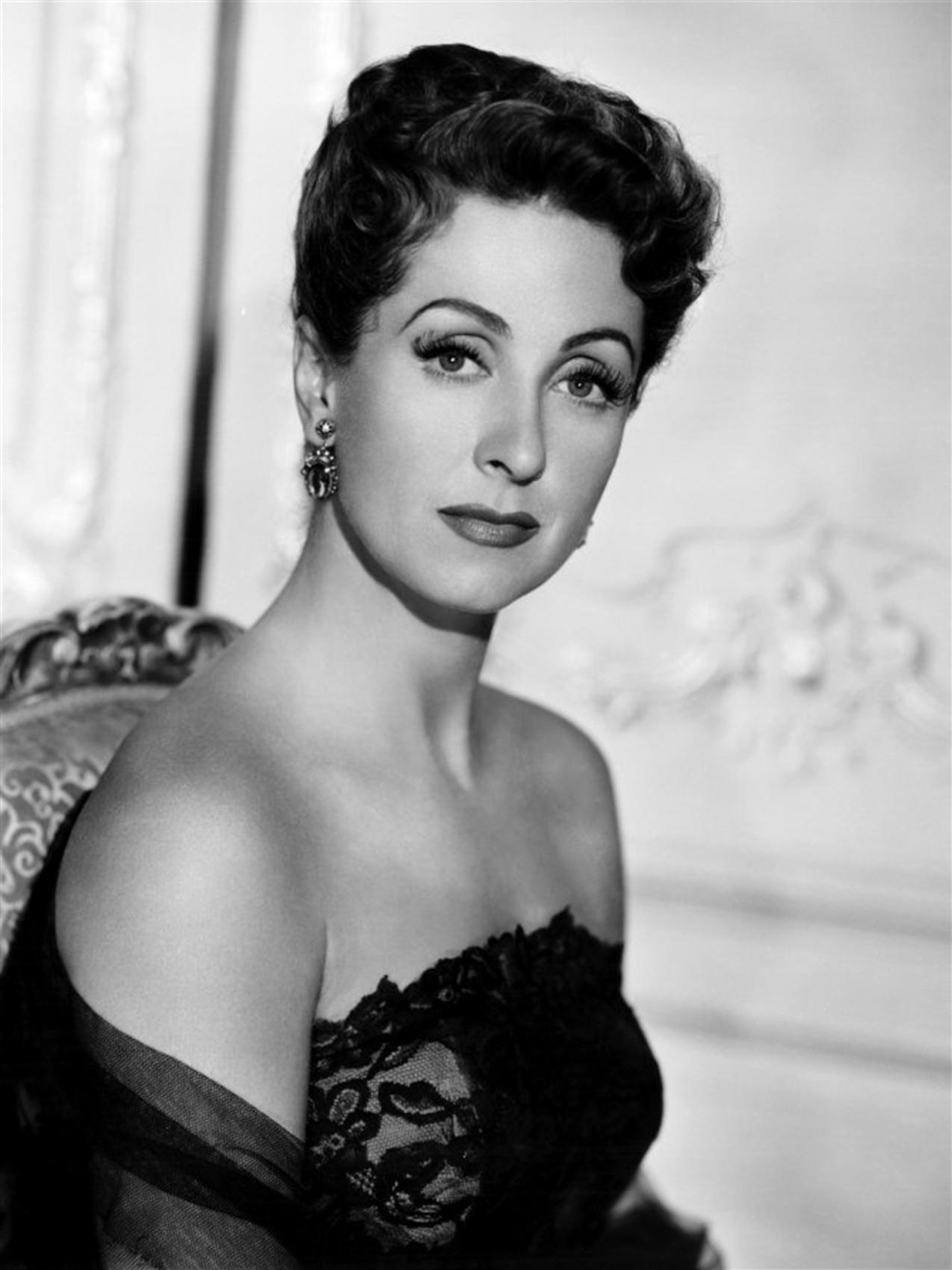
17 octombrie: Danielle Darrieux, actriță franceză
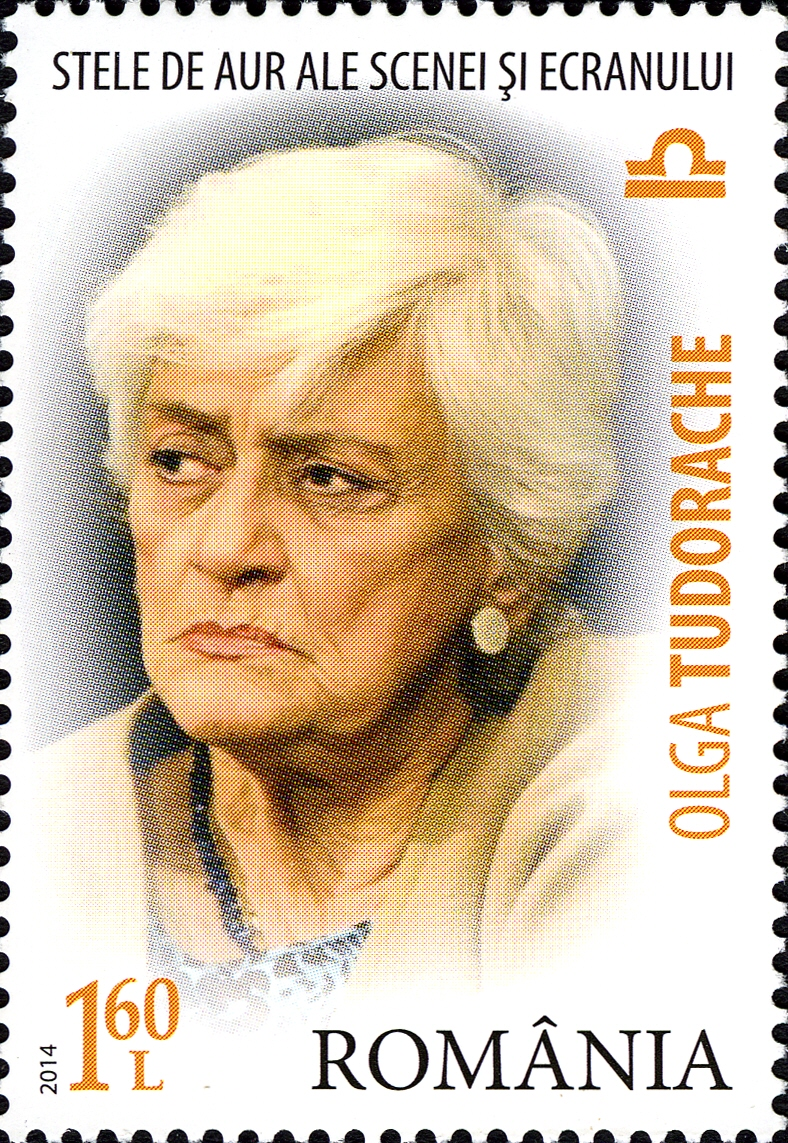
18 octombrie: Olga Tudorache, actriță română
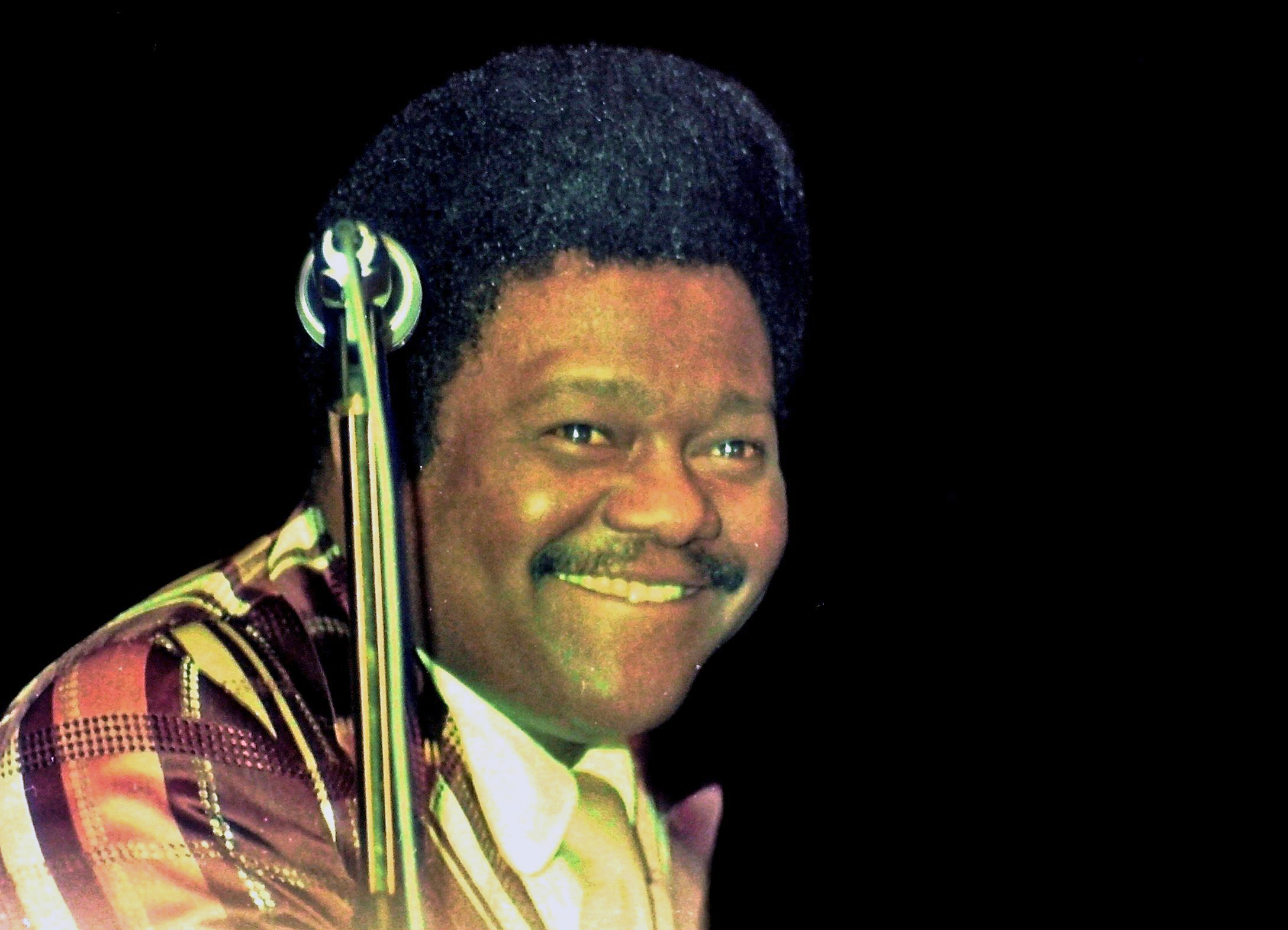
24 octombrie: Fats Domino, muzician american
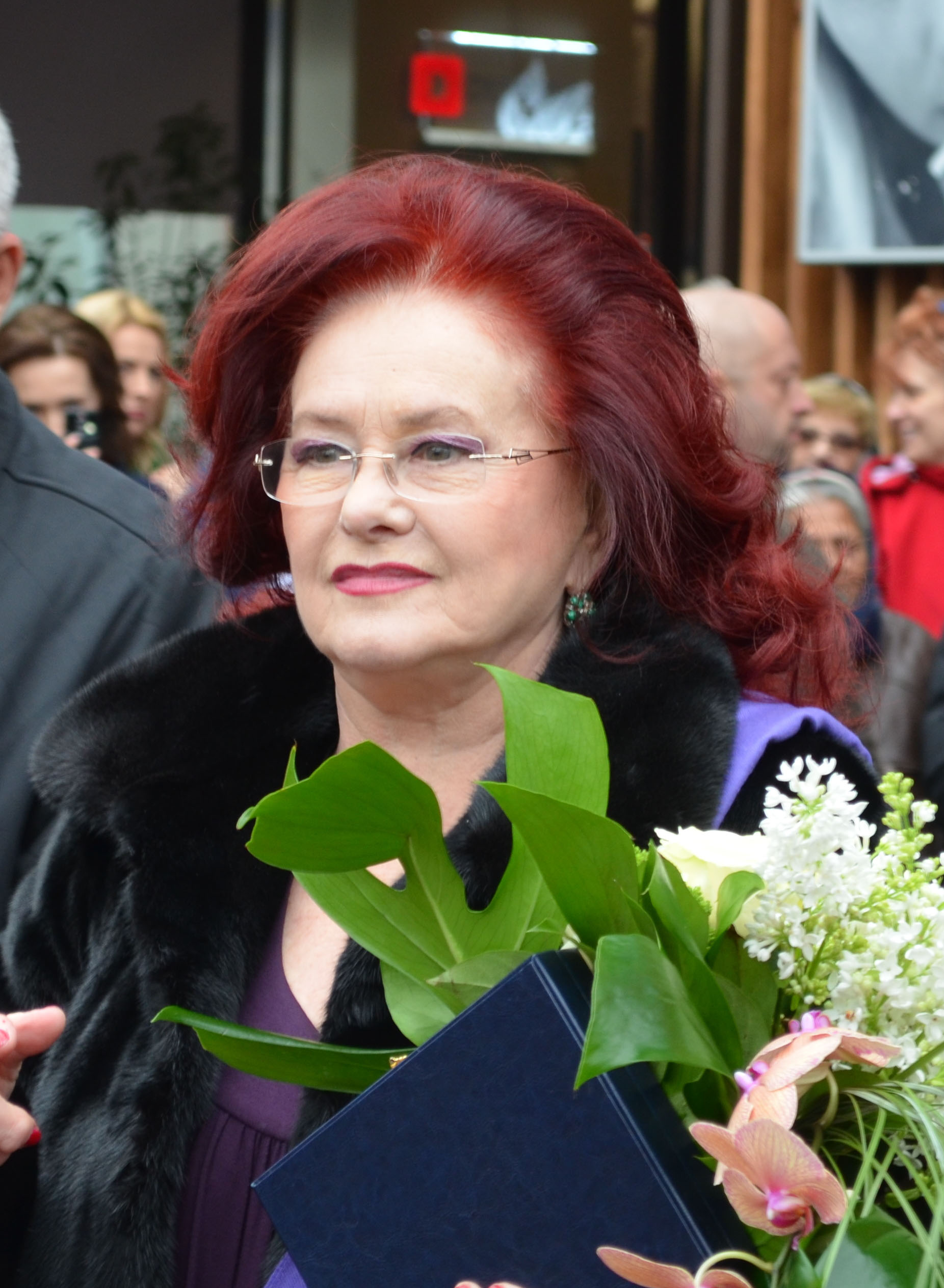
23 noiembrie: Stela Popescu, actriță română
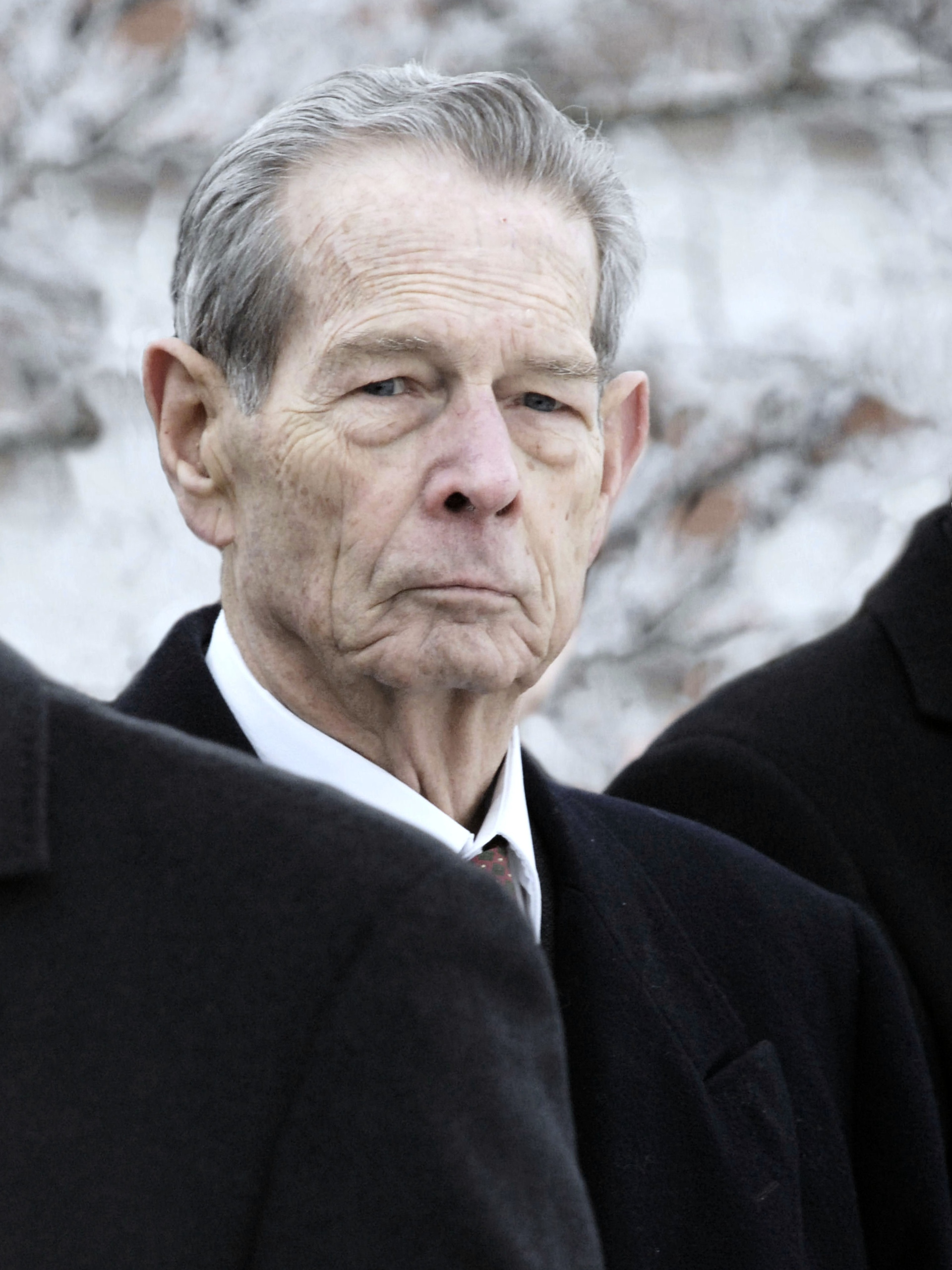
5 decembrie: Mihai I, rege al României
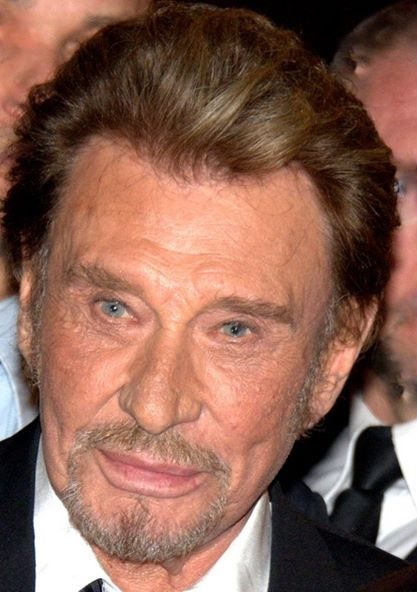
6 decembrie: Johnny Hallyday, cântăreț francez

## Premii Nobel
- Medicină: Michael W. Young (SUA), Michael Rosbash (SUA) și Jeffrey C. Hall (SUA) pentru studiul lor privind mecanismele moleculare care controlează ritmul circadian.
- Fizică: Rainer Weiss (Germania), Barry Barish și Kip Thorne (SUA) pentru contribuția lor decisivă la realizarea detectorului LIGO și în observarea undelor gravitaționale.
- Chimie: Jacques Dubochet (Elveția), Joachim Frank (SUA) și Richard Henderson (regatul Unit) pentru dezvoltarea crio-microscopiei electronice (cryo-EM) și pentru determinarea structurii moleculelor vii în imagini de înaltă rezoluție.
- Economie: Richard H. Thaler (SUA) pentru contribuțiile sale în domeniul economiei comportamentale.
- Literatură: Kazuo Ishiguro (Regatul Unit) pentru romanele sale de mare forță emoțională în care a dezvăluit abisul din spatele simțului iluzoriu al conectării noastre cu lumea.
- Pace: Coaliției de ONG-uri Campania Internațională pentru Abolirea Armelor Nucleare (ICAN) pentru activitatea sa de a atrage atenția asupra consecințelor catastrofice umanitare ale oricărei utilizări a armamentului nuclear și eforturile sale revoluționare de a ajunge la o interzicere pe baza unui tratat a acestor arme.

## Legături externe
- Aniversări culturale 2017 Arhivat în 19 octombrie 2016, la Wayback Machine., bncreanga.md